# مسجد جامع اصفهان
مسجد جامع اصفهان که به مسجد جامع عتیق و مسجد جمعه اصفهان نیز مشهور است، یکی از بناهای تاریخی اصفهان در ایران است که قدمت آن به سدۀ دوم هجری قمری بازمی‌گردد. این مسجد در اندازه‌ای کوچک و متناسب با جمعیت اصفهان در سال ۱۵۶ هجری قمری/۷۷۷ میلادی ساخته شد و باعث رشد شهرنشینی شد. در سال ۲۲۶ ه‍.ق/۸۴۶ م به فرمان معتصم خلیفه عباسی، مسجد پیشین تخریب و بنایی ستون‌دار به همراه سقفی چوبی جایگزین آن شد که کماکان قسمتی از ستون‌ها و دیوارهای آن باقی مانده‌است. مهم‌ترین تغییرات مسجد در دوران سلجوقی صورت گرفت؛ معماران این دوره از الگوی «مسجد عربی» فاصله گرفتند و با ساخت چهار ایوان در ضلع‌های شمالی، جنوبی، شرقی و غربی، سبکی جدید پدیدآوردند که به «مسجد ایرانی» معروف شد. در ربیع‌الاول ۵۱۵ ه‍.ق این مسجد توسط اسماعیلیان به آتش کشیده شد و بعدها دوباره مورد بازسازی و ترمیم قرار گرفت. در سده‌های بعد و در دوره‌های ایلخانی، مظفری، تیموری، صفوی و قاجار نیز این مسجد تغییرات مهمی را از سر گذراند.
مسجد جامع اصفهان ابتدا از خشت خام ساخته شده‌بود اما به خاطر پایداری آجر، سرعت ساخت بالا و برخی عوامل دیگر، در بازسازی آن از آجر استفاده کردند. طاق‌های چشمه‌ای، ایوانهای چهارگانه، سردرها، جرزهای آجری و تزئینات متفاوتی که متناسب با معماری هر دوره از تاریخ ایران و در سبک‌های خراسانی (یا عربی) و رازی در این مسجد به کار برده شده، اثری را پدیدآورد که الگویی برای مساجد ایران و حتی مناطق مسلمان‌نشین دیگر محسوب می‌شود.
تیموریان و صفویه هم اثر خود را بر مسجد ساخته اند. خصوصا صفه یا ایوان مظفری که به آن مدرسه مظفری هم گفته می‌شود، کتیبه‌هایی از دوران هفت‌ساله حکمرانی محمود و اشراف افغان دارد. آل اینجو و آل مظفر یادگارهای بزرگی بر مسجد باقی مانده است. گفته‌اند قاجاریه هم مهتابی‌های مسجد را در صحن ساخته است. کتیبه‌ای کوچک بر دو سوی صفه صاحب حاکی از آن است که در سال 1330 اداره باستان‌شناسی اصفهان در آن مرمت هایی را انجام نموده است.
ضلع شمالی مسجد از ایوان درویش، مدرسهٔ مظفری، گنبد تاج‌الملک یا گنبد خاکی، چهلستون، شبستان و کتیبه‌های مختلفی که از دوران‌های سلجوقی و صفوی به‌جا مانده، تشکیل شده‌است. این کتیبه‌ها با استفاده از گچ و آجر ساخته و با خط‌هایی چون کوفی، ثلث، نستعلیق و بنایی و آیاتی از قرآن تزئین شده‌اند. در ضلع جنوبی مسجد، ضلعی است که ساختمان‌های اساسیِ بنا در آن به سبک عربی و به وسیلهٔ خشت خام ساخته شده‌اند. در دوران نظام‌الملک با تخریب شبستان، گنبدی به صورت دوپوسته بنا شد که باعث پوشیده ماندن ترک‌بندی‌ها بود و گنبد را بزرگ‌تر نشان می‌داد. در دوران آل مظفر، آق قویونلو و صفویه نیز کتیبه‌هایی به این قسمت اضافه شدند و بنای ضلع جنوبی کمی تغییر کرد. کتیبهٔ شاه طهماسب مبنی بر بخشش مالیات و توبه‌نامهٔ وی، کتیبهٔ شاه اسماعیل برای صدور حواله به نام افراد اصفهان، کتیبهٔ سنگ‌فرش و کتبیهٔ آب مباح مسجد از جمله آثار موجود در این ضلع است. ضلع غربی، از شبستان زمستانی، مسجد مصلی، مسجد و محراب الجایتو، کتیبه‌های شاهان صفوی و محمد امین اصفهانی ساخته شده‌است. قسمتی از دیوار این ضلع باقی‌ماندهٔ دیوار خشتی ساخته شده در قرن هشتم هجری‌ست. در میان افرادی که باعث ایجاد تغییراتی در این قسمت بنا شدند می‌توان از الجایتو، محمد بن بایسنقر تیموری و شاه سلطان حسین صفوی نام برد. تازه‌ترین قسمت مسجد، ضلع شرقی‌ست که به دوران سلوجوقی تعلق دارد. این قسمت به مرور زمان تخریب و در دوران شاه سلیمان صفوی دوباره ساخته شد و کتیبه‌ای مربوط به این بازسازی نیز در ایوان شرقی وجود دارد. به علاوه، کتیبه‌هایی از دوران هوتکیان، آل مظفر و شاه طهماسب صفوی نیز در این قسمت باقی مانده‌اند.
مسجد جامع در میدان امام علی، خیابان مجلسی، در پایان بازار بزرگ قرار دارد. این بنا در تاریخ ۱۵ دی ۱۳۱۰ با شمارهٔ ثبت ۹۵ به‌عنوان یکی از آثار ملی ایران و در سال ۱۳۹۰ هجری شمسی به عنوان میراث جهانی یونسکو به ثبت رسید.

## مسجد جامع
مسجد جامع، عبادتگاه مسلمانان، محل برگزاری نماز جماعت و نماز جمعه و مکان گردهمایی‌های سیاسی، اجتماعی و آموزشی است. در شهرسازی مسلمانان مسجد جامع در مرکز شهر بنا می‌شود. نام مسجد جامع به برپایی نماز جمعه در آن اشاره دارد و بزرگی و وسعت آن هیچ دخلی در نامش نداشته‌است. پس از ظهور اسلام، محمد مسجدی را در مدینه پایه‌گذاری کرد که مسجد النبی نام گرفت و مقر رئیس حکومت و مسجد اصلی بود و دیگر مساجد برای عبادت و تعلیم انتخاب شده‌بودند. این مسجد الگوی اصلی مسجد جامع در تمدن اسلامی بوده‌است.
احتمال دارد نخستین بار از زمان عمر بن خطاب یا علی بن ابی‌طالب از خلفای راشدین این نام برای این مساجد به کار برده شده باشد. در فتوحات اولیه، مساجد را بسیار کوچک و به همان شیوهٔ مسجد النبی می‌ساختند. اعراب معتقد بودند هیچ‌چیز مثل مسجد نمی‌تواند وحدت مسلمانان را حفظ کند. مساجد اولیه با سقفی از حصیر و چوب پوشانده می‌شد و دیواری گلی آن را دربرمی‌گرفت. به مرور زمان و با گسترش شهرها، مساجد تغییر شکل دادند. معماران ایرانی از خشت و آجر برای ساخت دیوارها و سقف استفاده کردند و به مرور زمان ایوان‌ها، طاق‌های چشمه‌ای، جرزها، ستون‌ها و… به بنای مساجد اضافه شد.
بنا بر نظر هانری کربن، مسجد پرستشگاهی زمینی در مقابل پرستشگاه آسمانی است و در واقع این محل مکان ارتباط میان آسمان و زمین را فراهم می‌کند.
در معماری مساجد ایرانی، در میان صحن، حوض آبی قرار دارد که تصویری از آسمان، که همان پرستشگاه مثالی است، در آن پدیدار می‌شود و کاشی‌های گنبد را نمایان می‌کند. مساجد دارای ۴ ایوان هستند که در امتداد ۴ افق هم قرار دارند.

## پیشینهٔ تأسیس شهر و مسجد جامع اصفهان
اصفهان به خاطر شرایط مناسب طبیعی از جمله وجود زاینده‌رود، احتمالاً از نیمهٔ دوم هزاره ۴ ق. م شاهد شکل‌گیری آبادی‌های بسیاری بوده‌است. از سال شکل‌گیری شهر اصفهان اطلاع دقیقی در دست نیست. در اواخر عصر ساسانیان هفت شهر نزدیک به هم در این ناحیه وجود داشته که عبارت بوده‌اند از جی، مهرین، شادریه، درام، قه، کهنه و جار. به گفتهٔ لاکهارت اصفهان تا قرن ۴ ه‍.ق/ ۱۰ م با عنوان امروزی و به این صورت وجود نداشته و در واقع جی شهر اصلی بوده‌است.
بنابر گزارش حسن بن محمد قمی اصفهان در سال ۲۱ ه‍.ق فتح شد، با این حال عده‌ای سال ۲۳/۲۴ ه‍.ق را سال فتح اصفهان دانسته‌اند. به گفتهٔ مجمل التواریخ و القصص مدتی پس از آن، از ۷ شهری که وجود داشت ۳ شهر جی، قه و مهرین باقی‌مانده بود و آن‌ها را مجموعاً اصفهان می‌نامیدند. جبل عاملی معتقد است روستایی به نام «یاوان» هم در مرکز این مجموعه قرار داشته که مسجد جامع آنجا ساخته می‌شود؛ او همچنین به نهری اشاره کرده‌است که به هنگام بهره‌برداری از زاینده‌رود ایجاد شده و دقیقاً از وسط مسجد جامع گذر می‌کرده‌است. در زمان خلافت منصور عباسی اصفهان دوباره رو به آبادانی رفت و افراد بسیاری در شهر ساکن شدند. به نقل از مافروخی به فرمان منصور در سال ۱۵۲ ه‍. ق، قصر و مسجد جامع در شهر بنا و دیواری به دور آن کشیده‌شد؛ در حالی که پیش از آن اصفهان خرابه بود و ده‌های پراکندهٔ بسیاری داشت.

## تاریخچه
مسجد جامع در طول ۱۲ قرن تغییرات مهمی به خود دیده که باعث تکامل آن نسبت به دوران‌های قبل شد.

### قرن دوم تا چهارم ه‍.ق
شکل‌گیری شهر اصفهان را باید هم‌زمان با ساخت مسجد جامع دانست. در سال ۱۵۶ ه‍.ق/۷۷۷ م مسجدی متناسب با جمعیت شهر در شمال غربی میدان مرکزی اصفهان وجود داشت. این بنا که در دوران منصور و به سبک خراسانی ایجاد شده‌بود، اولین بنای اسلامی این این ناحیه محسوب می‌شود. احتمالی وجود دارد مبنی بر اینکه بنا بر روی بقایای یک آتشکده ساخته شده‌باشد. این قسمت که بسیار ساده و از خشت خام ساخته شده‌بود، بعدها تخریب شد و تنها نشانه‌های اندکی از آن در حفاری‌ها یافت شده‌است.
در قرن سوم ه‍.ق/نهم م. در اثر افزایش جمعیت شهر و گسترش نیازهای مردم و ساکنان آن، نیاز به ایجاد تغییراتی در ساختمان مسجد احساس شد؛ پس در زمان معتصم در سال ۲۲۶ ه‍.ق/۸۴۶ م. مسجد جامع پیشین را خراب کردند، زمین‌ها و خانه‌های اطراف مسجد را از مردم خریدند و در همان مکان قبلی، مسجدی بزرگتر به مساحت حدود یک هکتار و بنابر شیوهٔ خراسانی ساختند. همچنین در بنای جدید جهت قبله را که حدود ۲۰ تا ۳۰ درجه با قبلهٔ فعلی اختلاف داشت، اصلاح و شبستان‌های ستون‌دار و سقف چوبی در آن ایجاد کردند. کتابخانه‌ای هم در همین دوران در مسجد ساخته شد که کتب علمی زمانه را در آن جمع‌آوری کرده و کنار هر ستون آن کلاس درس تشکیل می‌دادند. شبستان در سمت جنوبی شش دهانه، در قسمت شرق و غرب دو دهانه و در شمال چهار دهانه داشت. در ضلع‌های شرقی و غربی مسجد دو ردیف، در ضلع شمالی چهار ردیف و در ضلع جنوبی شش ردیف ستون وجود داشت. دیوارها به رنگ قرمز و کاه‌گلی بود و در اطراف آن دیوار خشتی بلند و قطوری وجود داشت که مسجد را فرامی‌گرفت. گالدیری طی مطالعات و خاک‌برداری‌هایی که در گنبد خواجه نظام‌الملک و قسمت‌های شرقی، شمالی و غربی انجام داد، ستون‌های شبستان مسجد متعلق به قرن سوم قمری را کشف کرد و موفق شد نقشهٔ آن را رسم کند. ورودی اصلی مسجد در این دوران، ورودی ضلع شمالی بوده و در ضلع‌های شرقی و غربی نیز چهار ورودی فرعی وجود داشته‌است.
پس از ضعف خلافت عباسی، اصفهان به مدت چندین دهه دستخوش ناآرامی سیاسی و رقابت حکام محلی بود. نهایتاً با استقرار آل بویه، این شهر آرامش خود را بازیافت و از ۳۲۳ تا ۴۲۱ قمری، به‌خصوص در دوران وزارت صاحب بن عباد، رونق گرفت و کانون گردهم‌آمدن دانشوران و بازرگانان از اقصی نقاط جهان اسلام شد. توسعهٔ شهر بر مسجد جامع نیز تأثیر گذاشت و آن را دچار تغییراتی کرد. دهانه‌ای به بنا اضافه شد که ارتفاع آن را طبق دیگر دهانه‌ها در نظر گرفتند. ستون‌ها نیز با نوعی از آجر پخته و نقش‌های هندسی تزئین شدند که البته در ادوار بعد کاملاً پوشیده و معماری جدیدی جایگزین آن‌ها شد اما در همان زمان ستون‌های آل‌بویه به صورتی متناسب و زیبا و موزون برپا بوده‌اند. گالدیری به هنگام کشف ستون‌های قرن سومی بنا، به وجود ستون‌های دیگری پی برد که سبک‌ساخت بودند و مصالح به‌کار رفته در آن‌ها با دیگر ستون‌ها متفاوت بود.
آل بویه در مسجد کتابخانه‌ای بنا کرده بودند که فهرست کتاب‌هایش در سه جلد قطور ثبت شده‌بود. کتابخانهٔ این قسمت توسط استادالرئیس ابوالعباس احمد الضَبی ساخته شده‌است. وی کتبی را که مربوط به موضوعات تفسیر قرآن، حدیث، صرف و نحو، لغت، ادبیات، شعر، منطق، ریاضی و طبیعیات بوده، در این کتابخانه گرد آورده‌است. بنابر برخی منابع، کتاب‌های این کتابخانه به ۱۷۰ هزار جلد می‌رسیده‌اند. بعدها کتاب‌هایی که متعلق به کتابخانهٔ اصفهان بود، به کتابخانهٔ داخل مسجد جامع شهر منتقل شده.

### قرن پنجم ه‍.ق
در سال ۴۴۲ هجری قمری طغرل سلجوقی دروازه‌های اصفهان را پس از یک محاصرهٔ طولانی و ویرانگر گشود؛ البته شهر به‌سرعت بازسازی شد و ناصرخسرو در سال ۴۴۳ اصفهان را پررونق‌ترین و بهترین شهر فارس‌زبانی که از آن گذر کرده، توصیف می‌کند. پس از استقرار پایتخت طغرل در اصفهان و توسعهٔ سریع آن، مردمی که در جریان درگیری‌ها گریخته بودند را دوباره به شهر کشاند. گسترش شهر در زمان آلب ارسلان نیز ادامه یافت، اما در دوران ملکشاه و وزیر با تدبیرش خواجه نظام‌الملک طوسی بود که شهر به اوج شکوهش رسید به‌طوری‌که جمعیت شهر دو برابر شد و بناهای بسیاری در آن ساخته شد. اصفهان در دوران این سه پادشاه سلجوقی، شاهد پیشرفت شگرفی بود و هر روز بر رونق و شکوه آن افزوده می‌شد. در این زمان آنچه از غنایم جیحون تا انطاکیه به کشور می‌رسید، در این شهر انباشته می‌شد که باعث ساخت‌وسازهای فراوانی شد. امیران سلجوقی و خواجه نظام‌الملک عمارت‌های بسیاری را احداث کردند و اصفهان به یکی از شهرهای مهم کشور تبدیل شد.
بدین ترتیب، مهم‌ترین تحول مسجد جامع اصفهان در پنجم-ششم ه‍.ق/یازدهم-دوازدهم م رخ داد که مسجد جامع وارد مرحلهٔ جدیدی کرد. این تحول همان تبدیل شبستان به ایوان است که بر مبنای سبک رازی صورت گرفته. گنبد نظام‌الملک با تخریب تعدادی از ستون‌های شبستان ضلع جنوبی، به صورت منفرد و به طریقی که سه ضلع آن جدا بودند و فضای سرپوشیده نداشت، ایجاد شد و تنها قسمت جنوبی گنبد به دیوارهای اطراف متصل بود. گنبد تاج‌الملک در ضلع شمالی و ایوان شمالی با تخریب تعداد محدودی از ستون‌های دهانهٔ شمالی مسجد ایجاد شد. ایوان جنوبی نیز برای ایجاد فضایی مرتبط با مسجد نظام‌الملک بنا شد. در قسمت شرقی، ایوان شاگرد را ساختند و برای احداث این قسمت معماران ناگزیر تعدادی از ستون‌های قرن ۳ ه‍.ق را تخریب کردند. ایوان غربی نیز که به ایوان شرقی شباهت بسیار دارد با تخریب همان دهانه‌های قرن ۳ ه‍.ق ایجاد شد؛ و این چنین مسجد شبستانی به مسجدی به سبک چهارایوانی تبدیل شد. گالدیری از طریق پی‌گردی‌ها و خاک‌برداری‌های پشت‌بام‌ها موفق شد توسعهٔ مسجد از جانب شرق در دورهٔ سلجوقی و از جانب غرب در دورهٔ تیموری را مشخص کند.

### سدهٔ ششم و هفتم
با مرگ ملکشاه در سال ۴۸۵ قمری، اصفهان کانون رقابت و درگیری جانشینان وی و نیز منازعات مذهبی شد. شهر در اثر اختلافات سیاسی و مناقشات مذهبی به‌تدریج شکوه خود را از دست داد.

#### حریق شبانه
اسماعیلیان در نقاط مختلف اطراف اصفهان ساکن بودند. آنان به خاطر اعمال‌شان تحت فشار حکومت قرار گرفتند. سلجوقیان، عبدالملک بن عطاش، داعی بزرگ اسماعیلی را به طرز فجیعی به قتل رساندند و دیگر افراد مشکوک به باطنی‌گری را هم در خرمن‌ها آتش زدند. اسماعیلیان که از این اوضاع به شدت خشمگین بودند، در ربیع‌الاول ۵۱۵ ه‍.ق مسجد جامع و کتابخانهٔ آن را به آتش کشیدند. در آتش‌سوزی سال ۵۱۵ ه‍.ق آموزشگاه‌ها، صومعهها، مخزن‌ها و کتابخانهٔ بزرگ مسجد از بین رفتند.
به نقل از مافروخی، یکی از اصفهانیان معروف به «ابومُضِر دومی»، بر دو فیلوار که ابتدای بازار رنگ‌رزان بوده، یک طاق و دو منار بنا کرد و دری قرار داد که خرج آن مجموعاً هزار دینار می‌شد. پس از این آتش‌سوزی، در ضلع شمالی و جنوبی فضای وسیع و گنبدداری باقی ماند و در ضلع‌های شرقی و غربی هم تنها ویرانه‌ای به چشم می‌خورد.
ترمیم مسجد پس از آتش‌سوزی: پس از آتش‌سوزی سال ۵۱۵ ه‍. ق، ترمیم ساختمان مسجد آغاز شد و به جای بناهایی که منهدم شده بودند، ایوان‌هایی چهارگانه، شبستان‌ها و چهلستون‌هایی به شیوهٔ رازی ساخته و در قرون بعدی هم تکمیل شدند. در شمال شرق مسجد کتیبه‌ای به خط کوفی وجود دارد که از این آتش‌سوزی حکایت می‌کند:

#### افول اصفهان
پایتخت در زمان سلطان سنجر از اصفهان منتقل شد و مردم به‌شدت فقیر و آبادی‌ها خراب شدند. نهایتاً، در سال ۵۹۰ با انقراض سلجوقیان عراق، اصفهان به دست علاءالدین تکش خوارزمشاه افتاد. پس از آن تا زمان حمله مغول به ایران، امیران محلی با استقلال نسبی بر اصفهان حکومت می‌کردند. در سال ۶۳۳ ه‍.ق سپاه مغول به شهر حمله کرد و بر آن چیره شد و چنان کرد که به تعبیر رشیدالدین فضل‌الله همدانی: «چندان خلق که ایشان کشته‌اند، کس نکشته».

### قرن هشتم و نهم ه‍.ق
در زمان حکومت غازان خان و الجایتو اقداماتی برای بازسازی شهر اصفهان صورت گرفت و شهر بسیار توسعه یافت. در دورهٔ ایلخانان محرابی در قسمت غربی ساختند که با بهترین استفاده از هنر گچ‌بری و خطاطی، به زیباترین محراب گچ‌بری عصر ایلخانی مبدل شد. در مقابل این محراب، شبستانی با ستون‌های متعدد مربوط به قرن سوم هجری وجود داشت. کمتر از نیم قرن بعد این شبستان تخریب شد و فضایی یک‌دست و بدون ستون ایجاد گردید؛ اما در حفاری‌های ادوار بعد، زیر همین فضای ایجادشده، باقی‌ماندهٔ ستون‌های اعصار قبل همچنان وجود داشته‌است. فضای جدیدی که ساخته شد، طاق و تویزه داشت و این تویزه‌ها به صورت ضربی ایجاد شده بودند. طاق‌ها هر کدام پوشش‌های مختلفی داشتند؛ پوششی که در دیگر ادوار تاریخی بی‌سابقه بوده‌است. در همین زمان طاق‌های دوطبقه هم ساخته شد.
پس از ایلخانان، حکومت به مظفریان رسید. آنها در یزد، شیراز، اصفهان و کرمان قدرت بسیار یافتند. محمودشاه حاکم اصفهان شد و اقدامات بسیاری از جمله ساخت مدرسهٔ مظفری و مسجد مصلی در این دوره صورت گرفت. بنایان محوطه‌های مظفری مخصوصاً در اندیشه آن بوده‌اند که کمال استادی و تردستی را به منصۀ ظهور برسانند. ظاهراً آنان از اینکه چنین طاقهای کوچکی را به‌مدد باریکه‌های سبک، که ساحتن آنها آسان و کم‌خرج بود و قدمت کاربرد آنها به روزگار ساسانیان می‌رسید می‌توانستند در فضای خالی شکل بخشند لذت می‌بردند. گدار اینگونه فکر می‌کند که آنها با مهارت و استادی طرح کار خود را در عالم تصور مجسم کرده و انواع شبکه‌بندی را به سرعت روی هم سوار نموده و آنها را دوباره ویران ساخته و بدون هیچ زحمتی تغییر داده و سپس وقتی که آنها را رضایت‌بخش می‌یافتند کاربندی را برای پرکردن داخل آنها به زیردستان خود واگذار می‌کردند و سپس به سراغ انواع مختلف دیگر می‌رفتند. محقق است چون این نوع طاقهای کوچک بهتر ساخته شده بود، می‌توانست بی‌عیب و نقص تا زمان ما باقی بماند.
با سقوط ایلخانان، شهر میان حاکمان محلی یعنی آل مظفر و آل اینجو دست‌به‌دست شد و این وضعیت به‌شدت از رونق آن کاست. نهایتاً، تیمور در ۷۸۹ قمری به شهر را تصرف کرد و عدهٔ زیادی از مردم را کشت. با این حال، در دوران تیموری (طی قرن نهم هجری) این مسجد همچنان اهمیت خود را حفظ کرد. حاکمان در چند قسمت تغییراتی به وجود آوردند و نماهایی از مسجد را هم تزئین کردند. در قسمت جنوب غربی شبستانی ساخته شد که به‌خاطر قرار گرفتن در خارج از دیوار خشتی قرن سوم ه‍.ق آن را تخریب کردند و ستون‌هایی جایگزین کردند تا ارتباط شبستان فعلی با شبستان قبلی از دست نرود. شبستانی که در دورهٔ تیموری ساخته شد، کاملاً ساده بود و تزئین خاصی نداشت و حتی ستون‌های آن نیز فاقد تزئینات برجسته بودند. با ایجاد این شبستان، دسترسی به غرب مسجد تغییراتی یافت و راهرویی جدید به‌وسیلهٔ ستون و طاق‌نما، با ضخامت بسیار ایجاد شد که قسمت غربی را به حیاط اصلی متصل می‌کرد. سردر این راهرو را در دوران صفوی تزئین کردند.
نمای صحن مسجد در دورهٔ عباسی ساده بود. در دورهٔ آل‌بویه نیز تنها یک ردیف طاق چشمه به آن اضافه شد. در زمان ایلخانی غرفه‌های داخلی از یک‌طبقه به دوطبقه تغییر یافت و لبهٔ پشت‌بام ۱/۵ متر بالاتر برده شد و همین امر باعث ایجاد معماری جدیدی شد. این تغییرات در دوران تیمور و جانشینانش با کاشی و آجر مرمت شد و این مرمت تا کنون باقی مانده‌است.
پس از دوره‌ای طولانی از ضعف زندگی شهری و منازعات خوانین در اصفهان، در سال ۸۷۴ اوزون حسن آق قویونلو اصفهان را تصرف کرد و کوشید تا شهر را رونق بخشد؛ هرچند بازسازی حیات شهری عملاً یک سده به طول انجامید. با این حال، به عقیدهٔ شماری از باستان‌شناسان، دخالت اوزون حسن در تغییر وضع قبلی مسجد بسیار بیشتر از پادشاهان صفوی بوده‌است.

### قرن دهم تا سیزدهم ه‍.ق
در عصر ایران صفوی (قرن دهم ه‍.ق) در جانب غربی مسجد و در شبستان تیموری تغییراتی اعمال شد. این تغییرها برای ایجاد فضایی روباز بود که بتواند برای نماز استفاده شود. به همین خاطر تعدادی از ستون‌ها و دهانهٔ قسمت غربی این شبستان به‌طور کامل تخریب شد. بنای جدید پوشش طاق و تویزه داشت و مدخل ورودی آن در راهروی شمالی قرار می‌گرفت. روشنایی این مکان نوساخته به حد کافی نبود و به همین دلیل مجبور به ایجاد نورگیرهایی در طاق‌ها شدند. در دیوار شمالی نیز دری چوبی قرار گرفت که طرح‌های گره‌چینی داشت و اطرافش به وسیلهٔ کاشی‌های معقلی تزئین شد. دیوار غربی نیز پنجره‌هایی داشت که روشنایی را دوچندان می‌کرد. در این دوران مقبرهٔ علامه مجلسی هم تعمیر شد. صفویان همچنین کاشی‌ها، لوح‌ها و کتیبه‌هایی با خط ثلث و نستعلیق به ضلع‌های شرقی، غربی و جنوبی افزودند. در همین زمان پوشش ایوان شرقی که مربوط به دوران سلجوقی بود فروریخت و با مقرنس‌های صفوی آراسته شد.
در عصر ایران قاجاری از آنجایی که وضع اقتصادی و سیاسی کشور ایده‌آل نبود و پایتخت به تهران منتقل شده بود، بی‌توجهی به این بنا دوچندان شد. بازسازی‌های این دوران هم بسیار محدود است؛ مثلاً مرمتی در قسمت شرقی و ورودی آن، در دوران فتحعلی‌شاه انجام شد. کتیبه‌ای مربوط به سال ۱۲۱۸ ه‍.ق نیز در این قسمت قرار دارد. در همین زمان سکوهایی آجری هم ایجاد شد که حدود نیم‌متر ارتفاع داشت و برای ادای نمازهای مغرب و عشا در تابستان ساخته شده‌بود. مقبرهٔ علامه مجلسی هم که در شمال غربی مسجد قرار داشت در همین زمان مرمت شد. علامه مجلسی در بین مردم از احترام بسیاری برخوردار بود و مقبرهٔ او از زمان صفوی تاکنون زیارتگاه عموم بوده‌است. ساخت این بنا از زمان صفویان آغاز شد. در دورهٔ قاجار هم حیاط و غرفه‌هایی که برای زائران تعبیه شده‌بود گسترش یافت، نمای خارجی آن هم به وسیلهٔ کاشی تزئین شد و نقاشی‌های داخل بنا هم دوباره تجدید شدند.

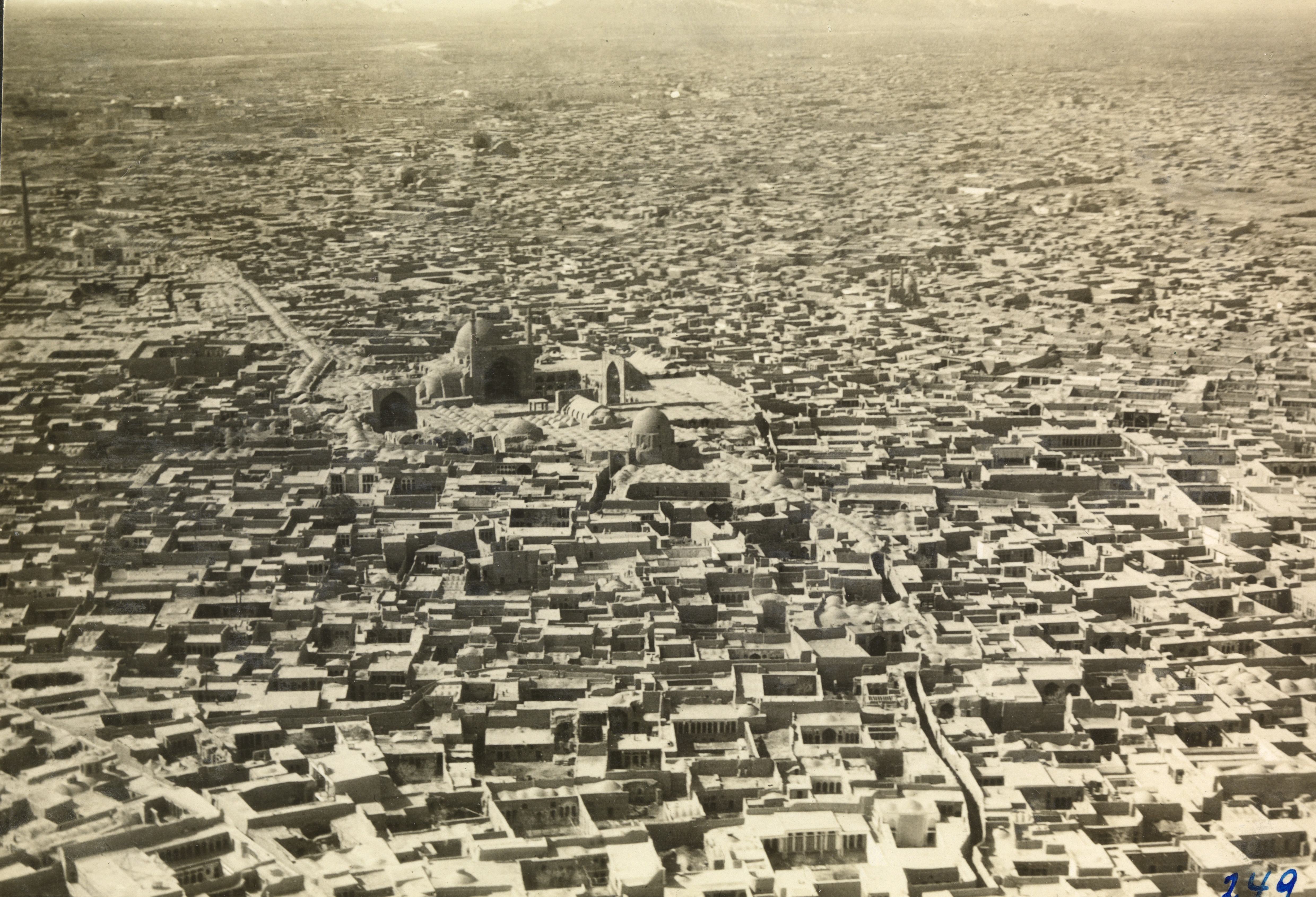
مسجد جامع در سال ۱۹۲۵ میلادی
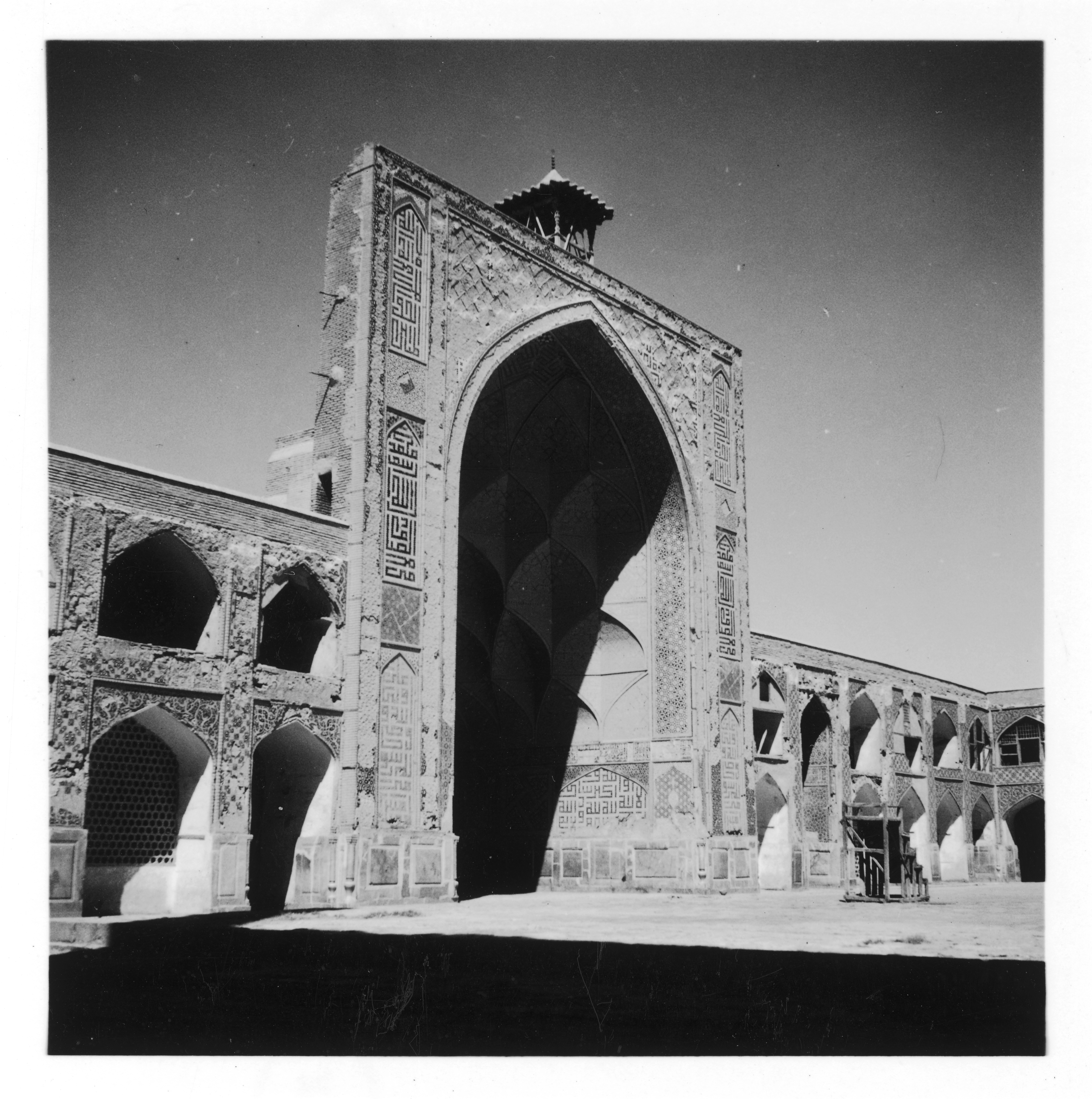
نمای ایوان غربی در سال ۱۹۳۵ میلادی

### قرن چهاردهم ه‍.ق
از آغاز قرن چهاردهم هجری شمسی رسیدگی به بناهای تاریخی شهر اصفهان اهمیت بسیاری یافت. مسجد جامع اصفهان در سال ۱۳۱۰ ه‍.ش جز آثار ملی ثبت شد و از آن پس هر ساله قسمتی از بودجهٔ دولتی به آن اختصاص داده شده‌است. هنگامی که وزارت فرهنگ و هنر اصفهان تصمیم گرفت مرمت مسجد را آغاز کند، از حسین معارفی خواسته شد تا این کار را به انجام برساند. در این زمان مدرسهٔ مظفری، ایوان شرقی و منارهٔ غربی مسجد دچار ناپایداری شده‌بود و معارفی دربارهٔ همین موضوع با باستان‌شناس و آرشیتکتی فرانسوی که در اصفهان حضور یافته بود گفتگو کرد. مشکل این قسمت‌ها چرخیدن لبهٔ خارجی ایوان به بیرون بود، پس آن‌ها به وسیلهٔ نصب دو تیرآهن قرینه و ادامه‌دادن آن‌ها تا انتهای ایوان شرقی، حرکت آجرها را مهار کردند. پایین منارهٔ غربی را هم به وسیلهٔ کمربندی فولادی محکم کردند و با کشیدن سیم بکسلی در جهت عکس آن موفق شدند از حرکت آن جلوگیری کنند. با ایجاد پشت‌بندها و نصب سیم بکسل‌ها از تخریب مدرسهٔ مظفری هم جلوگیری شد. کاشی‌های شبستان الجایتو و نماهای خارجی ایوان شمالی و جنوبی نیز تعمیر شد. مؤسسهٔ ایتالیایی ایزمئو هم به سرپرستی گالدیری روابط خوبی را با ایران آغاز کرد و مرمت و مطالعهٔ بناهایی از ایران را به‌عهده گرفت. او از سال ۱۳۴۹ ه‍.ش/ ۱۹۷۱ م تا ۱۳۶۲ ه‍.ش/ ۱۹۸۴ م، مرمت قسمت‌های مختلف مسجد را انجام داد. گالدیری می‌گوید رطوبتی که از طریق پشت بام یا از طریق صعود از زمین وارد مسجد شده‌بود به شدت معماری آن را دچار آسیب کرده‌بود؛ پس سقف به‌طور کامل به همان شیوهٔ قدیمی کاهگل شد و برای قسمت‌های دیگر هم هواکش قرار داده‌شد.
پس از انقلاب ۱۳۵۷ ایران با وقفه‌ای یک‌ساله مرمت مسجد ادامه پیدا کرد و سازمان میراث فرهنگی هم ایجاد شد. در اسفند ماه سال ۱۳۶۳ ه‍.ش/ ۱۹۸۵ م بود که بمبی از هواپیمای بمب‌افکن عراقی در شبستان جنوب شرقی افتاد و باعث تخریب کامل این محوطه شد. البته تأثیرات این بمب فراتر از تخریب یک قسمت بود. امواج حاصل شده از آن طاق‌ها و چشمه‌ها را لرزاند و ترکِش‌هایش باعث ضربه به کاشی‌ها و گنبد شد. مدتی بعد آوارها جمع‌آوری شد، آجرهای سالم برای بهره‌برداری دوباره جدا شد، نقشه‌ای از محیط برای بازسازی آماده شد، کاشی‌های گنبد خاکی و نظام‌الملک هم تعمیر شد، سنگ‌های مرمر به وسیلهٔ بست‌های فلزی به زمین متصل شد، سنگفرش‌های مسجد کامل جدا شد و پس از زیرسازی دوباره نصب شد. سکوهای آجری مسجد مرمت شده و در نهایت ایوان شمالی که گاهی برای نماز استفاده می‌شد و سنگ‌فرش‌هایش دچار نم‌زدگی شده‌بود، دوباره کف‌سازی شده و هواکشی برای تهویهٔ هوا قرار داده‌شد.
هم‌اکنون، مسجد جامع فعلی که به «مسجد عتیق» هم معروف است در میدان امام علی، خیابان مجلسی و در آخر بازار بزرگ قرار دارد. برای حفظ بنا ورودی‌های مختلف آن را مسدود کرده‌اند و تنها ورودیِ جنوب شرقی باز است. مسجد جامع اصفهان در طول این سال‌ها به دلیل تأثیرپذیری از اندیشه‌های مختلف و شیوهٔ زندگی مردم دچار تغییرات بسیار شده‌است. به عقیدهٔ قلعه‌نویی «نقشه و موقعیت مسجد نسبت به سال‌های قبل در نظام شهر و به عنوان فضایی شهری تضعیف شده‌است.»

## تأثیرات
ساخت این مسجد و معماری آن، اثرات ماندگاری هم بر شهر اصفهان و هم بر مساجدی که پس از آن ساخته شدند داشته‌است.

### تأثیر بر ساختار اجتماعی و شهرسازی اصفهان
ساخت مسجد جامع باعث یکی شدن روستاهای منطقهٔ سپاهان شد و اینچنین در قرن دوم ه‍.ق هستهٔ اولیهٔ شهر اصفهان ایجاد شد و از همان زمان بود که تأثیرگذاری این مسجد آغاز شد. اولین میدان در کنار آن شکل گرفت، بازارها در نزدیک آن ایجاد شدند و به مرور زمان مردمان بیشتری در کنار آن سکنی گزیدند و محلات و بناهای عمومی ساختند؛ معابر و گذرگاه‌ها تشکیل شد و به تدریج شهرسازی رونق گرفت. مصادف با قرن سوم ه‍.ق/دهم م بود که مسجد همزمان با گسترش شهر توسعه یافت و وسیع‌تر و جدیدتر از پیش شد. در واقع از همان دوران بود که نقش چشمگیر آن آغاز شد و به مرکزی برای فعالیت‌های فرهنگی و مذهبی مردم در دوران آل‌بویه، سلجوقی، ایلخانان و تیموریان تبدیل شد.
اصفهان شهری است که زندگی، کار مردم و عبادت در آن در نزدیکی یکدیگر انجام می‌شود. مردم در روز چند نوبت برای ادای نماز و همچنین برای برپایی نماز جمعه وارد مسجد می‌شدند و به خاطر دسترسی آسان به مسجد، در نزدیکی آن بازار و خانه‌های مردم هم ایجاد شده و گسترش محله‌ها از آن منطقه آغاز شده‌است. مدتی بعد حمام، مدرسه و دیگر عناصر مهم شهری نیز در مجاورت آن پدید آمد. راه‌های شهر به سوی مسجد جامع می‌رفته؛ چنان‌که مسجد جزئی از این راه‌ها بوده‌است. به‌خاطر اینکه دسترسی آسان مدنظر بوده، ورودی‌های مسجد در معابر مهم شهری قرار گرفته‌است. درست است که مسجد در شاهراه‌های اصلی و معابر قرار داشت و جزئی از شهر بود، اما نمی‌توان قداست و قوانین مربوط به آن را در نظر نگرفت. مسجد برای ورود، خروج، توقف، عبور و… دارای احکام خاصی است و مردم هم برای آن احترام ویژه‌ای قائل هستند که همین موضوع باعث می‌شود مکانی آرام و امن ایجاد شود. صحن اصلی مسجد هم به عنوان یک میدان محلی عمل می‌کند؛ مردم پس از عبور از قسمت‌های مختلف وارد صحن می‌شوند و تعاملات اجتماعی در آنجا صورت می‌گیرد.
در گذشته به سبب اینکه مردم در طول شبانه‌روز در مسجد به عبادت و طلاب در آنجا به تحصیل می‌پرداختند و مسافران در آن استراحت می‌کردند، در مساجد بسته نمی‌شد، اما ورود غیر مسلمان به آن ممنوع بود؛ تا اینکه در دوران رضاشاه پهلوی امکان ورود به مسجد به غیر مسلمانان هم داده شد. در مسجد جامع تنها فعالیت‌های مذهبی انجام نمی‌شد، بلکه آنجا محلی بود برای تبادل علوم مختلف. بزرگان و علما، هنگامی که وارد شهر می‌شدند، به مسجد می‌رفتند تا خود و عقایدشان را در آنجا معرفی و مطرح کنند. حاکمان هنگامی که قصد بخشش مالیات‌ها یا تغییر مذهب را داشتند، آنها را بر سنگ‌های مسجد حک می‌کردند. مردم هم برای آگاهی از اخبار شهر وارد مسجد می‌شدند و به تعامل می‌پرداختند. مسجد شادی، هیجان و غم را در خود جای می‌داد و همانند قلب تپندهٔ شهر بود. ضرب‌المثلی هم در این باره هست که «اگر خواستی نسبت به شهری اسلامی که تازه‌وارد آن شده‌ای، اطلاعات کاملی حاصل کنی، کافی است ابتدا سری به مسجد جامع آن شهر بزنی».

### تأثیر بر معماری مساجد در اعصار بعدی
عمده تغییرات این مسجد مربوط به عصر سلجوقی است. پیش از آن مساجد از تزئینات و ساخت هنرمندانه‌ای برخوردار نبودند. مسجد النبی، مسجد قرطبه در اندلس، مسجد جامع قیروان در تونس، مسجد ابن طولون در قاهره، و مسجد جامع سامرا و مسجد جامع بغداد نمونه این نوع مساجد بودند. در قرن پنجم هجری معماری مسجد جامع اصفهان تغییر یافت و مسجد شبستانی قبلی به مسجدی چهارایوانی تبدیل شد. سبک چهارایوانی جدیدی که ایجاد شده‌بود به عنوان «مسجد ایرانی» شناخته شد و از آن پس بود که مساجد جامع ایران به صورت چهارایوان ساخته شده و حتی تعدادی از مساجدی هم که پیش‌تر ایجاد شده‌بود تغییر یافته و به این صورت درآمد. این سبک از معماری به کشورهای مسلمان‌نشین خارج از ایران هم رسید و باعث شد آن‌ها هم تغییر یابند. مسجد جامع اصفهان نقطه‌عطفی بود که باعث ایجاد الگویی جدید در تاریخ معماری ایران شد. مسجد جامع اصفهان بر مساجد بِرسیان و زَوارِه هم اثر گذاشت و مساجد گلپایگان و اردستان هم از آن سبک پیروی کردند و قسمت‌هایی را مطابق اصول آن تغییر دادند. ایلخانان و تیموریان هم از همین سبک و الگو برای ساخت مساجد بهره بردند. تیمور ضمن ساخت مساجدی در مناطقی از اصفهان، تبریز و شیراز، معماران ماهر این شهرها را هم به سمرقند انتقال داد تا در آنجا هم دست به خلق آثار جدید بزنند و این چنین بود که مساجدی به سبک چهارایوانه حتی در سمرقند ایجاد شد و گنبدها هم از چهارضلعی به شانزده‌ضلعی تغییر شکل دادند؛ بنابراین مسجد جامع اصفهان الگوی ساخت و تغییر بسیاری از مساجد بوده‌است.

## ساختمان

پلان مسجد جامع بر اساس طرحی از پاسکال کوست.

مسجد جامع اصفهان، ساختمانی مستطیل‌شکل است که صحن اصلی آن ابعادی برابر ۷۰×۶۰ متر دارد. این مسجد دو حوض دارد؛ یک حوض میانی چهارضلعی که دقیقاً در وسط صحن قرار دارد و سکویی در دوران شاه محمد خدابنده صفوی بر آن ساخته شده‌است. از این سکو بیشتر برای تمرین اعمال حج و صداکردن طلاب مسجد به هنگام اجتماع مردم استفاده می‌شده‌است و یک حوض دیگر که در قسمت شمالی ساخته شده و چند ضلعی است. این مسجد ده ورودی دارد؛ دو ورودی در ضلع شمالی، دو ورودی در ضلع شرقی، چهار ورودی در ضلع جنوبی و دو ورودی دیگر در ضلع غربی قرار دارد؛ قدیمی‌ترین ورودی مسجد در ضلع شمالی قرار دارد. بنای مسجد دارای چهارده محراب است؛ شش محراب از کاشی، پنج محراب از سنگ و سه محراب از گچ ساخته شده‌است. چهار ایوان در وسط چهار ضلع آن ساخته‌شده که محلی برای حضور پادشاهان، عبادت مردم و برگزاری نماز و تحصیل طلاب و تدریس استادان بوده‌است. این ایوان‌ها در دورهٔ سلجوقی و بر اساس سبک رازی ایجاد شده‌اند. ایوان جنوبی ابعادی برابر با ۱۳/۵×۱۳/۸۰ متر دارد. این ضلع دارای دو مناره به ارتفاع سی‌وپنج‌متر و گنبدی به نام گنبد نظام‌الملک است؛ مناره‌ها احتمالاً مربوط به دوران صفوی و گنبد مربوط به زمان سلجوقی است. در کنار گنبد نظام‌الملک هم دو چهلستون قرار دارد که در زمان حکمرانی ملکشاه سلجوقی ایجاد شده‌است. شبستان صفوی نیز در این ضلع قرار دارد؛ عموماً شبستان‌ها برای برگزاری نمازها و عبادت در نظر گرفته می‌شدند. ایوان غربی به طول و عرض ۱۲ متر است و دارای کتیبه‌های فراوان و یک شاه‌نشین است. شبستان الجایتو و محراب الجایتو هم در این قسمت قرار دارد. شبستان دیگری به نام شبستان زمستانی درست در محل مصلای مظفری در دورهٔ صفوی ایجاد شده‌است. ایوان شمالی به ابعاد ۲۱/۶۰×۹ متر است و دارای دو گنبد به نام‌های خسروی و تاج‌الملک است. گنبد تاج‌الملک از قدمت بیشتری برخوردار است و تاج‌الملک بر سر رقابت با نظام‌الملک آن را ایجاد کرده‌است؛ اما گنبد خسروی متعلق به دوران صفوی است. ایوان شرقی با طول و عرض ۱۲ متر ایجاد شده‌است. این ضلع دارای دو شبستان، یک محراب در دالان ورودی شرقی، یک شاه‌نشین و یک مدرسه که محل تحصیل طلاب در دورهٔ آل مظفر بوده، است.
مسجد در کل دارای ۴۸۴ فضای سرپوشیده است؛ هرکدام از طاق‌ها دارای یک نوع معماری و سبکی متمایز است و به جرئت می‌توان گفت ۴۸۴ طاق‌چشمهٔ متفاوت در مسجد جامع موجود است.

### سبک معماری
در مسجد جامع اصفهان از سبک‌های مختلف معماری ایران استفاده شده‌است و البته می‌توان معماری کشورهای همسایه را هم در آن یافت. ستون‌های آجری دوبخشی، سه‌بخشی و چهاربخشی، جرزهای آجری طاق‌های چشمه‌ای، ایوان‌های چهارگانه، سردرهای دوگانه که هر کدام برای معبری است و تزئینات متفاوت در هر بخش از مسجد و روش‌های ابداعی جدید از اجزای مهم آن محسوب می‌شود. طرح نخستین مسجد از نوع مسجد شبستانی بود که در سبک مسجد عربی یا خراسانی ساخته می‌شد. در قرن پنجم هجری معماری مسجد تغییر کرد و مسجد شبستانی قبلی به مسجدی چهارایوانی تبدیل شد. مسجدهایی که به سبک چهارایوانی جدید ساخته شده‌بود «مسجد ایرانی» نامیده می‌شود.
اصل مهمی که در معماری چهارایوانی وجود دارد، فضاهای داخلی است؛ فضای روبروی محراب و گنبدخانه در مسجد جزو همین اجزای مهم است. در قرن پنجم هجری فضای شبستانی با ستون‌های متعددی که در مقابل محراب کار می‌شد، تغییر یافت و فنونی به کار رفت که جزو معماری دورهٔ اسلامی ایران بود. دیگر خصوصیات منحصربه‌فرد این بنا اسکلت باربر گنبد است که گنبد ترکینه نام دارد و باعث شده امکان ایجاد صدها گنبد فراهم شود؛ این شیوه نخستین بار در مسجد جامع اصفهان اجرا شد. پلان گنبدها نیز از چهارضلعی به هشت‌ضلعی، هشت‌ضلعی به شانزده‌ضلعی و در نهایت به سی‌ودوضلعی تغییر پیدا کرد و در آخر به شکل دایره درآمد. در این سبک ابتدا گنبد ترکینه بر استوانهٔ گنبد ایجاد می‌شود. سپس از داخل و خارج پوسته‌ای قرار می‌گیرد تا ترک‌ها و اسکلت باربر را بپوشاند. در گنبد تاج‌الملک چنین چیزی دیده نمی‌شود و گنبد از جرزهای مکعبی ساخته شده‌است، اما در گنبد نظام‌الملک ستون‌هایی با چهار دایره دیده می‌شود. در مسجد جامع اصفهان نباید از پوشش طاق چشمه‌ها غافل شد؛ ۴۷ دهانه ساخته شده و از ۵۰ روش مختلف برای تزئین آن استفاده شده‌است.

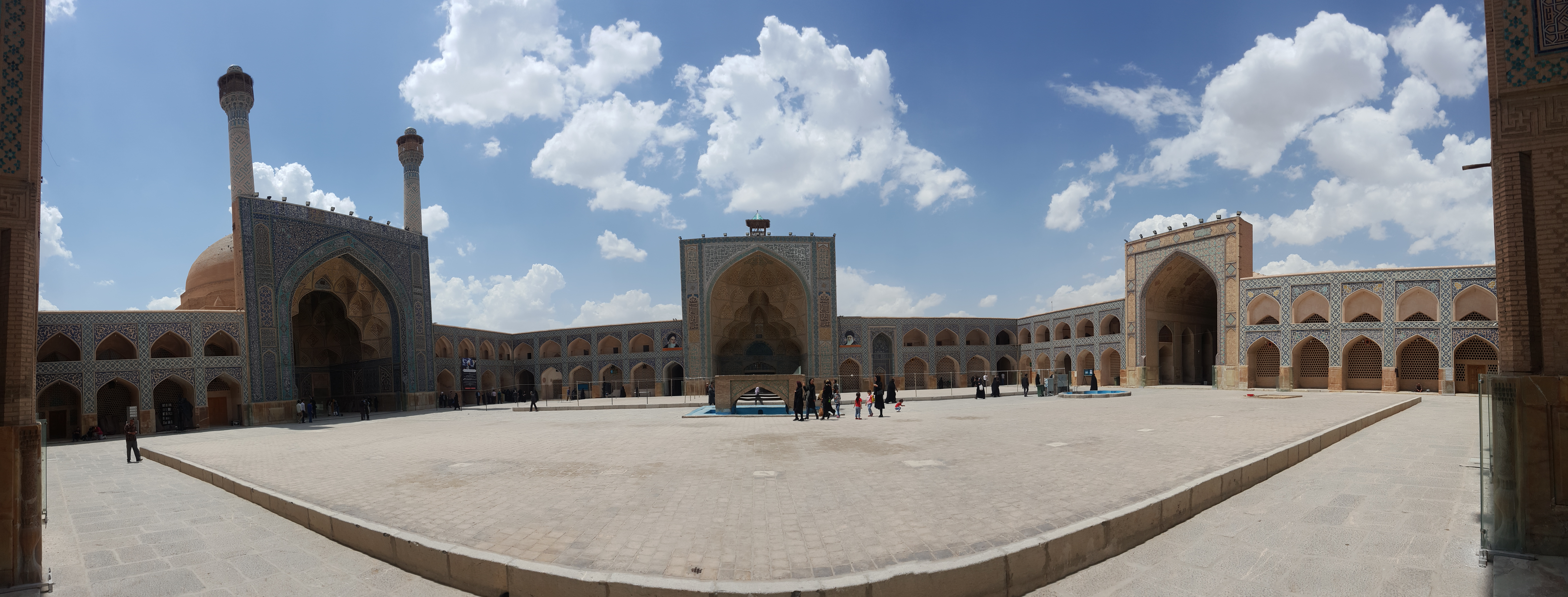
نمایی از سه ایوان مسجد

### کتیبه‌ها
در کتیبه‌های مسجد نام پادشاهانی همچون ملکشاه سلجوقی، شاه عباس صفوی و… نوشته شده‌است و اسم هفت وزیر و مشاور هم ثبت شده که خواجه نظام‌الملک و محمدحسین خان صدر از آن جمله بوده‌اند. نام ۹ نفر از بانیان و ۲۰ نفر از هنرمندان و خطاطان نیز در کتیبه‌ها حک شده‌است.

### مصالح
مادهٔ اصلی ساختمانی که در ساخت مسجد به کار رفته‌است آجر است. ما فروخی، ابن اثیر، مقدسی، ابن حوقل، یاقوت و ناصرخسرو همگی معتقدند بنای اصلی مسجد با خشت خام تکمیل شده اما بنای فعلی تنها از آجر است و با بنای پیشین نامرتبط است. در دورهٔ سلجوقی استفاده از آجر هم از جهت زیبایی و هم از جهت ساختاری به حد اعلی رسید؛ در همین زمان گنبد مسجد با آجرهایی که اغلب هفده در بیست‌ودو سانتی‌متر بودند و دوونیم کیلو وزن داشتند، ساخته شد. گاهی معماران این دوره آنقدر مجذوب شکل، اندازه و رنگ آجرهای تزئینی می‌شدند که تزئینات دیگری استفاده نمی‌کردند؛ مانند آنچه در گنبد شمالی مسجد به چشم می‌خورد. آجر به غیر از آنکه برای تزئین اماکن مختلف به‌کار می‌رود، جهت نشان دادن فشارها هم استفاده می‌شود؛ مثلاً در طاق‌های قدیمی مسجد جامع ساختار آجری به شکلی است که جهت فشارهای مختلف احساس می‌شود.

## عناصر معماری

### صحن اصلی
صحن اصلی مسجد با ابعاد تقریبی ۷۰×۶۰ متر دارای چهار ایوان در چهار ضلع، رواق‌ها و غرفه‌های دوطبقه در اطراف و دو حوض در مرکز صحن است. حوضی مربعی‌شکل در مرکز و حوض چند ضلعی دیگری در قسمت شمالی قرار دارد. براساس کتیبه‌ای که از قسمت دهلیز روبه‌روی درِ مجلسی یافت شده، صحن مسجد در سال ۱۰۸۴ ه‍.ق توسط محمدقلی سنگ‌فرش شده‌است.
- الواح مقدس: به هنگام ورود به مسجد دو لوح در دو سمت مشاهده می‌شود که مربع‌شکل هستند. این الواح مربوط به سال ۹۳۵ ه‍.ق مصادف با دوران شاه طهماسب اول است. هر کدام از آن‌ها ۵۵ سانتی‌متر طول و ۵۲ سانتی‌متر عرض دارد و با فاصلهٔ کمی از سطح زمین نصب شده‌است. به همین خاطر مردم به هنگام ورود به مسجد دست خود را به این الواح می‌کشند و آن را متبرک می‌دانند.[۱۰۳]
- لوح‌های حوض: هنرفر معتقد است در دوران سلطنت شاه محمد خدابنده صفوی، دستور ساخت بنایی بر روی حوض داده‌شد تا پوششی باشد برای انجام امور مذهبی در تابستان. همچنین مسافران «بیت‌الله‌الحرام» نیز در اطراف همین بنا اعمال حج را تمرین می‌کردند. روایتی دیگر حاکی از آن است که به هنگام ازدحام بیش از حد شاگردان صاحب بن عباد در مسجد در دوران آل‌بویه و نرسیدن صدای اشخاص از ایوان جنوبی تا آخر مسجد، یکی از افراد بر روی این بنا می‌ایستاد و افراد را صدا می‌کرد. بنای مذکور دارای چهار ستون است که دو لوح به طول ۵۷ و عرض ۵۰ سانتی‌متر از جنس سنگ مرمر بر آن نصب شده‌است.[۱۰۴]

لوحی که در قسمت غربی قرار دارد، مربوط به سال ۹۸۵ ه‍.ق مصادف با دوران محمد خدابنده است که از سال سلطنت شاه حکایت می‌کند. لوحی دیگر در قسمت شرقی قرار دارد که اشعاری به فارسی روی آن نوشته شده‌است. این اشعار به خط نستعلیق است و به این اشاره دارد که به فرمان صدراعظم، فردی به نام یوسف آقا، بر روی این حوض بنا و سجده‌گاهی ساخته‌است. در شبستان‌ها و صحن اصلی مسجد، محلی برای اعلان مراحل نماز پیش‌بینی شده بود تا مکبر حین نماز جماعت بر آن مستقر شود. به این محل‌ها «دکه» می‌گویند که در مسجد جامع اصفهان هم در حدفاصل صفهٔ صاحب و گنبد نظام‌الملک قرار دارد و در وسط صحن نیز موجود است.

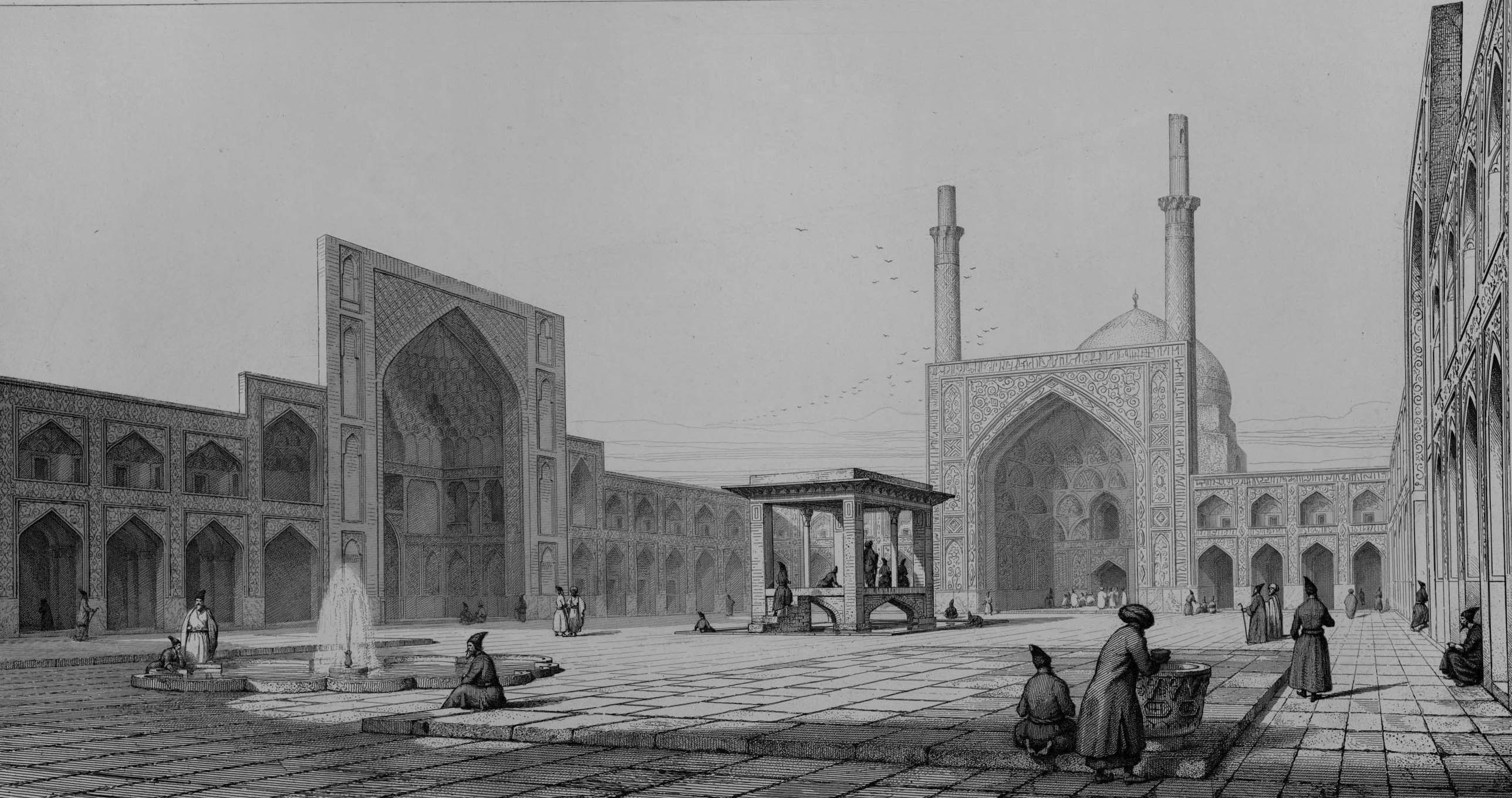
نقاشی پاسکال کوست از مسجد جامع اصفهان
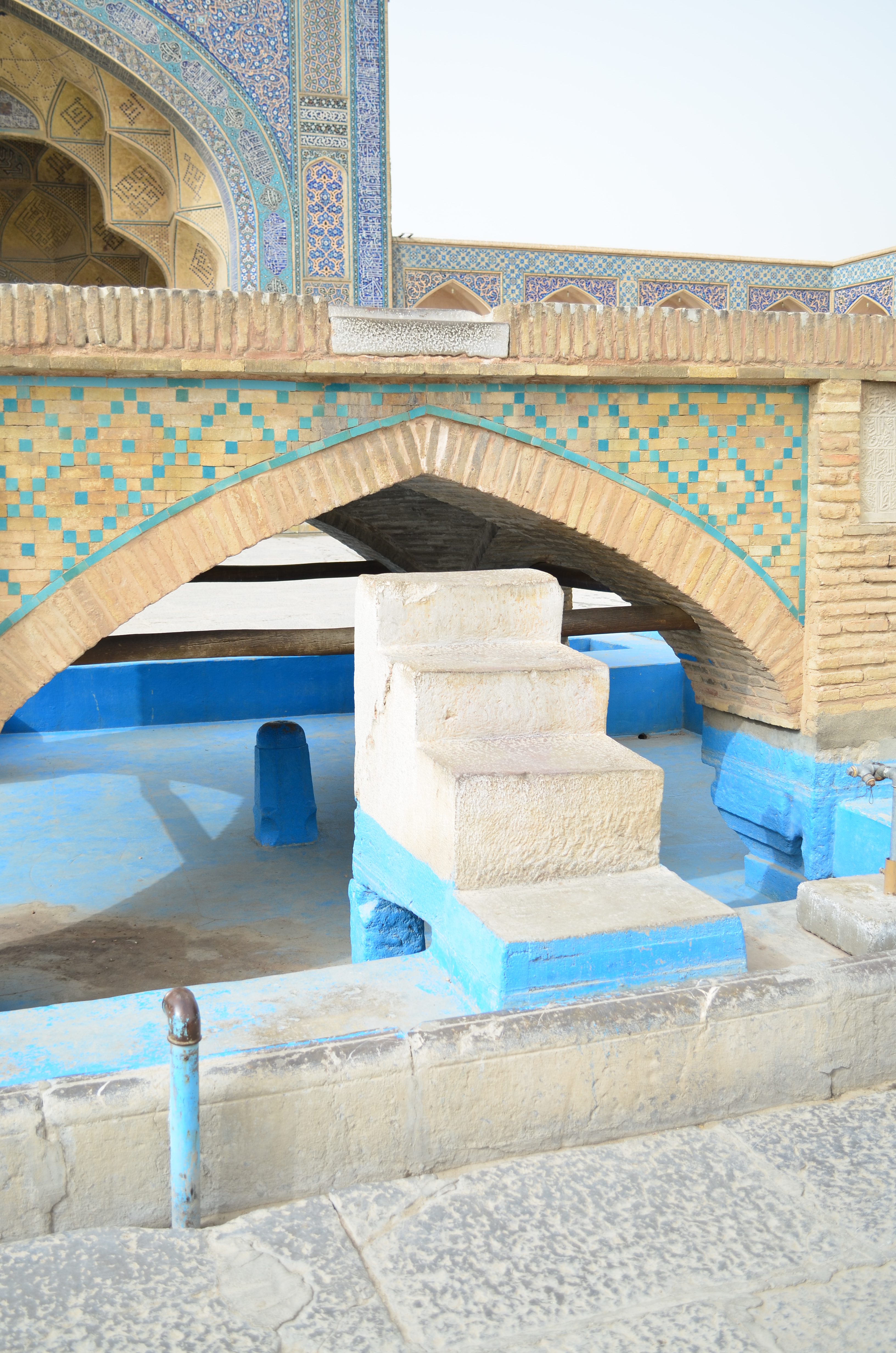
حوض و بنای میانی مسجد
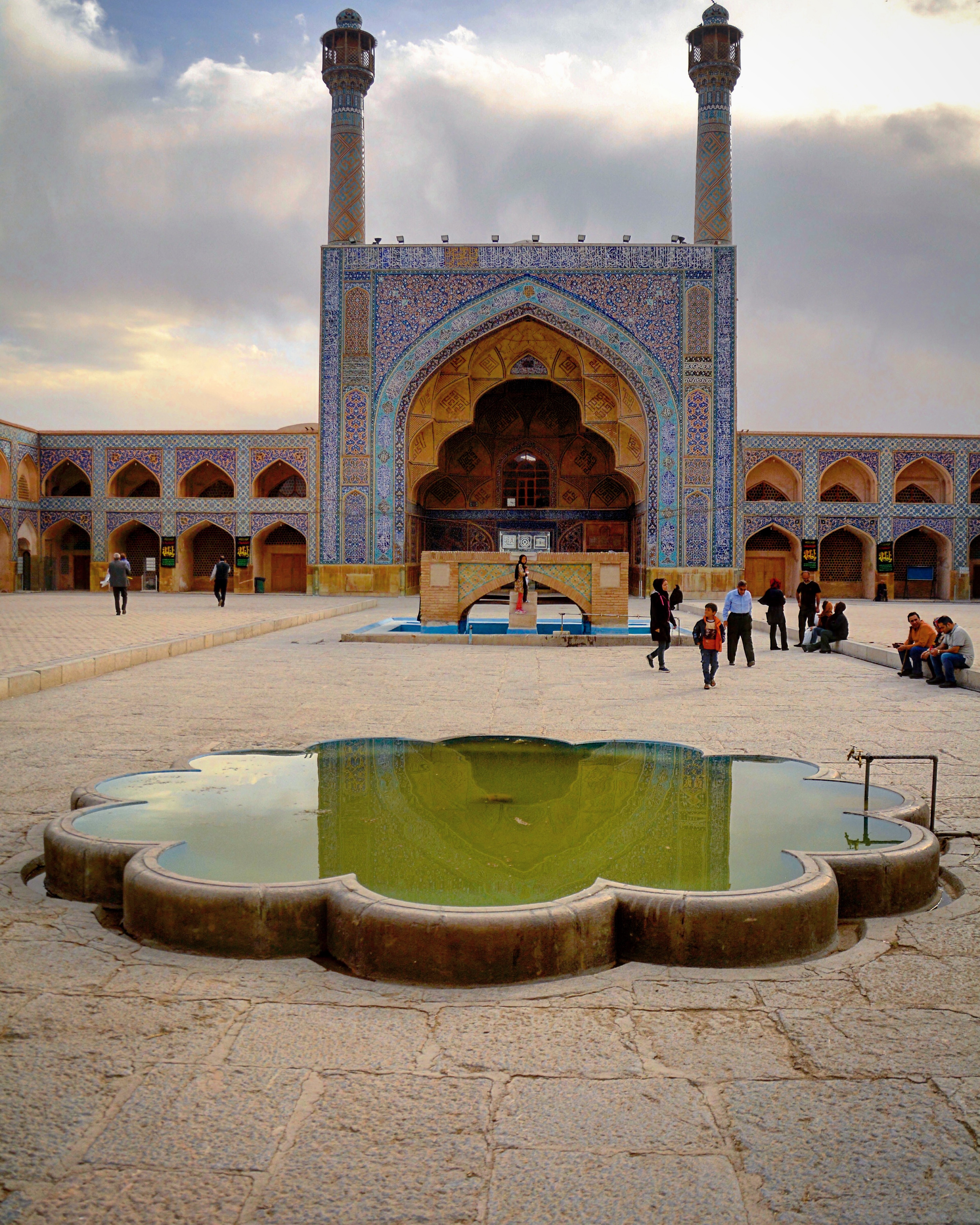
حوض‌های مسجد جامع
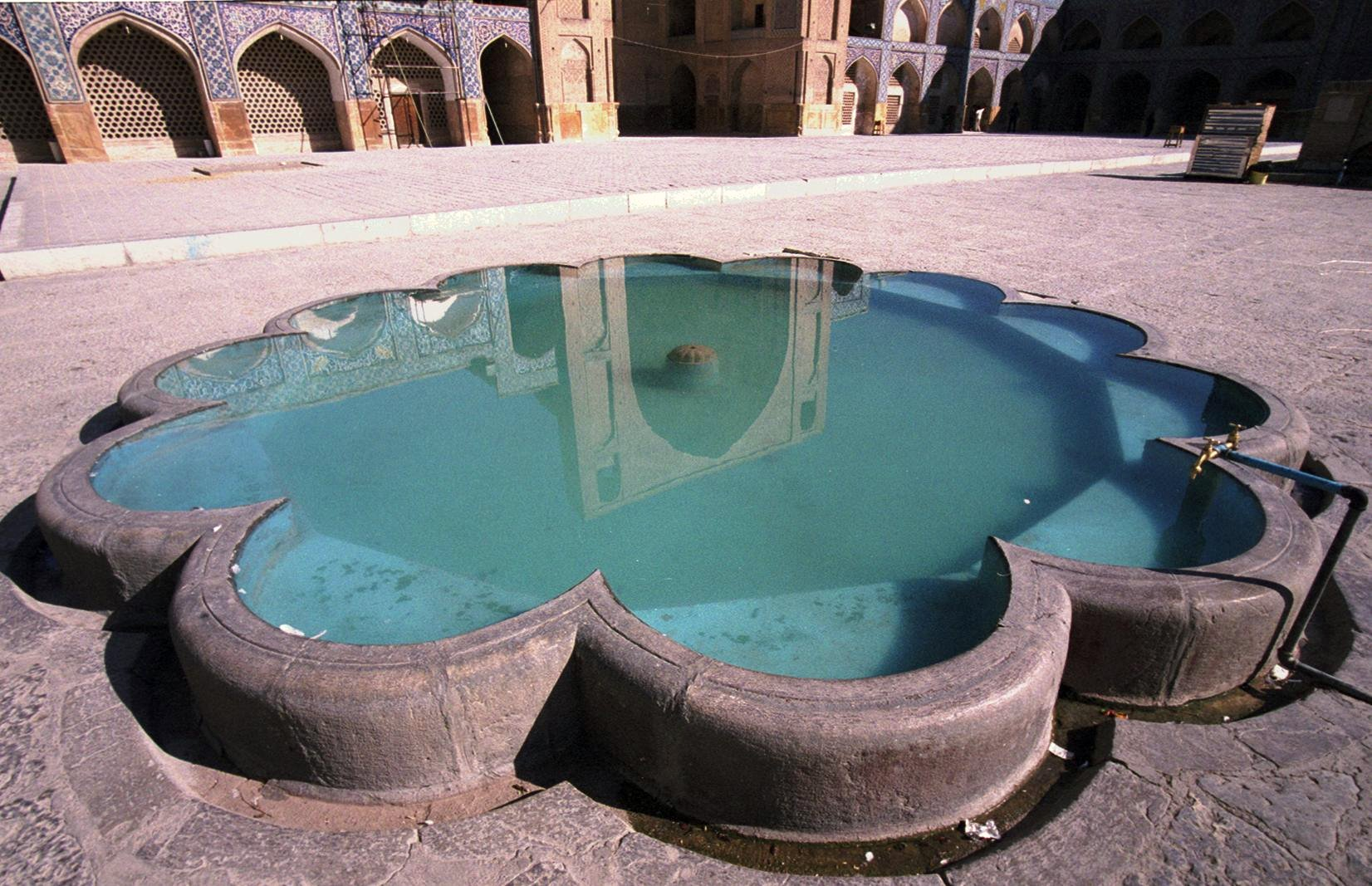
حوض مقابل ایوان شمالی

### ضلع شمالی
در قرن ششم هجری بخشی از ستون‌ها و دهانهٔ شبستان ضلع شمالی برای ایجاد ایوان وسط این ضلع تخریب شد. سنگی مرمری در قسمت انتهایی این ایوان نصب شده‌است؛ این سنگ با گُل، بوته‌ها و خطوط کوفی تزئین شده‌است. ایوان این ضلع تزئیناتی آجری و کتیبه‌ای گچ‌بری‌شده دارد که متعلق به دورهٔ شاه سلیمان صفوی در اواخر قرن یازدهم هجری است. دو طرف این ایوان چهلستون‌های بزرگی از دورهٔ دوم سلجوقی (سده ششم) قرار دارد. طاق‌های آجری چهلستون شرقی آن از لحاظ تنوع و جنبهٔ معماری جزو قسمت‌های جالب مسجد جامع است. در این ضلع نیم‌طبقه‌ای قرار دارد که از طریق دو ردیف پله در خارج بنا می‌توان به آن دست پیدا کرد.
در شمال این ایوان و چهلستون‌های آن، چهلستون دیگری نیز وجود دارد که واسطهٔ اتصال ساختمان‌های دورهٔ دوم سلجوقی با گنبد تاج‌الملک (سدهٔ پنجم) ایجاد شده‌است. این چهلستون در انتهای ضلع شمالی مسجد قرار گرفته‌است. آخرین بنای این ضلع، گنبد تاج‌الملک است که به «گنبد خاکی» مشهور است و آن را وزیر ملکشاه سلجوقی ساخته و در کتیبه‌ای که در آن نصب شده، نام وزیر و سال ساختمان آن، ۴۸۱ ه‍.ق ذکر شده‌است. حفاری‌هایی که در شبستان شمال شرقی انجام شد، تا دو متر ادامه داشت و بقایایی از روستای یاوان به دست آمد. در کتب تاریخی اصفهان اشاره شده که روستای یاوان و خانه‌های آن خریداری و مسجد بر روی آن ساخته شده‌است. همین کشفیات باعث شد به تاریخی از مسجد که قبل از قرن سوم ه‍.ق است، دست پیدا کنند.

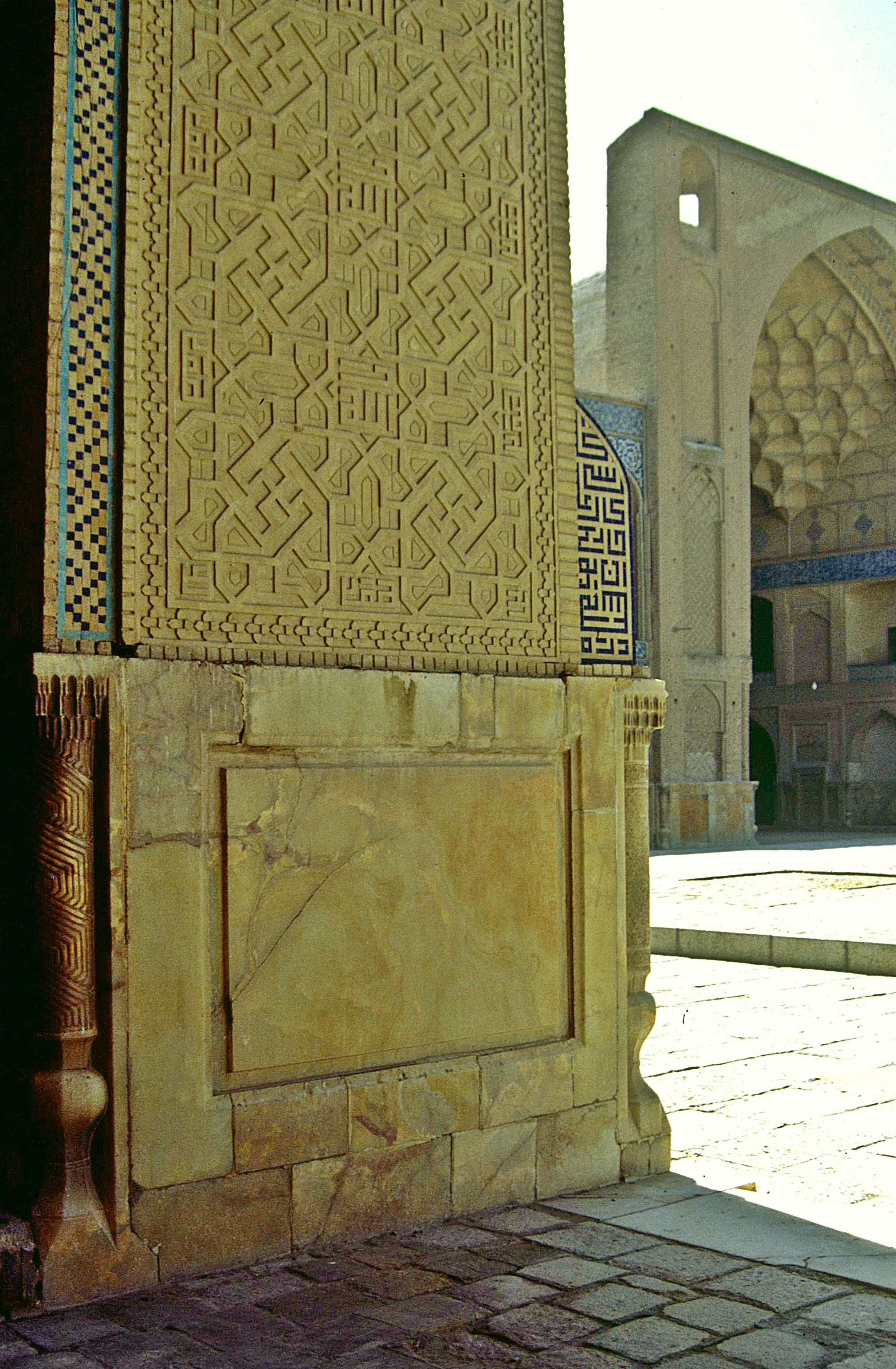
نمایی از دیوار و ستون‌های ایوان ضلع شمالی
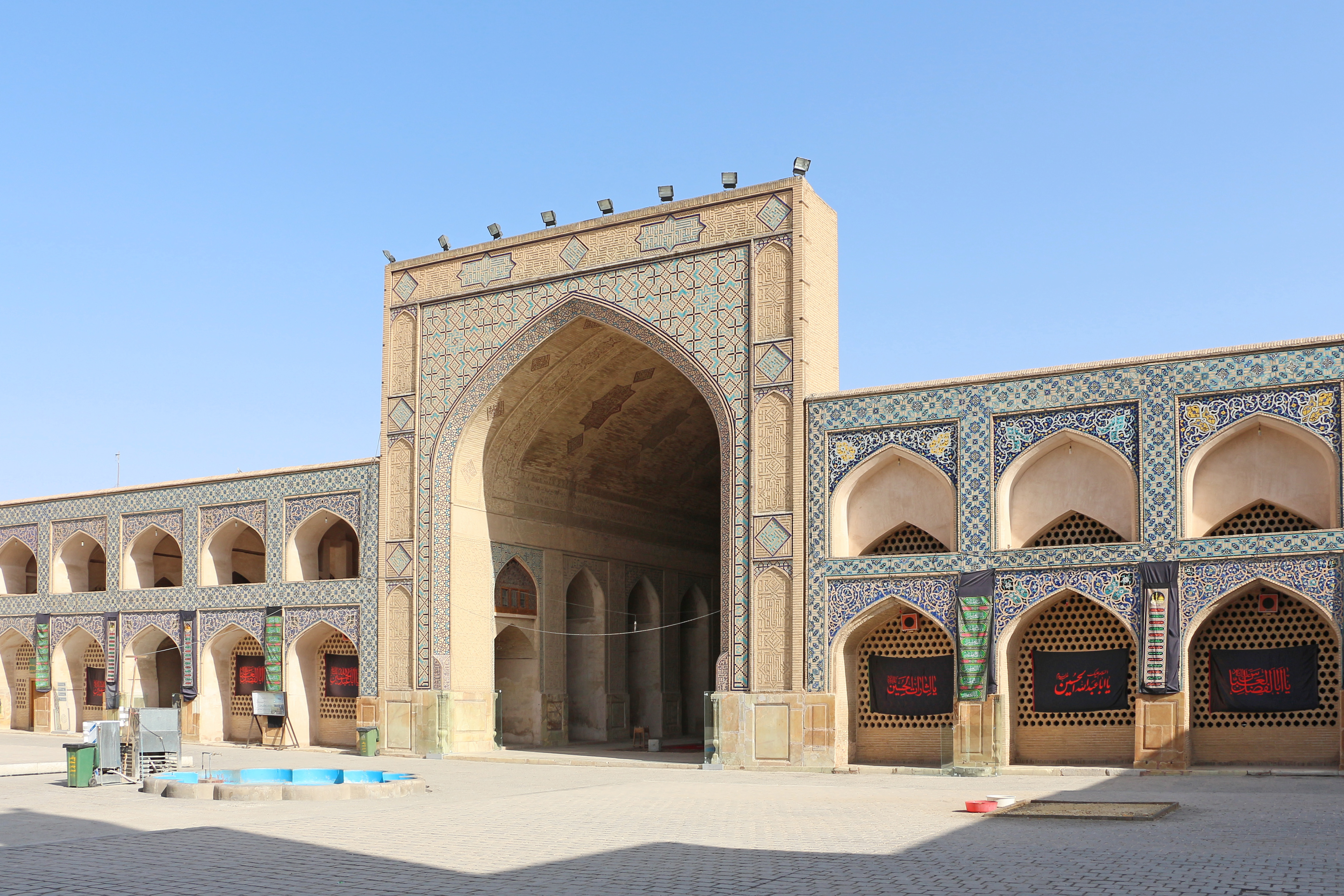
نمای ایوان شمالی
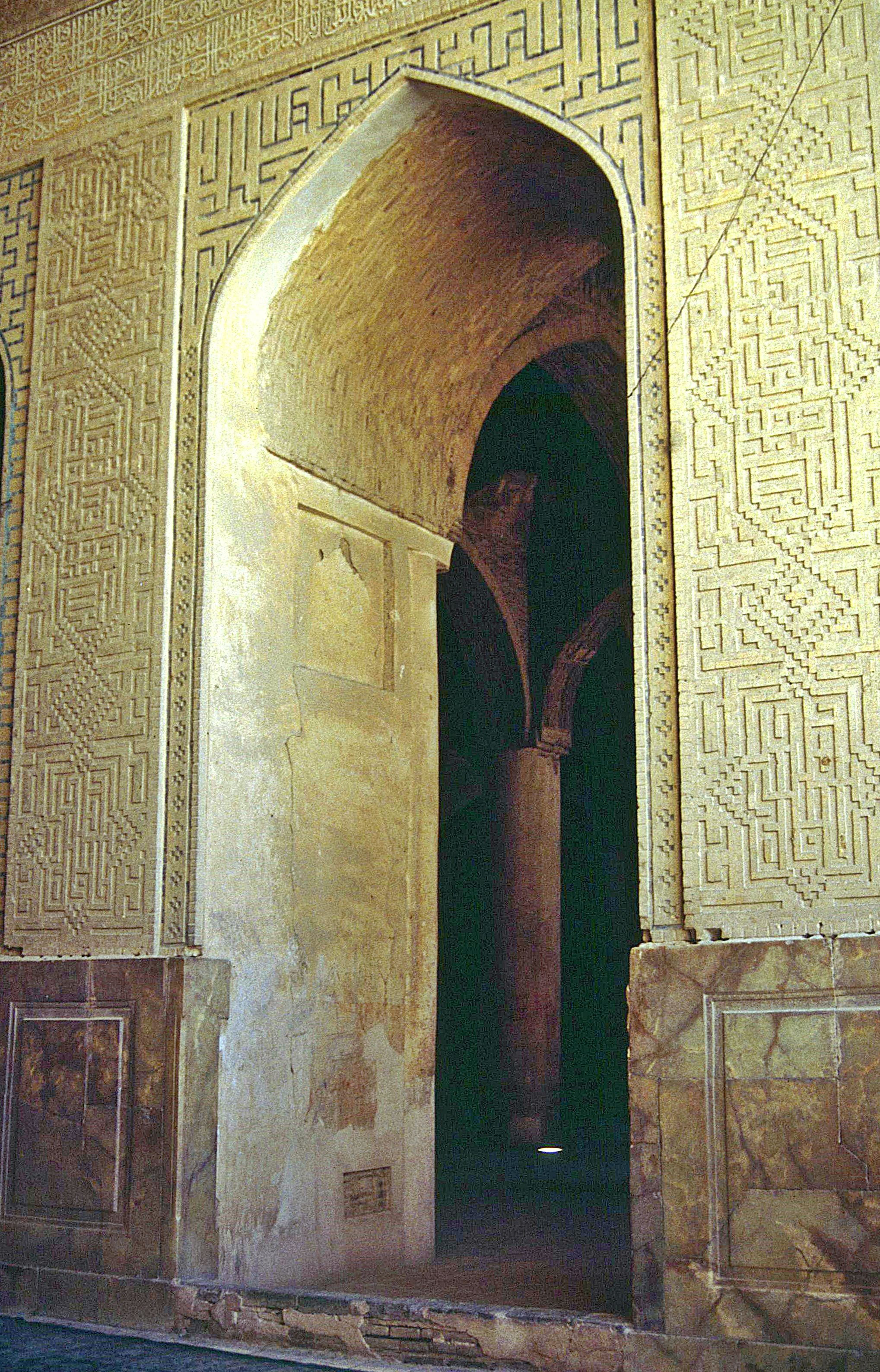
ورودی چهلستون شمالی

#### غسالخانه
در جانب شمال غربی مسجد جامع، غسالخانه‌ای وجود دارد که محلی برای غسل و کفن افراد بوده‌است.

#### سنگ شاخص
در قسمت شرقی ایوان شمالی، ساعتی آفتابی از جنس سنگی مستطیل‌شکل وجود دارد که در روزهای آفتابی از آن برای آگاهی از زمان استفاده می‌شد و به‌وسیلهٔ آن از وقت شرعی برای اقامهٔ نماز آگاه می‌شدند. وَتَر این سنگ در جهت شمال - جنوب است.

#### کتیبه‌های ضلع شمالی
- کتیبه‌ای در قسمت بالای شاه‌نشین گچ‌بری شده که مربوط به سال ۱۰۹۳ ه‍.ق است و به خط ثلث متنی با این مضمون حک شده که شاه سلیمان صفوی دستور تجدید بنای مسجد را داده‌است.[۱۱۲]
- شاه‌نشین این قسمت که در انتهای بنا ساخته شده، دارای مقرنس‌های گچی بسیار زیبایی است و در اطراف آنها، آیه‌های ۳۶، ۳۷ و ۳۸ سورهٔ نور به خط کوفی و به همراه گُل و بوته نوشته شده‌است. در این قسمت کاخ‌نشینی وجود دارد که دارای قاب‌های دیواری، ستون‌های باریک، پنجره‌های مشبک، ازاره‌های مرمری، طاق‌نماها و در آخر گنبدی است که متعلق به دورهٔ سلجوقیان است. تزئین این بنا به شکلی است که تمام طرح‌ها از لحاظ ماهیت، اندازه، اجازه و کارکرد به خوبی ترکیب شده‌اند و همین عوامل باعث می‌شوند که بین بنا و آرایش آن پیوند برقرار شود. در قسمت فوقانی این پنجره، به‌وسیلهٔ خط نستعلیق و بر زمینهٔ سفید، اشعاری نوشته شده‌است:[۱۱۳]

| شکرالله که طاق درویشان |  | باصفا شد چو کعبه دلشان |
| چون حسینای کارگر کار   |  | شد تمام از توجه ایشان  |

- در قسمت هلالی‌شکل سقف شاه‌نشین به‌وسیلهٔ خط بنایی این عبارات نوشته شده‌است: «لااله‌الاالله محمد رسول‌الله علی ولی‌الله». * «محمد و علی خیر البشر». * «یا الله المحمود فی کل فعاله».
- کتیبه‌ای در سردر این قسمت وجود دارد که متعلق به سال ۵۱۵ ه‍.ق است و مضمون آن به آتش‌سوزی مسجد مربوط است. می‌توان گفت این سردر، قدیمی‌ترین سردر موجود در مسجد است.[۱۱۴]
- سنگاب شاه‌صفی: مقابل درِ شمالی در محوطه، سنگابی قرار دارد که دهانهٔ آن ۱۱۵ سانتی‌متر است. این سنگاب مربوط به دوران شاه صفی است و نقوش زیبایی دارد و متأسفانه قسمتی از آن شکسته شده و در دست نیست. سنگاب از جنس سنگ پارسی است و قبلاً روبه‌روی مقبرهٔ علامه مجلسی قرار داشته و الان به این قسمت منتقل شده‌است. روی آن به زبان فارسی و عربی به خط ثلث و نستعلیق جملات، اشعار و صلوات بر ۱۴ معصوم نوشته شده‌است.[۱۱۵]
- سردر بواسحاقیه: سردری در شمال غربی مسجد وجود دارد که به کوچهٔ ابواسحاقیه ختم می‌شود که البته عموماً قابل تردد نیست و درِ آن بسته‌است. بر لوح این سردر، که مربوط به سال ۱۳۰۱ ه‍.ق است، بر زمینهٔ کاشی خشت لاجوردی با خط ثلث آیات ۳۲ تا ۳۹ سوره ص نوشته شده‌است.[۱۱۶][۱۱۷]
- صفه حکیم: در قسمت راست مسجد، ایوان کوچکی به ابعاد ۸/۳۰×۵/۱۰ متر قرار دارد که بنای آن مربوط به دوران سلجوقیان است و دیواری روبروی آن قرار دارد که تماماً گچ‌بری و مقرنس‌کاری شده و پایین همین اثر هم نوشته شده‌است: «قال علیه‌السلام: المسجد بیت کل تقی». در همین ایوان کتیبه‌ای وجود دارد که به عصر شاه عباس صفوی بازمی‌گردد. احتمالاً مقدمهٔ آن حدیث بوده که در حال حاضر در دست نیست و از بین رفته، اما باقی آن به جا مانده‌است. شاه عباس اول پس از رسیدن به سلطنت، دستور تعمیر قسمت‌هایی از این ایوان را داد. فرمان وی به قلم صحیفی و به خط ثلث در سال ۹۹۶ ه‍.ق گچ‌بری شده و مربوط به دوران نورالدین محمد بن جلال‌الدین محمد حکیم اصفهانی است.[۱۱۸][۱۱۹]

#### ایوان درویش
صفهٔ درویش پیش از سال ۵۱۵ ه‍.ق به عنوان آخرین ایوان در دورهٔ سلجوقی در ضلع شمالی این مسجد به صورتی متفاوت ایجاد شد. ابعاد آن ۲۱/۶۰×۹ متر است و کم‌عرض‌ترین و عمیق‌ترین ایوان این مسجد است. یکی از وجوه تسمیهٔ این ایوان که به دوران صفوی بازمی‌گردد، فردی است به نام درویش محمد که جد مادری علامه مجلسی بود و در روزهای تابستان در این ایوان حدیث تدریس می‌کرد. داخل بنا تزئینات آجری و گچی دارد، اما خارج آن ساده است. ایوان مزبور بزرگ‌تر از دیگر ایوان‌های این بنا است. طاق آن را با نام «طاق آهنگ» می‌شناسند که به صورت کشیده و عمیق است. این سقف دارای گهواره است و هیچ مقرنسی در آن کار نشده‌است؛ ایوانی مستطیل‌شکل دارد و می‌توان گفت تنها ایوانی است که دارای شالودهٔ عمیق است. صفهٔ درویش در آغاز درگاه‌هایی داشته، اما امروزه به‌وسیلهٔ آجر مسدود شده‌است. در قرون هشتم، نهم و دهم ه‍.ق این قسمت از مسجد تغییرات اندکی به خود دید و جرزهای آن به شکلی که امروزه است، درآمد. با این حال بخش بزرگی از دیواره‌های این بنا، محدود به دیوار خشتی قدیمی مسجد است و سالن انتهایی آن احتمالاً راهرویی تشریفاتی بوده‌است. کتیبه‌های گچ‌بری شده به خط کوفی و بر زمینهٔ قرمز، عناصر تزئینی این قسمت است. این ایوان از پنج جهت با شبستان‌های دیگر مرتبط است و چون فاقد دیوارهای مسطح است، جایی برای تزئین ندارد. در انتهای این ایوان، شاه‌نشینی با پنجره‌های مشبک مرمری وجود دارد که قسمت فوقانی آن به وسیلهٔ گچ مقرنس‌کاری شده‌است. کتیبه‌ای هشت‌ضلعی به وسیلهٔ همین گچ‌ها و به صورت برجسته ساخته شده که آیات ۳۶ یا ۳۸ سورهٔ نور بر آن حک شده و به وسیلهٔ گُل و بوته هم تزئین شده‌است. ستون‌های ایوان‌ها به وسیلهٔ خط کوفیَ بنایی و آجر تزئین شده‌اند، اما به خاطر بافت یک‌دستی که دارند، قرائت آنچه بر آن حک شده، دشوار است. کتیبه‌هایی که در این صفه یافت می‌شود، به آداب شرعی، اخلاقی و فضیلت‌های نماز اشاره می‌کنند. این ایوان به خاطر استفادهٔ نمازگزاران و عوامل دیگر دچار نم‌زدگی شده بود و پس از خارج‌سازی خاک‌ها، نصب هواکش در اطراف ایوان و کف‌سازی، مرمت آن به پایان رسید. در قسمت انتهایی ایوان هم دهانهٔ تورفته‌ای وجود داشت که شبیه بالکن بود و به شدت تخریب شده بود. به همین جهت با استفاده از پایه‌های چوبی و شمع‌گذاری در زیر گچ‌ها، از ریزش بیشتر مواد جلوگیری شد.

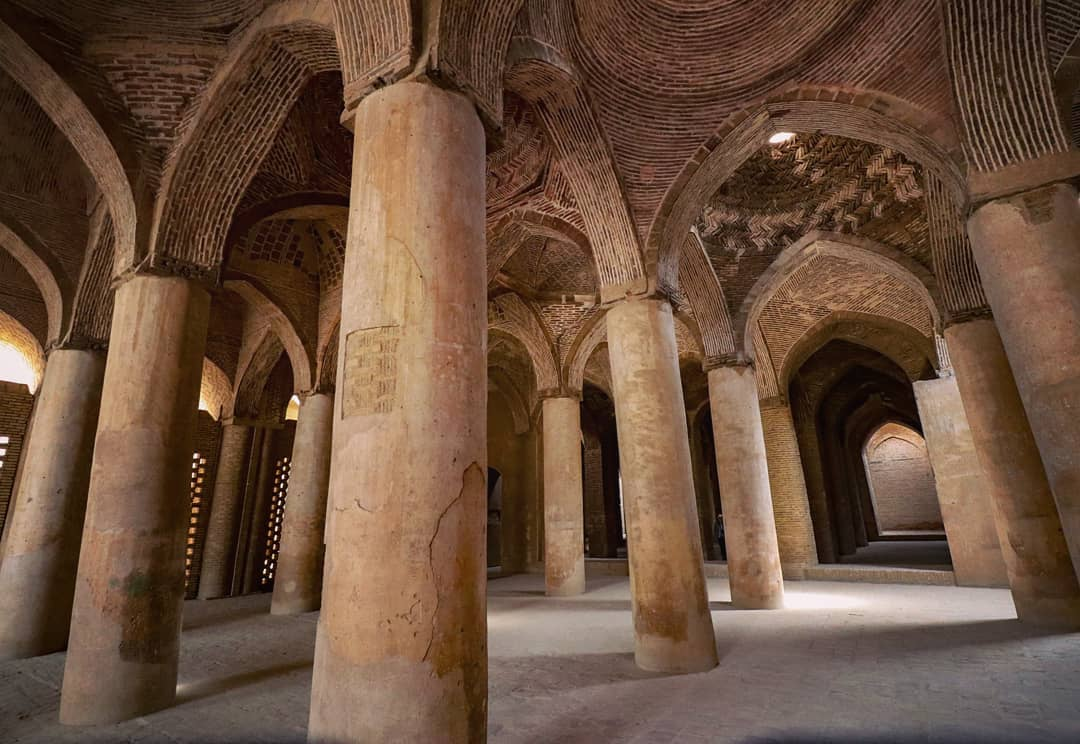
چهلستون ضلع شمالی
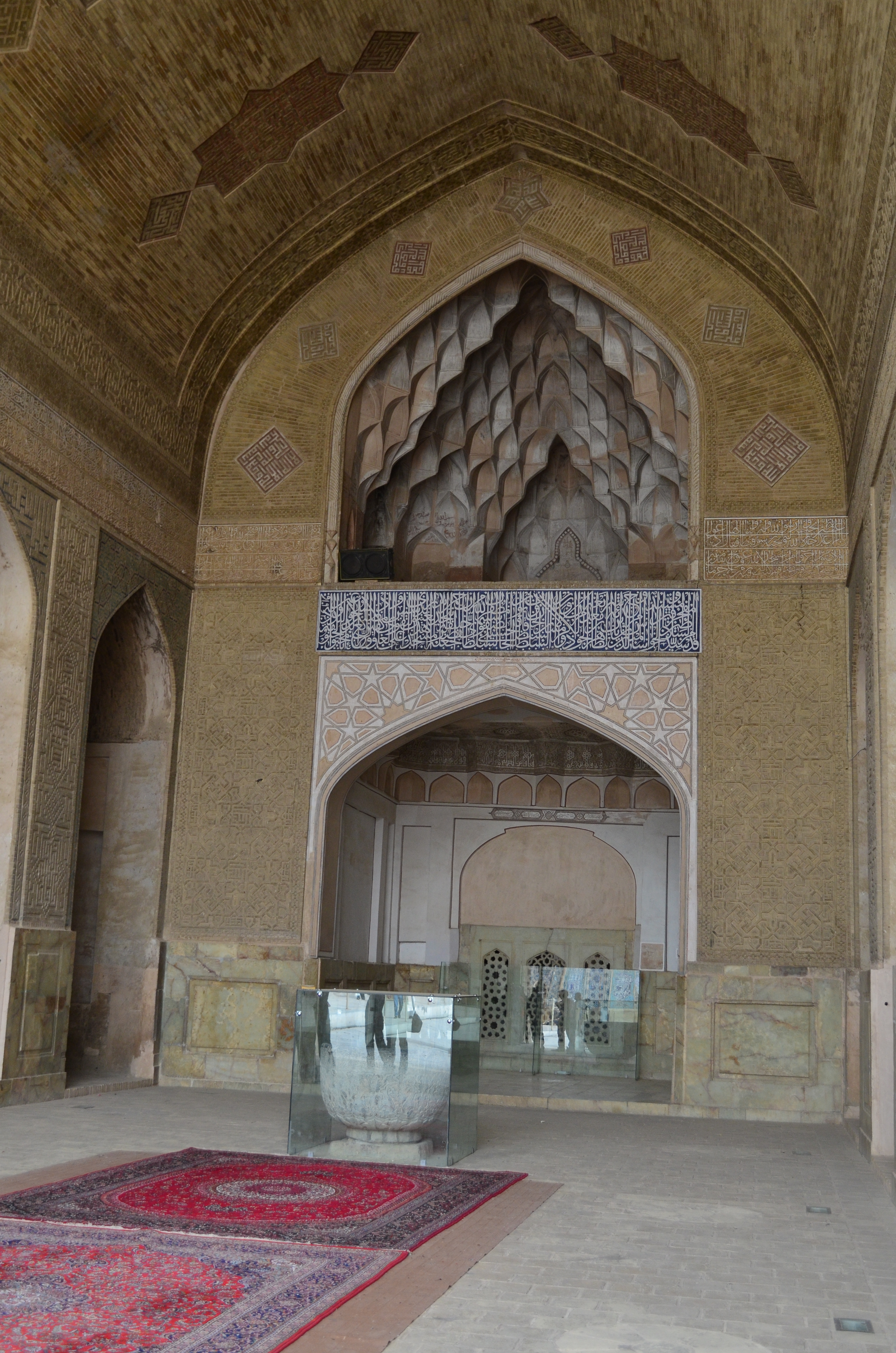
ایوان درویش
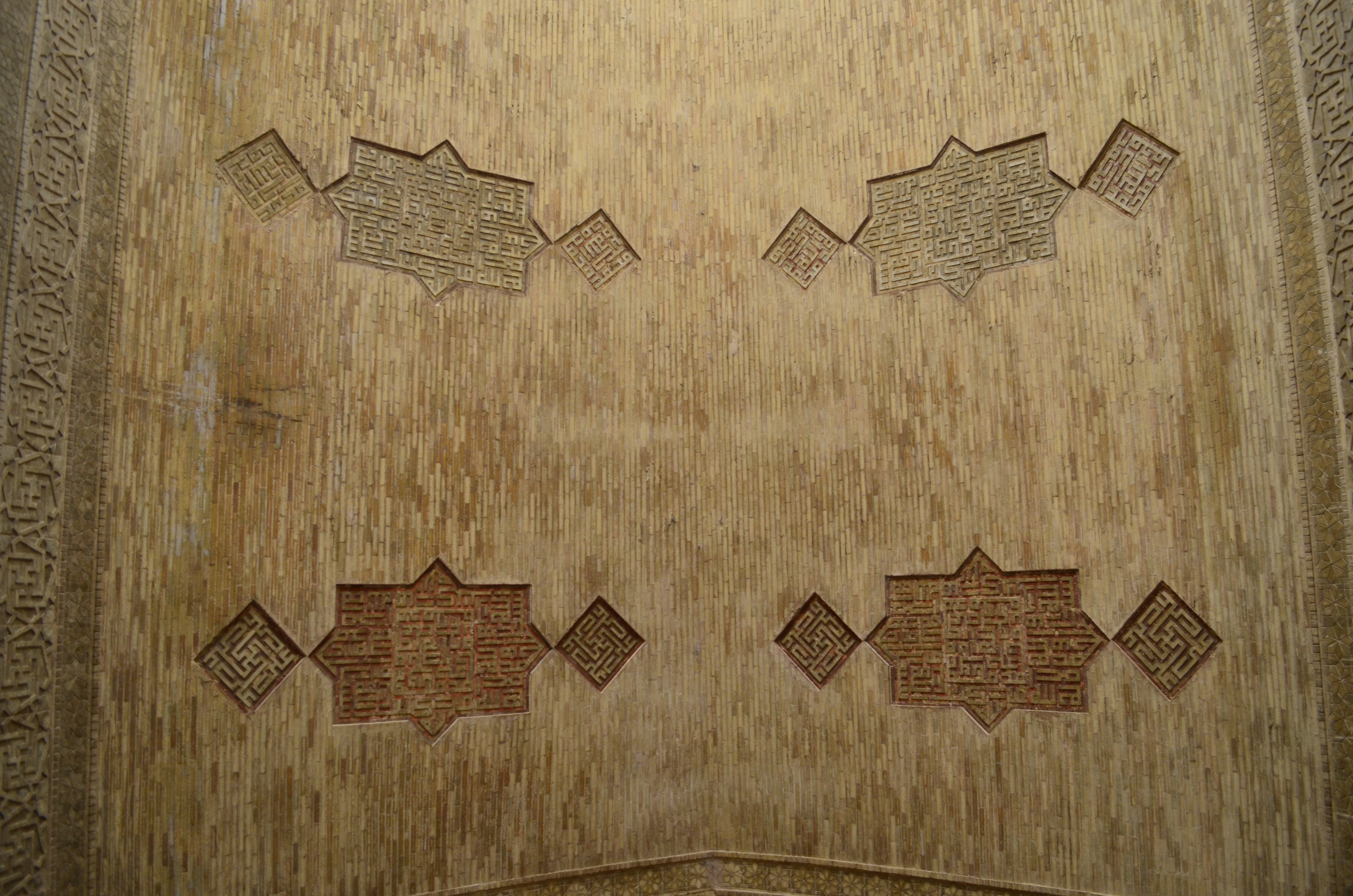
سقف ایوان درویش
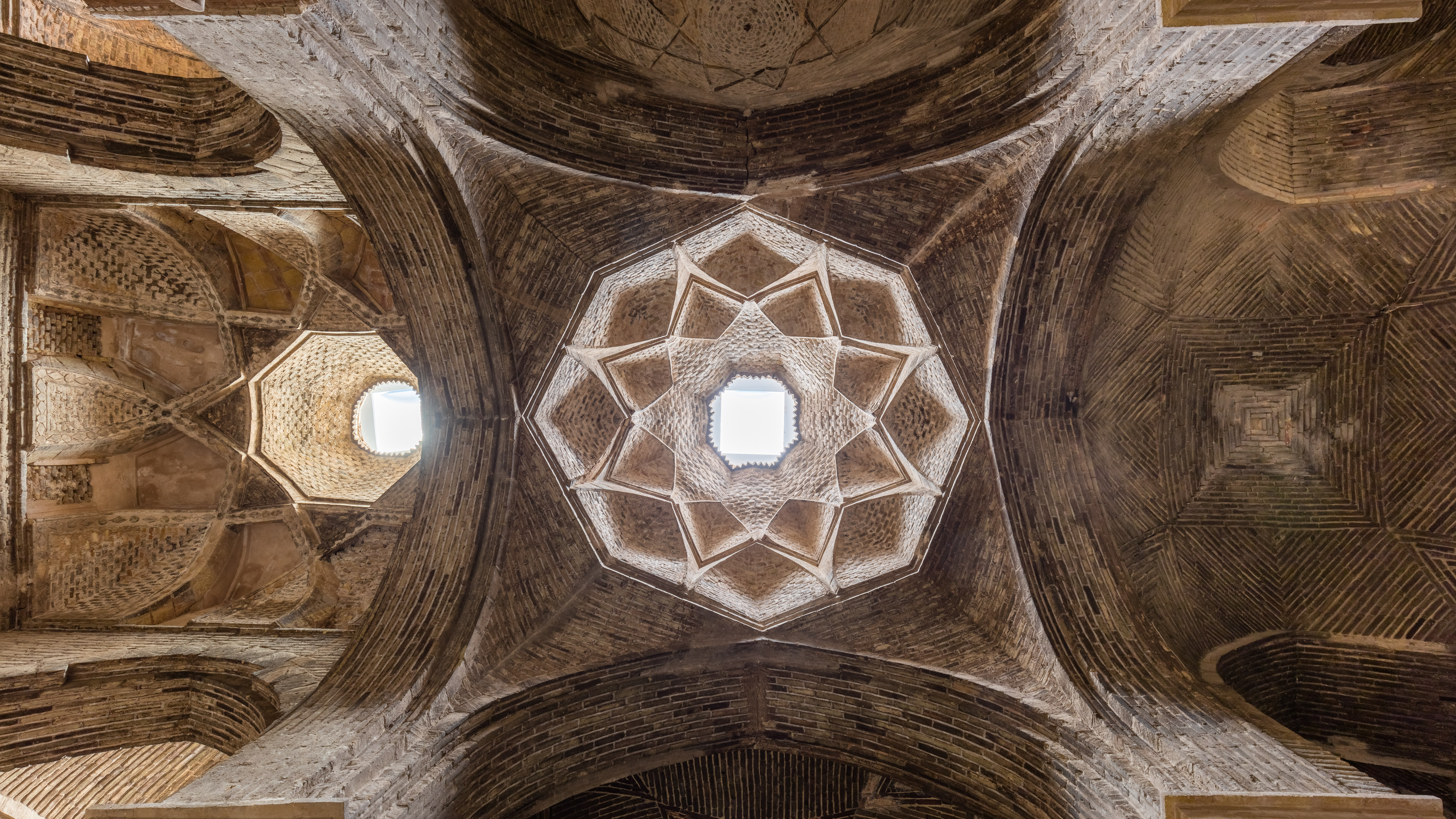
سقف گنبد
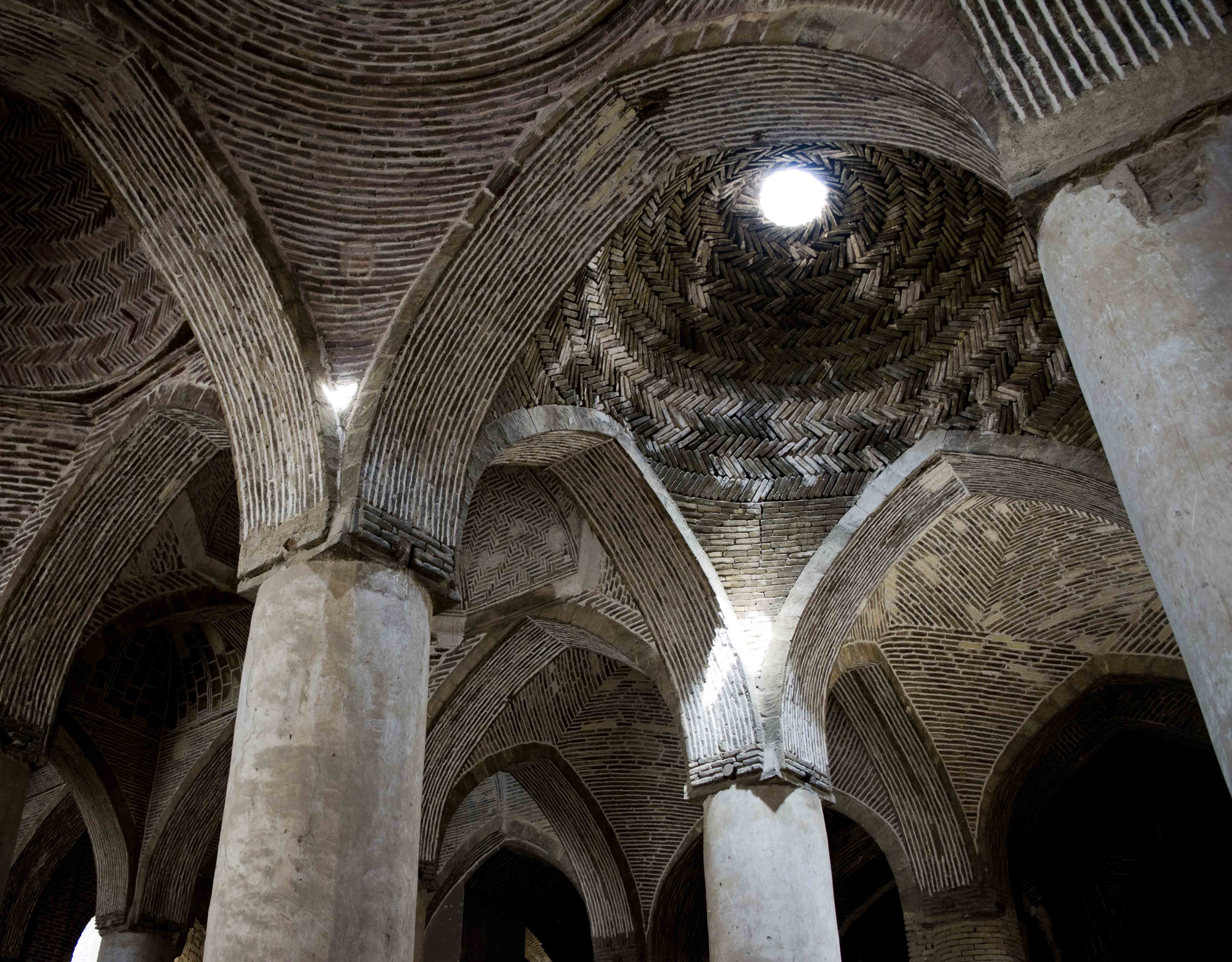
سقف چهلستون شمالی

نمای خارجی ایوان
در سال‌های ۱۳۳۴ ه‍.ق و ۱۳۳۷ ه‍.ق نمای خارجی این ایوان با لوح‌های بنایی جدید تزئین شد. این نما هم به‌وسیلهٔ چند اسپر تشکیل شده و با گود، برجسته شدن، سایه‌روشن‌ها و به‌وسیلهٔ آجر و کاشی تزئین شده‌است و نوشته‌های کوفی، بنایی، کاشی‌کاری مَعْقِلی دارد.
- اسپر اول: در قسمت بالایی ایوان قرار دارد و با آجرهای فرورفته طراحی شده و بر آن عبارت «یا قاضی الحاجات» حک شده‌است.
- اسپر دوم: کاشی لاجوردی دارد و مربعی در وسط آن وجود دارد که که کلمهٔ «محمد» بر آن حک شده‌است.
- اسپر سوم: با آجرهایی که به‌صورت مربع شطرنجی isjkn تزئین شده و کلمهٔ «علی» بر آن قرار دارد.[۱۲۳]

کتیبه‌های محسن امامیدو کتیبهٔ گچ‌بری در سال ۱۰۹۸ ه‍.ق در این ایوان ساخته شده؛ یکی از آنها در قسمت بالا نوشته شده‌است و دیگری در پایین. کتیبهٔ اول مضمونی مربوط به اهل بیت و اهل سنت دارد و کتیبهٔ دوم مربوط به آداب شرعی و اخلاقی و فضیلت مسجد است. هر دوی آنها به خط ثلث و در ابعادی حدود یک‌ونیم متر تا دو متر نوشته شده‌است.

#### گنبد خاکی یا تاج‌الملک
من آن روز وقتی به تماشای مسجد جامع اصفهان رفتم و در زیر این گنبد قرار گرفتم، متوجه شدم که تمام وجودم در تسخیر گنبد و مسجد است… من از آن به بعد بارها به مسجد رفتم و با تماشای گنبد این مسجد، زبان به تحسین گشودم و عشق و علاقهٔ خود را به اصفهان و ایران، روزافزون دیدم… می‌خواهم که جسدم را در این خاک مقدس دفن کنند.

قرینهٔ گنبد نظام‌الملک، در شمال مسجد گنبد دیگری هست به نام «تاج‌الملک» که مردم آن را «گنبد خاکی» یا «خاگی» نیز می‌نامند. به دلیل رقابتی که میان تاج‌الملک و نظام‌الملک وجود داشت، این گنبد به سبک رازی ساخته شد و در آن زمان خارج از مسجد قرار داشت و ملکشاه سلجوقی پیش از ادای نماز جمعه در زیر این گنبد تشریفات را انجام می‌داد. البته کاربری کتابخانه و مکان بارعام نیز به آن نسبت داده شده‌است و چون دو سمت این اثر باز است و تنها سمت شمالی و غربی آن بسته‌است و محراب هم ندارد، عده‌ای معتقدند حکم مقبره را داشته‌است. بنای مذکور کوچکتر از سازهٔ نظام‌الملک است، اما از نظر ظرافت و تناسب بر آن برتری دارد. آجرها و تزئینات هندسی و نقوشی که در گنبد تاج‌الملک کار شده بسیار هنرمندانه است و همین امر باعث شده این گنبد دارای ارزش و اعتبار بسیاری باشد. این گنبد همانند گنبد نظام‌الملک از صورت مربعی به هشت‌ضلعی و سپس به شانزده‌ضلعی رسیده و بر استوانه‌ای بنا گشته‌است. قطر آن ۱۰/۵ متر و ارتفاع آن ۱۹/۵ متر است.
گنبد دارای دو پوسته است و پوستهٔ خارجی به وسیلهٔ آجرهای زیبا پوشانده شده‌است. در داخل همین گنبد، کتیبه‌ای موجود است که سال ساخت آن ۴۸۱ ه‍.ق/۱۱۰۱ م ذکر شده و بانی آن تاج‌الملک معرفی شده‌است. به این خاطر تعدادی از باستان‌شناسان معتقدند این بنا آرامگاه، سایبان، آب‌نما یا کتابخانه بوده‌است. اما این نظریه‌ها مورد قبول واقع نشد چرا که اگر کتابخانه بود دلیلی برای بازبودن دو سمت گنبد نداشت و البته برای سایبان بودن هم بسیار گران بوده‌است. مدخل اصلی ورودی آن در ادوار بعدی در جانب شرقی گنبد ایجاد شد.
- کتیبهٔ گنبد: کتیبهٔ این گنبد به خط کوفی ساده[۱۳۴] و از آجر برجسته است و آیهٔ ۵۴ سورهٔ اعراف بر آن نقش بسته‌است. نام بانی اثر ابوالغَنائم مرزبان بن خسرو فیروز شیرازی (ملقب به تاج‌الملک) و سال ساخت اثر ۴۸۱ ه‍.ق بیان شده‌است. در زیر کتیبه ۳۲ پشت‌بغل وجود دارد که در هر کدام از آن‌ها دو کلمه به خط کوفی ساده با آجر نوشته شده‌است. در زاویه‌های داخلی گنبد تاج‌الملک پس از «بسم الله الرحمن الرحیم» آیهٔ ۷۸ و ۷۹ سورهٔ اسراء به خط کوفی ساده بر آجر برجسته نوشته شده‌است. کتیبه‌ای دیگر در ضلع جنوبی گنبد وجود دارد که به خط کوفی ساده بر روی آجری برجسته «بسم الله الرحمن الرحیم» و آیهٔ ۲۶ و ۲۷ سورهٔ آل‌عمران نقش بسته‌است.[۱۳۵]
- کتیبهٔ سر گنبد خاکی: این کتیبه به خط کوفی و در دورهٔ آل مظفر ایجاد شده که مصادف با ۷۶۸ ه‍.ق است و از طریق این سردر مسجد به کوچه‌ای شمالی راه پیدا می‌کند. این سردر دو حاشیه دارد. در حاشیهٔ سمت راست آن از آیهٔ اول تا آخر سورهٔ دهر حک شده و حاشیهٔ چپ هم دوباره از آیهٔ ۲۱ تا ۲۶ همین سوره حک شده‌است و در آخر این سردر سال خاتمه بنای آن نوشته شده‌است.[۱۳۶][۱۳۷][۱۳۸]

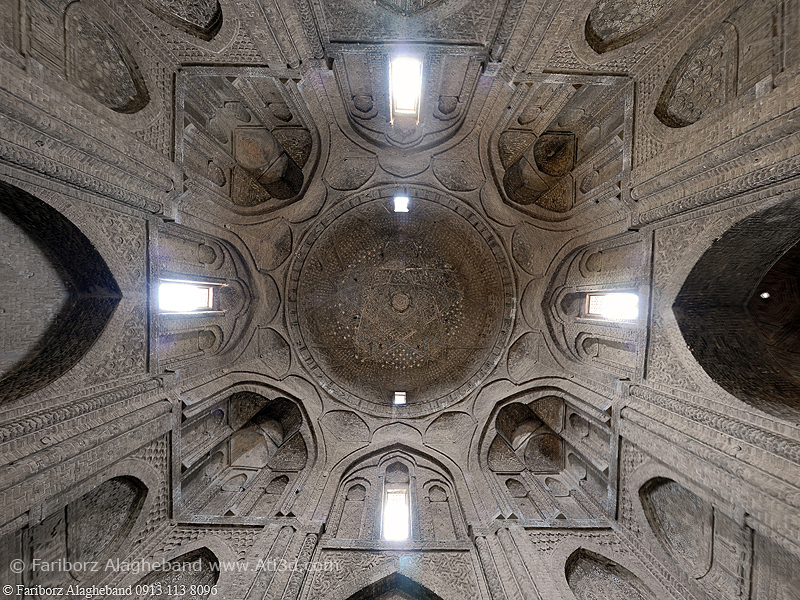
نمای داخلی گنبد تاج‌الملک

#### گنبد خسروی
این گنبد در قسمت شمال شرقی، درست در کنار قدیمی‌ترین سردر مسجد قرار دارد. کاربرد و سال ساخت آن به درستی مشخص نیست، اما براساس آنچه در ساخت آن استفاده شده و شیوهٔ ایجاد آن، احتمالاً مربوط به دوران صفوی است. بسیاری از جهانگردان و محققان که در مورد مسجد جامع اصفهان نوشته‌اند به این گنبد اشاره نکرده‌اند، البته بی‌ربط هم نیست چرا که این گنبد اصلاً با گنبد تاج‌الملک و نظام‌الملک برابری نمی‌کند. طاق آن به قطر ۱۰/۲۰ متر و ارتفاع آن ۱۲/۲۰ است. آجری که در این گنبد استفاده شده‌است همانند آجرهای استفاده شده در شبستان صفوی است. راه‌پله‌ای در قسمت شمالی آن وجود دارد که به پشت‌بام وصل می‌شود و سبک آن حدوداً جدید است. طبق آنچه مافروخی در کتاب خود به ثبت رسانده، در قسمت شمالی کتابخانه‌ای وجود داشته‌است و طی بررسی‌ها و حفاری‌های شراتو نیز ستون‌ها و دیوارهای آجری در عمق این قسمت پیدا شده‌است.

### ضلع جنوبی
در این ضلع مسجد ساختمان‌های اساسی و اصلی مسجد به سبک عربی و از خشت خام ساخته شده‌است. در مجاورت این بناها در قرن پنجم ه‍.ق مصادف با عصر سلجوقیان، مسجدی زیباتر با تزئیناتی آجری و گچی ساخته شده و مابین سال‌های ۴۶۵ تا ۴۸۵ ه‍.ق گنبد نظام‌الملک در همین ضلع از مسجد ساخته شده‌است. در برابر همین گنبد آجری شکل، صحن جنوبی مسجد واقع شده‌است؛ در اوایل قرن ششم ه‍.ق ساختمان آن به سبک معماری سلجوقیان و با مقرنس‌های درشت ساخته شد. در قرن نهم ه‍.ق این بنا از نو به فرمان حسن‌بیک آق‌قویونلو ساخته شد و مناره‌های اطراف ایوان آن هم ظاهراً در زمان او بنا شده‌است. ازاره‌های آن مرمری‌شکل است و کاشی‌کاری‌های معرق برجسته‌ای دارد که قسمت‌های پایینی ایوان را تزئین کرده و کاشی‌کاری اطراف صحن هم از دورهٔ اوزون حسن باقی مانده‌است. پوشش ایوان دو لایه است، لایهٔ اول وظیفهٔ پوشش ایوان را داشته و لایهٔ دوم برای تزئینات آجری آن بوده‌است.
بیشتر اقداماتی که در این ایوان صورت گرفته مربوط به قرن دهم ه‍.ق/شانزدهم-هفدهم م یعنی دورهٔ صفوی است. در زمان شاه طهماسب چهار لوح بزرگ و سیزده لوح کوچک برای نمای دور طاق و داخل هلال این بنا به‌کار رفته‌است و کتیبه‌ای مربوط به سال ۹۳۸ ه‍.ق مربوط به این پادشاه در مسجد قرار دارد. کتیبه‌ای دیگر مربوط به دورهٔ شاه عباس از سال ۱۰۷۰ ه‍.ق در ایوان جنوبی قرار دارد که تعمیرات آن زمان در آن شرح داده شده‌است. در دو طرف گنبد دو چهلستون است که در دورهٔ دوم سلجوقی، در قرن ششم ه‍.ق زمان ملکشاه ساخته شده‌است. در دو طرف چهلستون‌ها در سمت شرق، بناهای مربوط به دورهٔ آل مظفر است. از قرن ششم ه‍. ق، سمت چپ دالان ورودی مسجد است. طاق‌ها و ستون‌های آن آجری شکل و جالب است و یک راهرو، جنوب شرقی مسجد را از ساختمان‌های دورهٔ سلجوقی تفکیک می‌کند. در غرب آن چهلستون دیگری باقی مانده که مربوط به دوران شاه عباس است. طاق‌ها و ستون‌ها از سبک سلجوقی بهره گرفته‌است و آن را به نام «چهلستون شاه عباسی» می‌شناسند. در سمت راست بنایی که ایوان جنوبی مسجد یا همان صفه صاحب را به گنبد نظام‌الملک متصل می‌کند دو فرمان از شاه اسماعیل و شاه طهماسب صفوی در یک صفحهٔ بزرگ کاشی‌کاری که متعلق به قرن نهم ه‍.ق است، وجود دارد:
- فرمان منع گرفتن پول و صدور حواله برای خانه‌ها و محله‌های اصفهان به فرمان شاه اسماعیل

در سال ۹۱۱ ه‍.ق این فرمان به خط ثلث و بر سنگ سفید شرح داده شده که مضمونش چنین است که شاه اسماعیل صفوی خلیفه پیامبر است و «من بعد هر کس که بر خان‌ها و محلات اصفهان و سکنه آن‌ها چیزی حواله نماید یا هرکس که دهد و… ستاند واجب القتل باشد.» در این کتیبه رنگ و خط تغییر یافته و کلماتی قابل خواندن نیست اما مفهوم آن این است که از بابت عوارض و عبور و مرور به دستور سابق چیزی مطالبه نکنند. در بین این الواح، لوح‌های بسیار کوچکی هستند به شکل مربع، که با خط بنایی به وسیلهٔ کاشی در زمینهٔ گچی در آن «یا حجة الله، یا یدالله، یا اسدالله، یا عصمة الله، یا صفوة الله، یا ولی‌الله» نوشته شده‌است. در زیر همین الواح سه لوح دیگر است که اشعار فارسی در آن گچ‌بری شده‌است.
- دستور شاه طهماسب صفوی مبنی بر بخشش مالیات اصفهان و توابع آن: در زیر این لوح سنگی، لوح دیگری است که ۲۴۵ سانتی‌متر طول و ۱۰۸ سانتی‌متر عرض آن است. این کتیبه از دوران شاه طهماسب اول باقی مانده و به خط ثلث برجسته حک شده‌است.[۱۴۶]

در دو طرف ضلعی که ایوان جنوبی را به گنبد خواجه نظام‌الملک متصل می‌کند دو محراب از جنس سنگ مرمر وجود دارد که هرکدام دارای عباراتی است:
1. کتیبهٔ محراب غربی به خط ثلث برجسته بر سنگ مرمر حک شده‌است. عبارت مربوطه صلوات بر پیغمبر و دوازده امام است (قال الله تعالی و ما ارسلناک الا رحمة العالمین) و در آخر هم سال اثر ذکر شده‌است.[۱۴۷]
2. کتیبهٔ محراب شرقی شامل دو جزء می‌شود. در حاشیه (ان الله و ملائکه یصلون علی النبی یا ای‌ها الذین آمنوا صلوا علیه و سلموا تسلیما) حک شده و سپس صلوات بر دوازده امام همانند محراب غربی و در آخر هم سال اثر ۹۱۸ ه‍.ق نوشته شده‌است.[۱۴۸]

در دو طرف این مدخل دو ستون سنگی و مرمری وجود دارد که شامل نقوش برجسته‌ای است و عبارات دعای نادعلی به خط ثلث بر آن نوشته شده‌است؛ ستون سمت راست: «ناد علیا مظهر العجائب تجده عونا لک فی النوائب» ستون سمت چپ: «کل هم و غم سینجلی بولایتک یا علی یا علی یا علی.»
- سردر باب‌الدشت: سر در باب‌الدشت در انتهای راهرویی قرار دارد که قدمت آن به عهد سلجوقیان می‌رسد و در قسمت جنوب غربی مسجد قرار دارد و دارای چهلستون شاه‌عباسی، منبت‌کاری و طاق‌های آجری است. بر کتیبهٔ سردر آیهٔ ۱ تا ۳ سورهٔ جمعه حک شده‌است. دو کتیبهٔ دیگر نیز موجود است که آیهٔ ۱۲۷ سورهٔ بقره بر آن حک شده‌است.[۱۵۰][۱۵۱]
- سردر جنوبی: در غرب گنبد خواجه نظام‌الملک یک در قدیمی دیگر وجود دارد که بر دو لنگهٔ آن به خط ثلث بر زمینهٔ لاجوردی «قال الله تبارک و تعالی و ان المساجد لله فلا تدعوا مع الله احدا» و آیهٔ ۱۸ سورهٔ جن حک شده‌است.[۱۵۲]

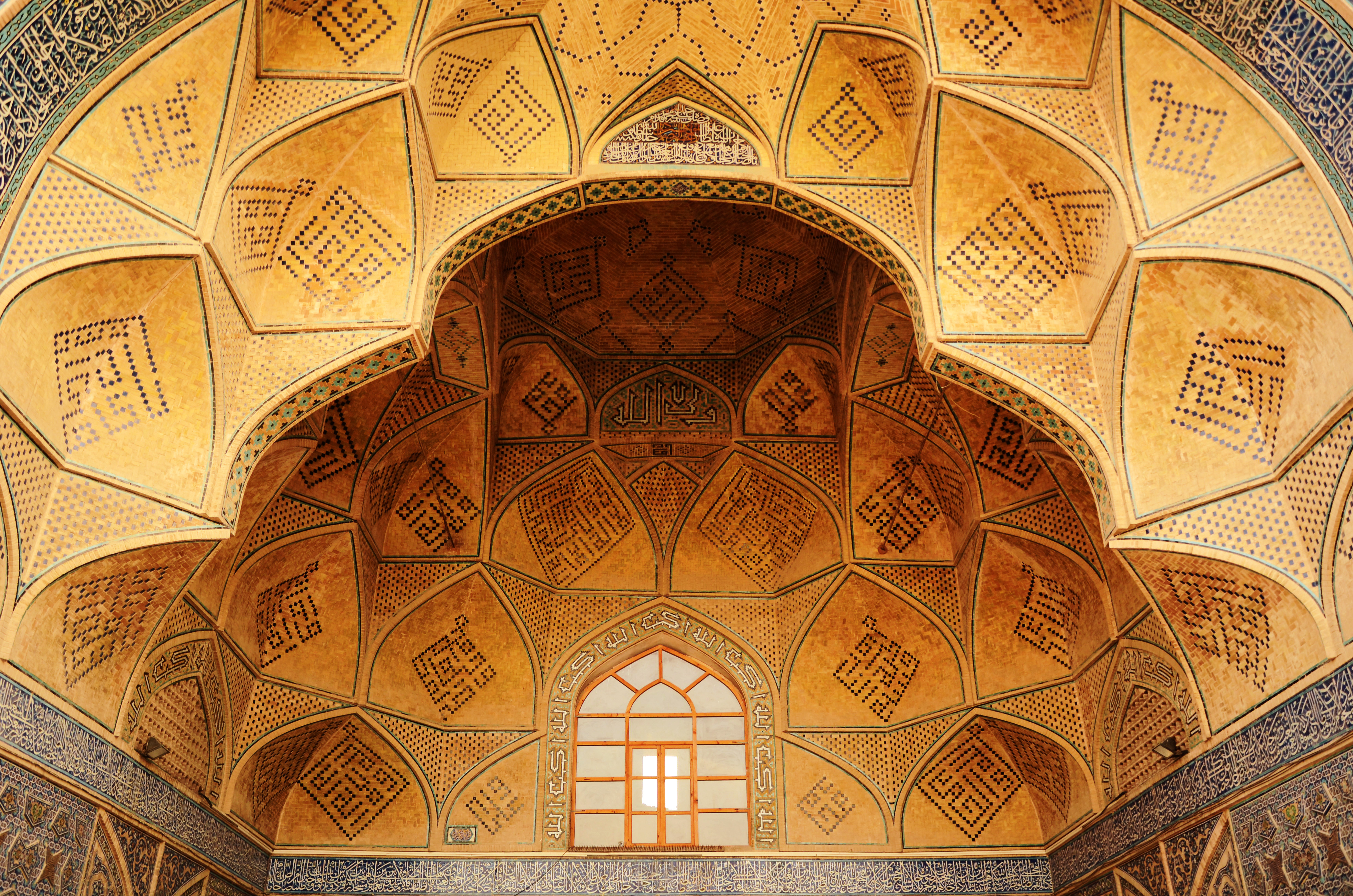
سقف ایوان جنوبی
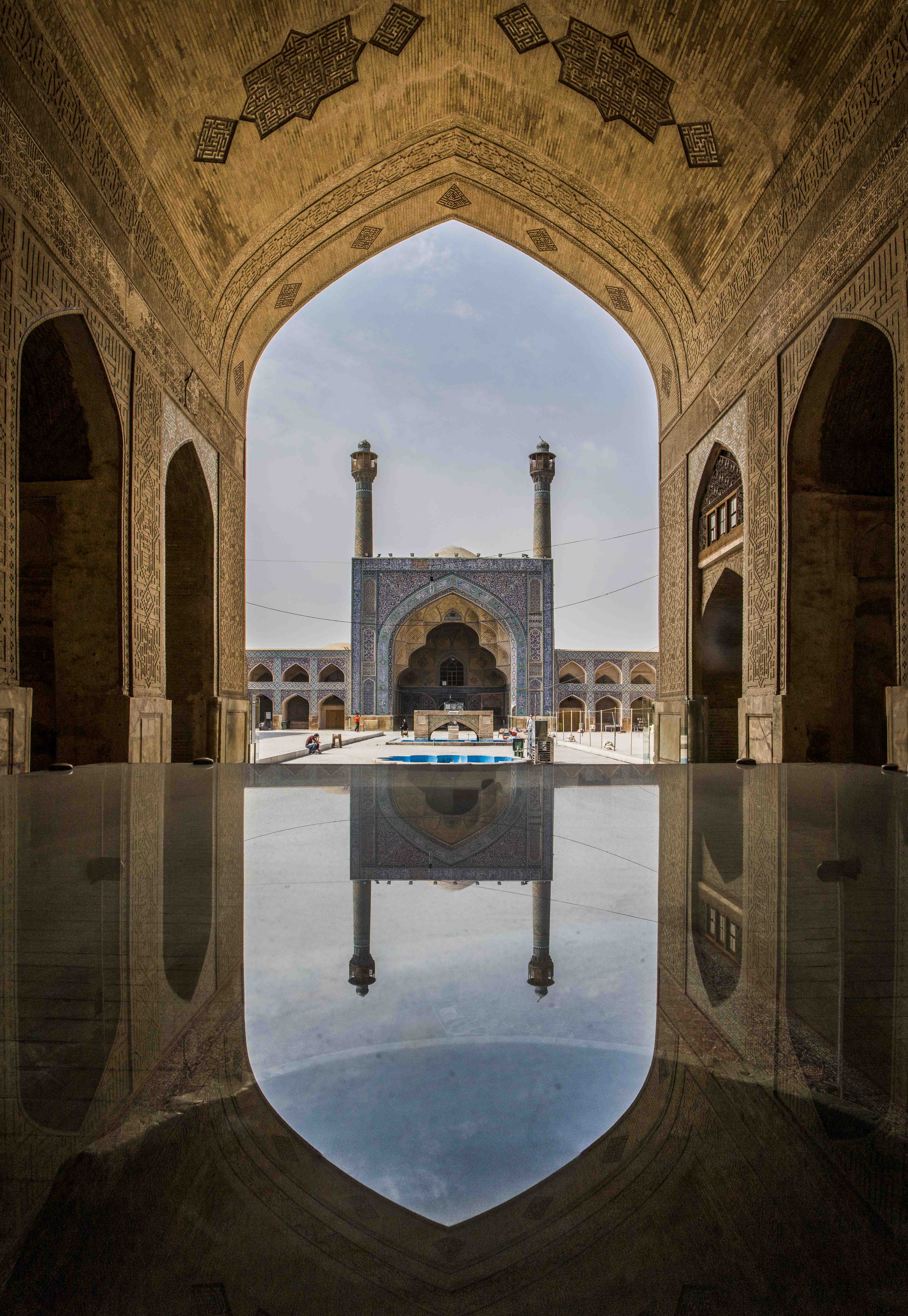
نمای ایوان جنوبی از ضلع شمالی مسجد
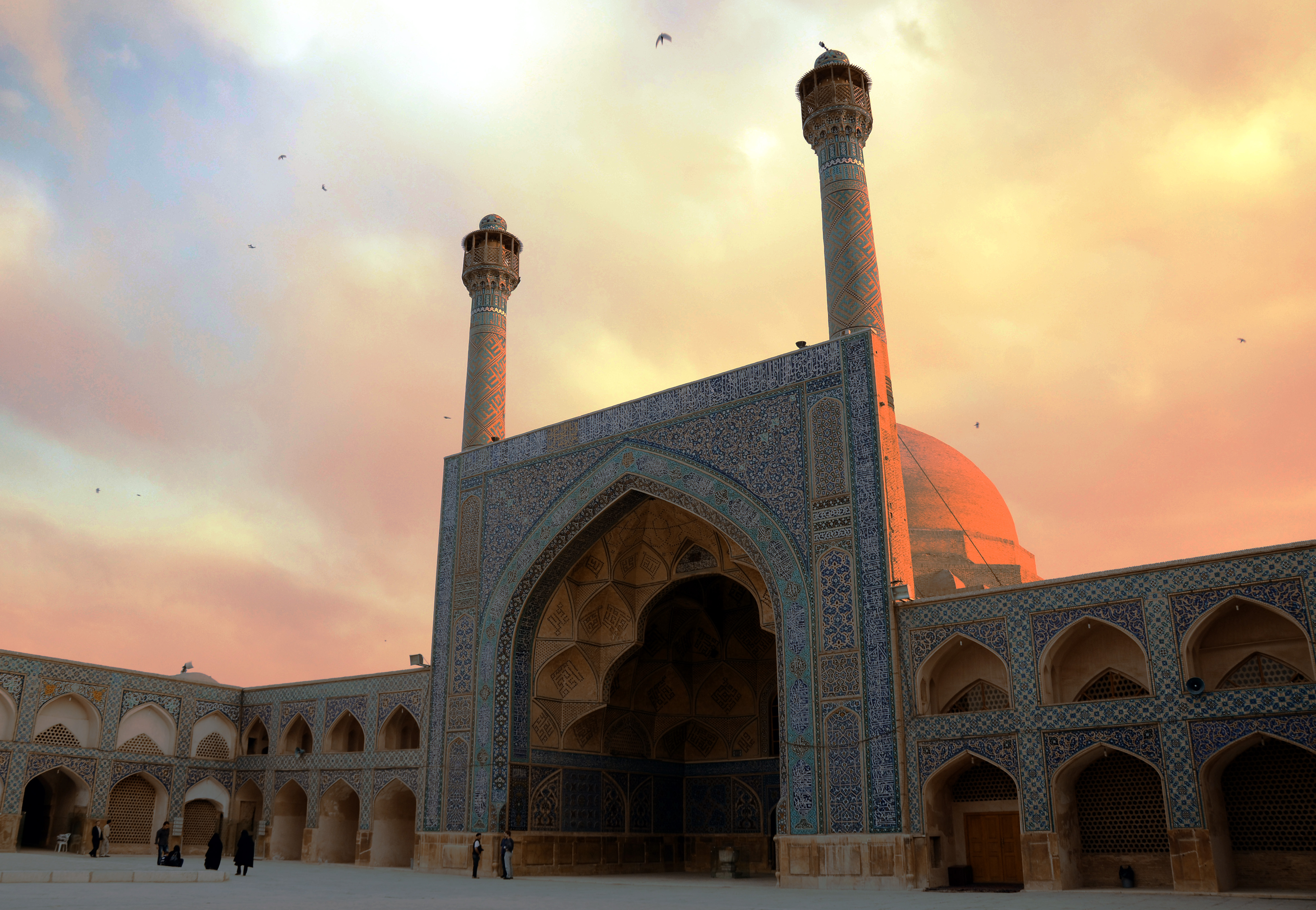
گنبد ضلع جنوبی

#### گنبد خواجه نظام‌الملک
در دوران حکمرانی ملکشاه در اصفهان (۴۶۵–۴۸۵ ه‍.ق) توسط خواجه نظام‌الملک — وزیر سلجوقی — در ضلع جنوبی مسجد با تخریب شبستان گنبدی عظیم با دهانه‌ای بیش از ۱۵ متر و ارتفاعی بیش از ۳۰ متر به سبک رازی ایجاد شد. بنایی که ایجاد شد به صورت کاملاً آزاد بود یعنی در قسمت شرقی، غربی و شمالی هیچ فضای سرپوشیده‌ای قرار نداشت و بناهایی که اکنون به چشم می‌خورد، بعداً اضافه شده‌اند. قاعدهٔ این گنبد مربع‌شکل است، در قسمت‌های بالاتر هشت‌ضلعی و بعد دایره‌ای می‌شود و پس از آن ساختمان گنبد شروع می‌شود؛ این گنبد عظیم بر گوشواره‌های سه‌پره‌ای قرار دارد و دارای دو پوسته است که پوستهٔ اول بین ترکبندی‌ها قرار دارد و پوستهٔ دوم که همان پوستهٔ خارجی است ترکبندی‌ها را می‌پوشاند. گنبد بر هشت ستون گچ‌بریشدهٔ چندبخشی قرار گرفته که این ستون‌های باربر از ترکیب چهار دایره ایجاد شده تا به جای ستون‌های مربع‌شکل و حجیم باشد. اضلاع داخلی تالار این گنبد ۱۴/۳۰ تا ۱۴/۶۰ متر است و اضلاع خارجی آن ۲۱ متر و ارتفاعی حدود ۲۶/۸۱ بنا شده‌است. این گنبد نسبت به جمعیت آن زمان کوچک ساخته شده و در واقع برای شهری مثل اصفهان که یکی از مهم‌ترین مراکز حکومتی بود کافی نبوده و احتمال دارد که این بنا تنها برای اعیان و اشراف ساخته شده‌باشد، نه مردم عادی.
کتیبهٔ داخل این گنبد به خط کوفی سادهٔ آجری است و نام ملکشاه سلجوقی و خواجه نظام‌الملک و اجراکنندهٔ این بنا، ابی الفتح احمد بن محمد خازن بر روی آن حک شده‌است. زمان دقیق ساخت این گنبد و نصب کتیبه ذکر نشده اما پوپ سال ۴۷۳ ه‍.ق/۱۰۸۰ م را تاریخ ساخت بنا می‌داند. شیلا بلر نیز با بررسی این کتیبه و القاب ملکشاه و مقایسه آن با ۱۱ نوشتهٔ دیگر، تاریخ این بنا را میان سال‌های جمادی‌الثانی ۴۷۹- ذی الحجه ۴۸۰ ه‍.ق/ سپتامبر ۱۰۸۶ و مارس ۱۰۸۸ م می‌داند. محراب این مسجد احتمالاً در قرن دهم ه‍.ق مصادف با دورهٔ سلطنت شاه طهماسب اول با مرمر و کاشی بر روی محرای عصر سلجوقی ساخته و تزئین شده‌است. کتیبه‌ای به خط ثلث در این قسمت وجود دارد که جمله «قال الله تبارک و تعالی» و آیهٔ ۱۴۲ و ۱۴۳ تا اواخر ۱۴۴ سورهٔ بقره بر آن نوشته شده‌است. در ضلع شمالی گنبدخانه هم سوره‌های انشراح و دهر گچ‌بری شده‌است. گروه باستان‌شناسی «ایزمئو» به سرپرستی «اومبرتو شراتو» حفاری‌هایی در گنبد نظام‌الملک انجام دادند. لایهٔ اول سنگ مرمر بود و متعلق به دوران صفوی، لایهٔ دوم مربوط به سنگ‌فرش‌های دوران سلجوقی بود که حدود ۵۰ سانتی‌متر پایین‌تر از کف‌سازی دوران صفوی بود. سپس کف‌سازی قرن سوم ه‍.ق قرار داشت که به دیوار محراب و کف‌سازی آن قرن برخورده‌اند، اما پس از آن به گل‌های هشت‌پر و ستونی دست یافتند که به وسیلهٔ گچ تزئین شده‌بود و تاکنون آن را مربوط به دوران ساسانی دانسته‌اند.

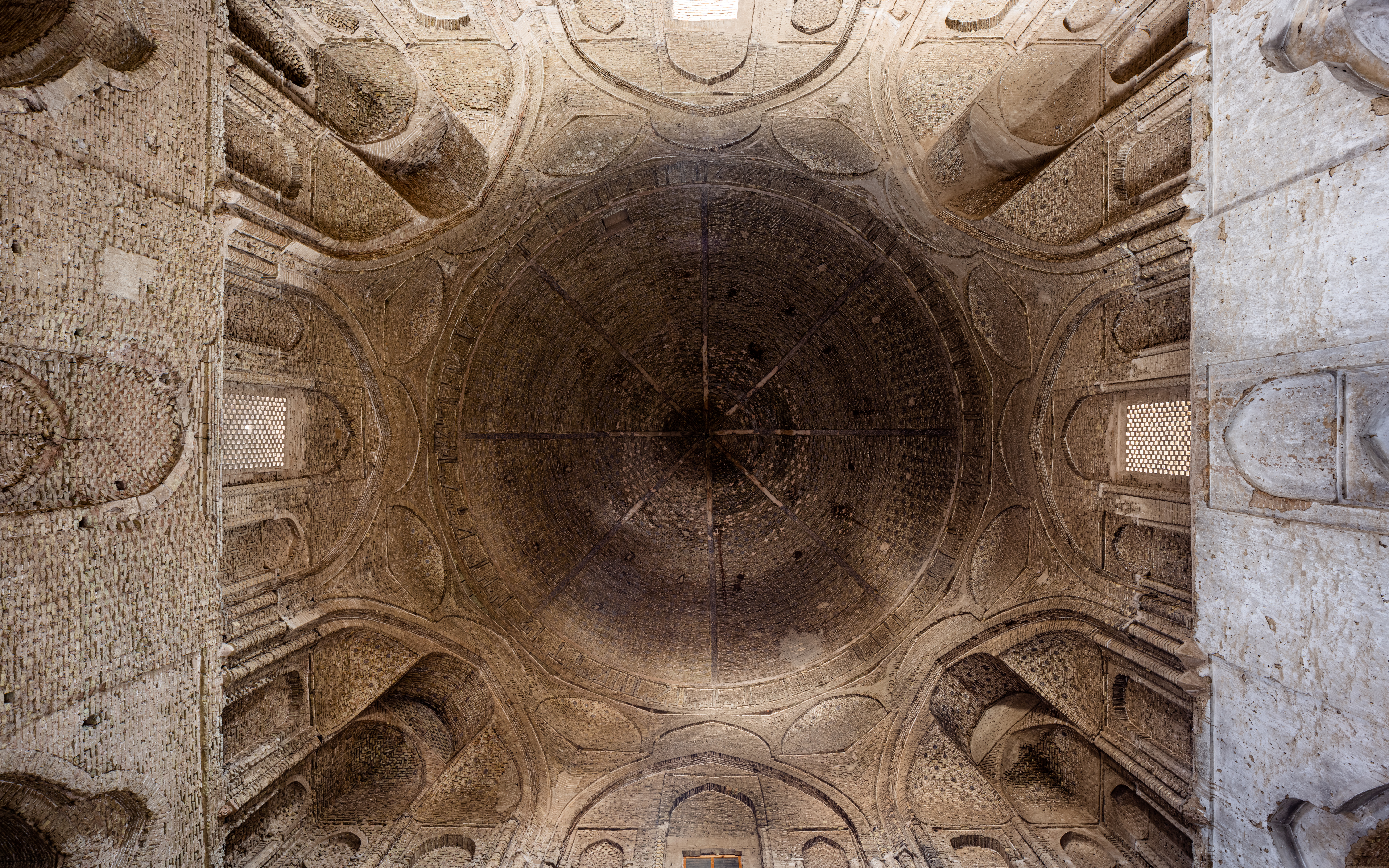
سقف گنبد نظام‌الملک
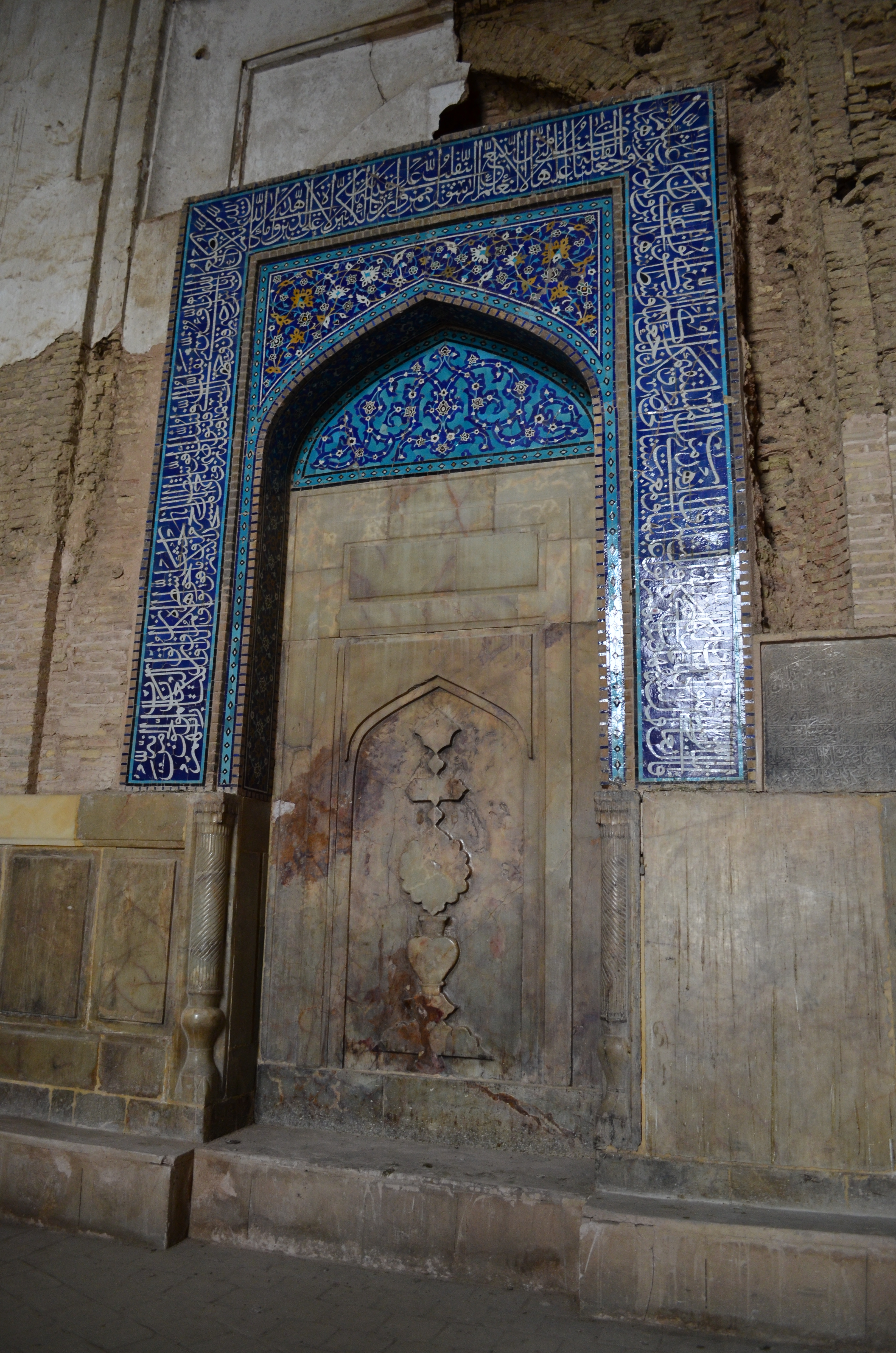
محراب گنبد نظام‌الملک
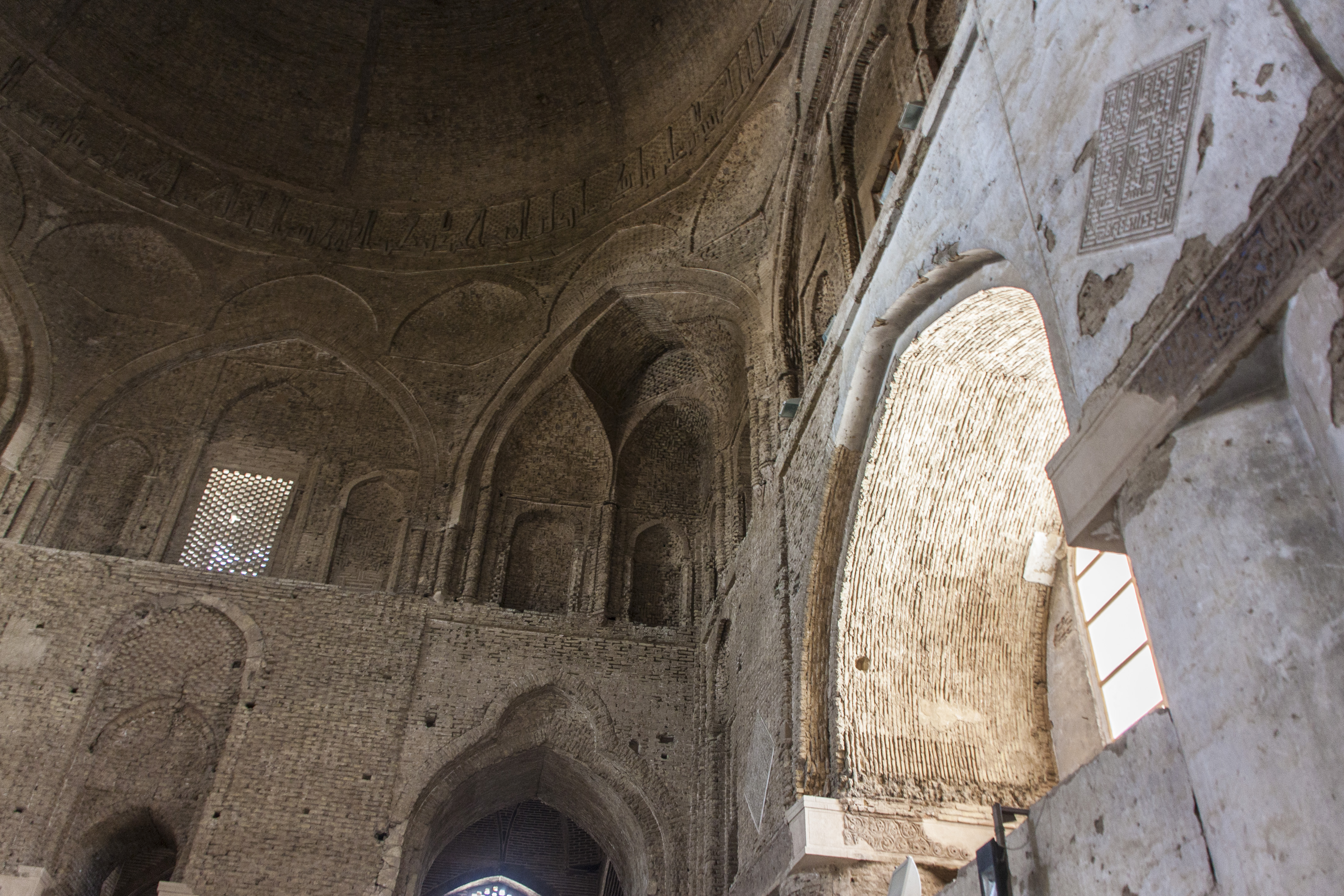
دیوار شمالی گنبد نظام‌الملک
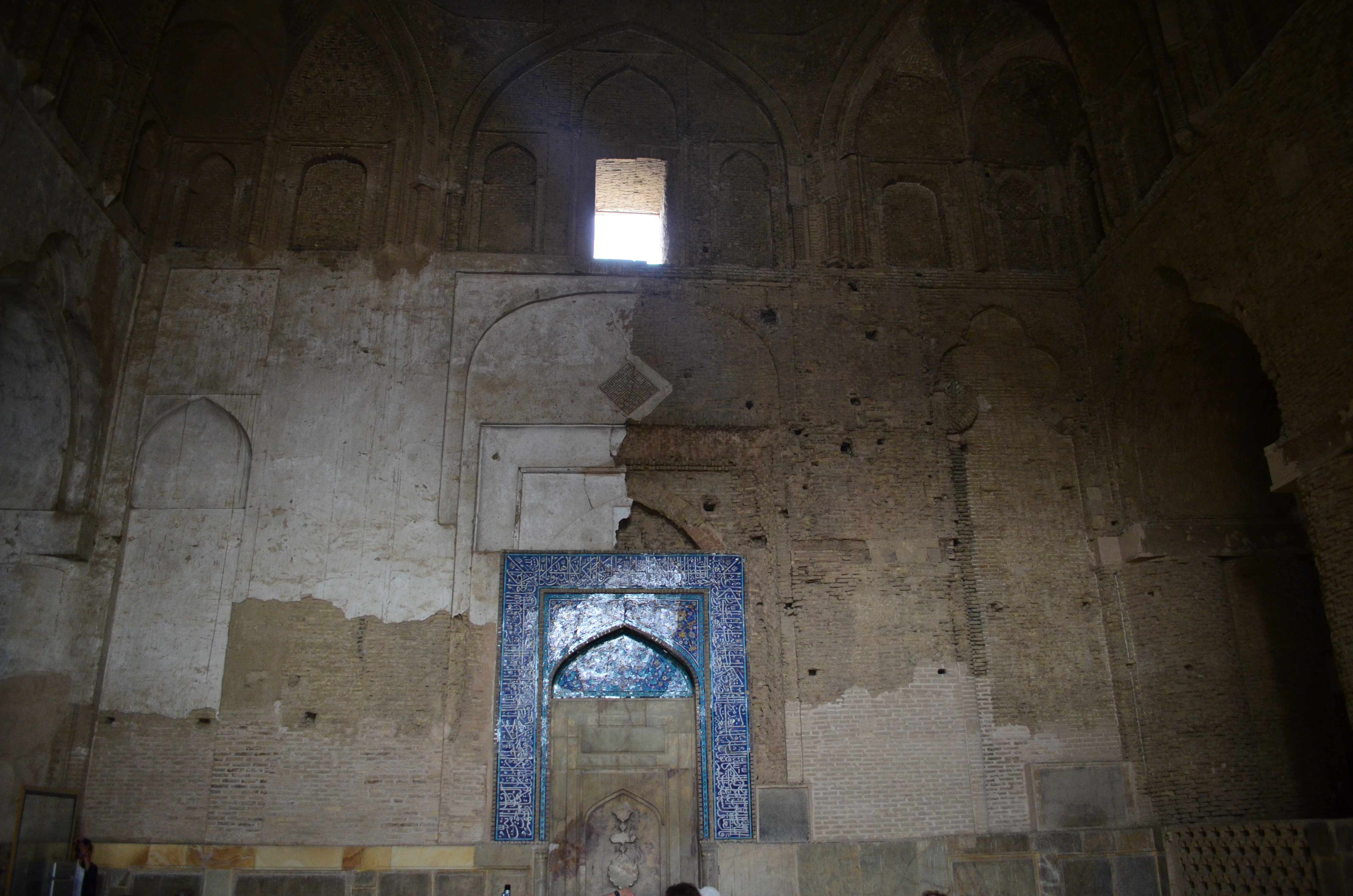
بنای محراب و دیوار جنوبی گنبد

شبستان صفوی در جنوب غربی مسجددر انتهای قسمت جنوب غربی مسجد، شبستان صفوی قرار گرفته‌است. کارشناسان معتقدند شبستان بر روی بقایای آثار دورهٔ تیموری ایجاد گشته‌است. این شبستان از جانب غرب یه دیوار اولیهٔ می‌رسد، از جانب جنوب به کوچهٔ پشت مسجد، غرب به کوچهٔ بواسحاقیه و از شمال به راهروی غربی ختم می‌شود. این فضا به دو قسمت تقسیم شده‌است. قسمت شرقی از ستون‌های بسیار به صورت مربعی و شطرنجی و ۲۸ چشمه در سقف تشکیل شده‌است. قسمت دوم آن نیز از ۶ طاق با دهانهٔ ۹ متری، ۷ چشمهٔ باریک روی طاق‌ها و به صورت باریک ایجاد شده‌است. در کاوش‌های باستان‌شناسی معاصر ستون‌هایی از آن به دست آمد که مربوط به دورهٔ آل‌بویه بود. در بخش شمالی این شبستان در زیبایی به صورت تزئینات گره‌چینی قرار گرفته‌است. روی محراب این شبستان که از جنس مرمر است اشعاری نوشته شده‌است:
| مصطفی شد شه علم آن مملکت را در علی است |  | چون دهندت راه در این شهر علم از در درآ |
| از در اهل صفا روی مگردان ای دل         |  | راه دور است از این در به خدا نزدیک است |

خطوط و کتیبه‌های چهلستون‌های گنبد نظام‌الملک
- چهلستون‌هایی در دو طرف گنبد خواجه نظام‌الملک قرار دارد که مربوط به دوران سلجوقیان است و در دوران ملکشاه ساخته شده‌است. این چهلستون‌ها در دوران بعد دچار تغییر و تحولات بسیاری شده‌اند و تا حدودی با گچ‌بری پوشانیده شده‌اند. تنها قسمتی از آن‌ها که مشخص است، دارای خطوط و کتیبه‌هایی است که از دوران صفوی به جای مانده و این خطوط در چهلستون شرقی گنبد نظام‌الملک است. به عبارتی جای چند چراغ گچی روی ستون‌ها از دورهٔ سلجوقی باقی مانده که کنار یکی از آن‌ها نوشته شده‌است:

| بهتر بود بنزد فقیران ز باغ و راغ |  | در کنج مسجدی که بسوزند چون چراغ |

در غرب گنبد نظام‌الملک یک چهلستون از دورهٔ سلجوقیان باقی مانده که محرابی از جنس مرمر دارد و با عبارت «قال النبی صلی الله علیه و آله و سلم انا مدینه العلم و علی بابها» تزئین شده‌است. در قسمت جنوب غربی مسجد چهلستون دیگری است که مربوط به دوران شاه عباس اول است. چهلستون مذکور محرابی از جنس مرمر دارد و در دو طرف آن به خط ثلث عباراتی به صورت برجسته نوشته شده‌است.
- توبه‌نامهٔ طهماسب: در جانب راست محراب توبه‌نامهٔ شاه طهماسب صفوی بر یک لوح سنگی به خط ثلث و به صورت برجسته نوشته شده‌است. در ضلع شمالی گنبد نظام‌الملک در طرفین شرقی و غربی دو لوح مربعی مورب موجود است. لوح شرقی به خط بنایی ساده سورهٔ انشراح را گچ‌بری کرده‌است. لوح غربی شامل آیه ۱ تا آخر آیهٔ ۴ سورهٔ دهر می‌شود.[۱۶۵]
- منع ورود امرا و مقربان پادشاهی به خانه و کاشانه مردم: در ضلع غربی گنبد نظام‌الملک، روی یکی از دیوارهای بلندی که چهلستون و گنبد را بهم متصل می‌کند لوح سنگی به خط ثلث برجسته و به طول یک متر و عرض ۷۲ سانتی‌متر نصب شده‌است. قسمت پایینی این لوح که احتمالاً تاریخ ساخت اثر در آن ذکر شده بوده از میان رفته و موجود نیست، اما از منابع اینچنین برداشت می‌شود که مربوط به دورهٔ شاه طهماسب صفوی است.[۱۶۶]

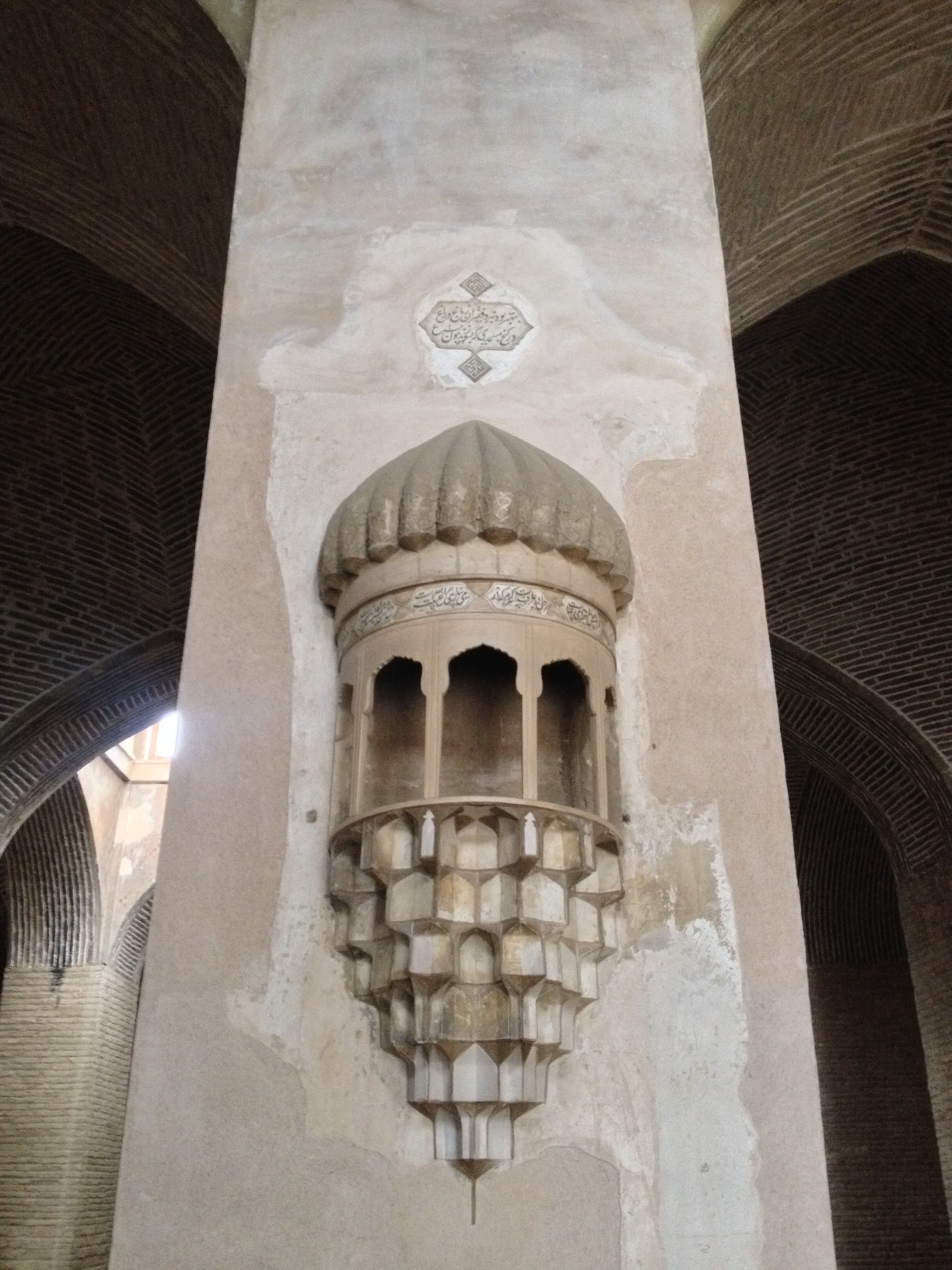
چراغ چهلستون ضلع جنوبی
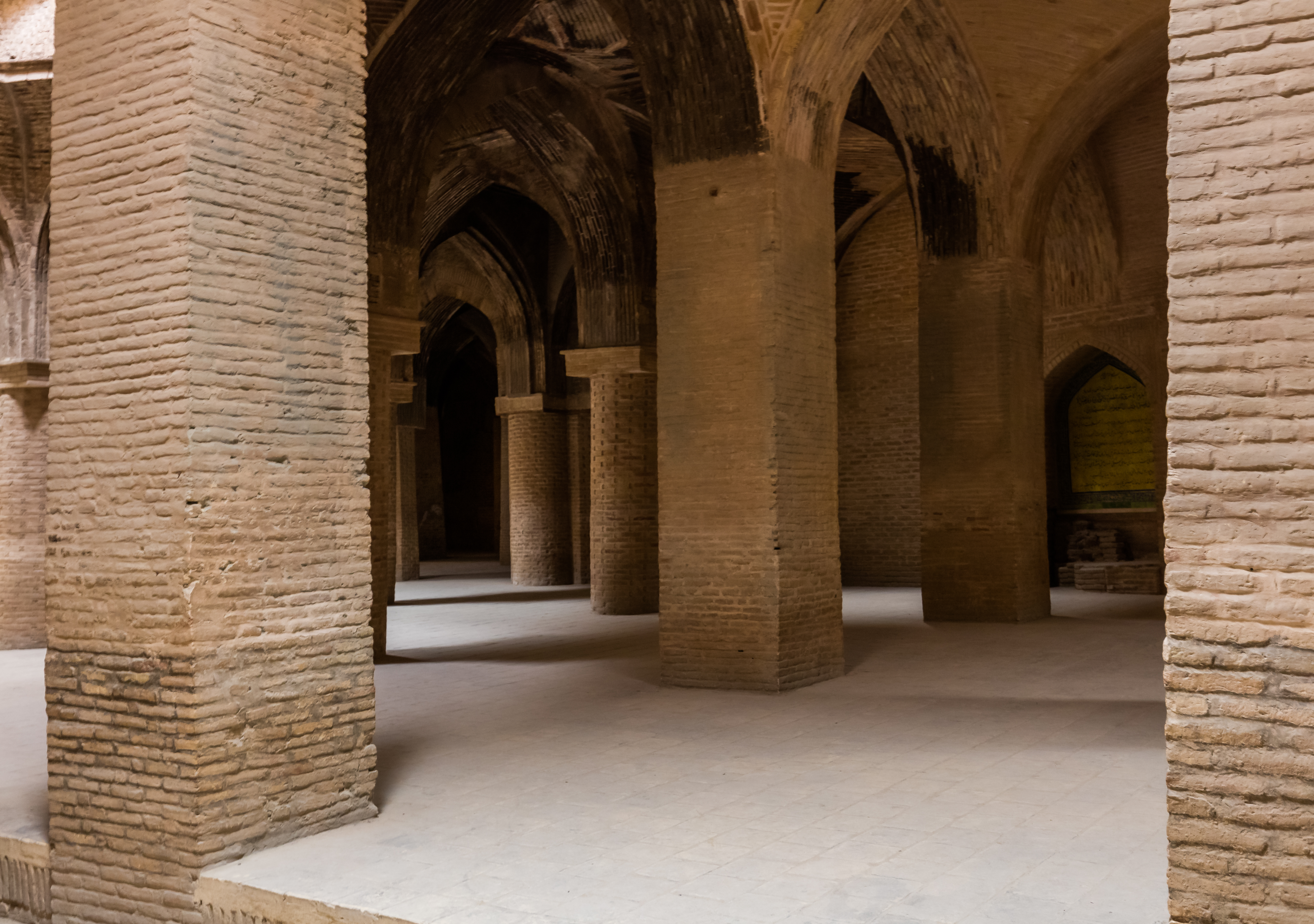
چهلستون ضلع جنوبی
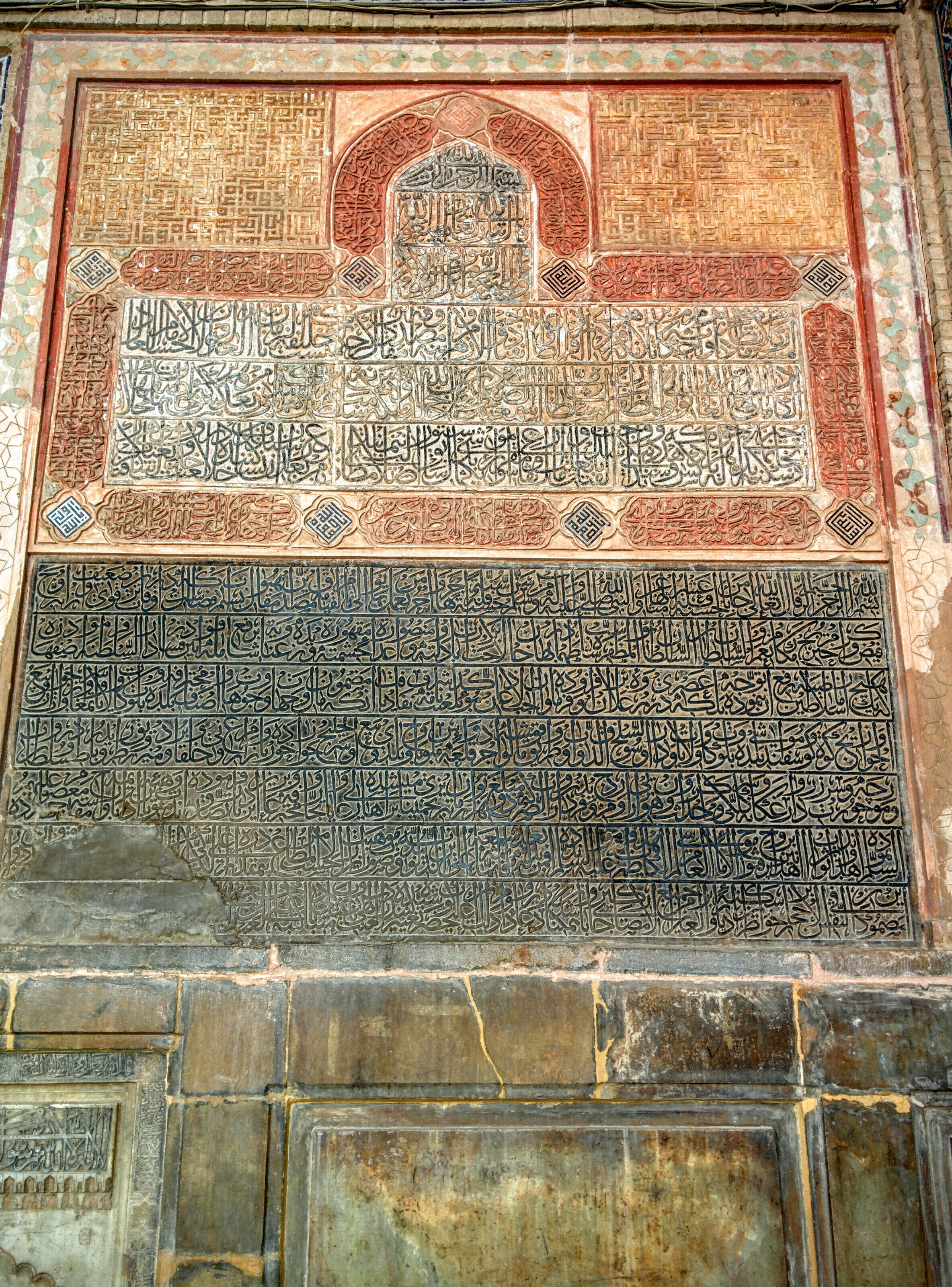
کتیبهٔ شاه طهماسب، مبنی بر بخشش مالیات‌ها

مناره‌ها
گابریل معتقد است مناره‌های اطراف ایوان جنوبی، قدمت بسیاری ندارد و بررسی مقیاس، جزئیات و تناسب آن نشان می‌دهد که همانند مناره‌های مسجد جامع عباسی است، پس تاریخ ساخت آن هم نباید خیلی قبل‌تر از دورهٔ صفوی باشد. ایوان جنوبی و مناره‌های آن در طول زمان دچار آسیب‌های جدی شده‌بودند که در سال ۱۳۲۸ ه‍.ق/ ۱۹۴۹ م مرمت و با کلاف‌های فلزی محکم شد. کتیبهٔ مناره‌ها در دو طرف ایوان جنوبی بنا شده‌است و از جمله بناهایی است که در دورهٔ اوزون حسن آق‌قویونلو در زیر مقرنس‌های هر دو مناره بر زمینهٔ فیروزه‌ای و به خط کوفی نوشته شده‌است.

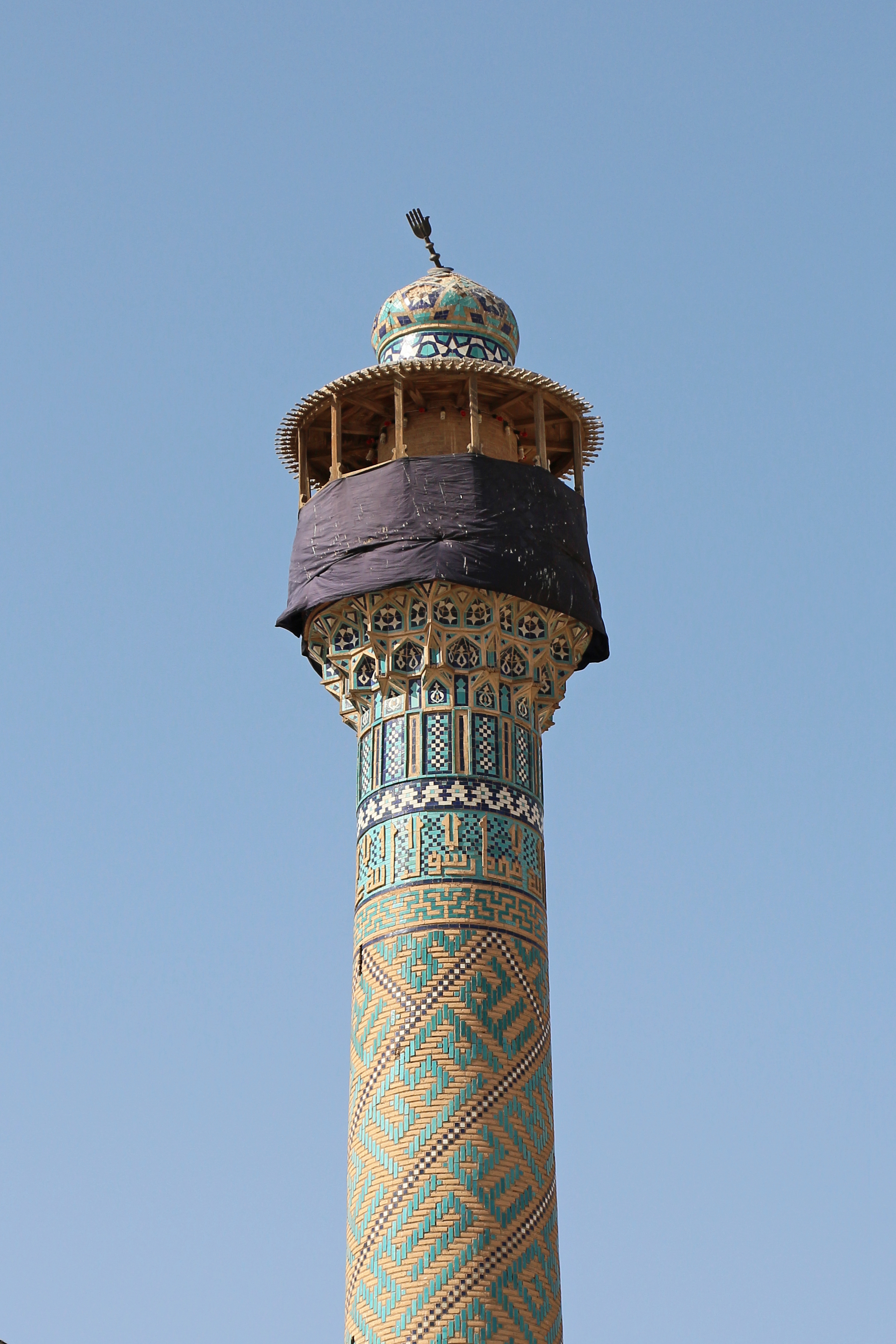
مناره ضلع جنوبی
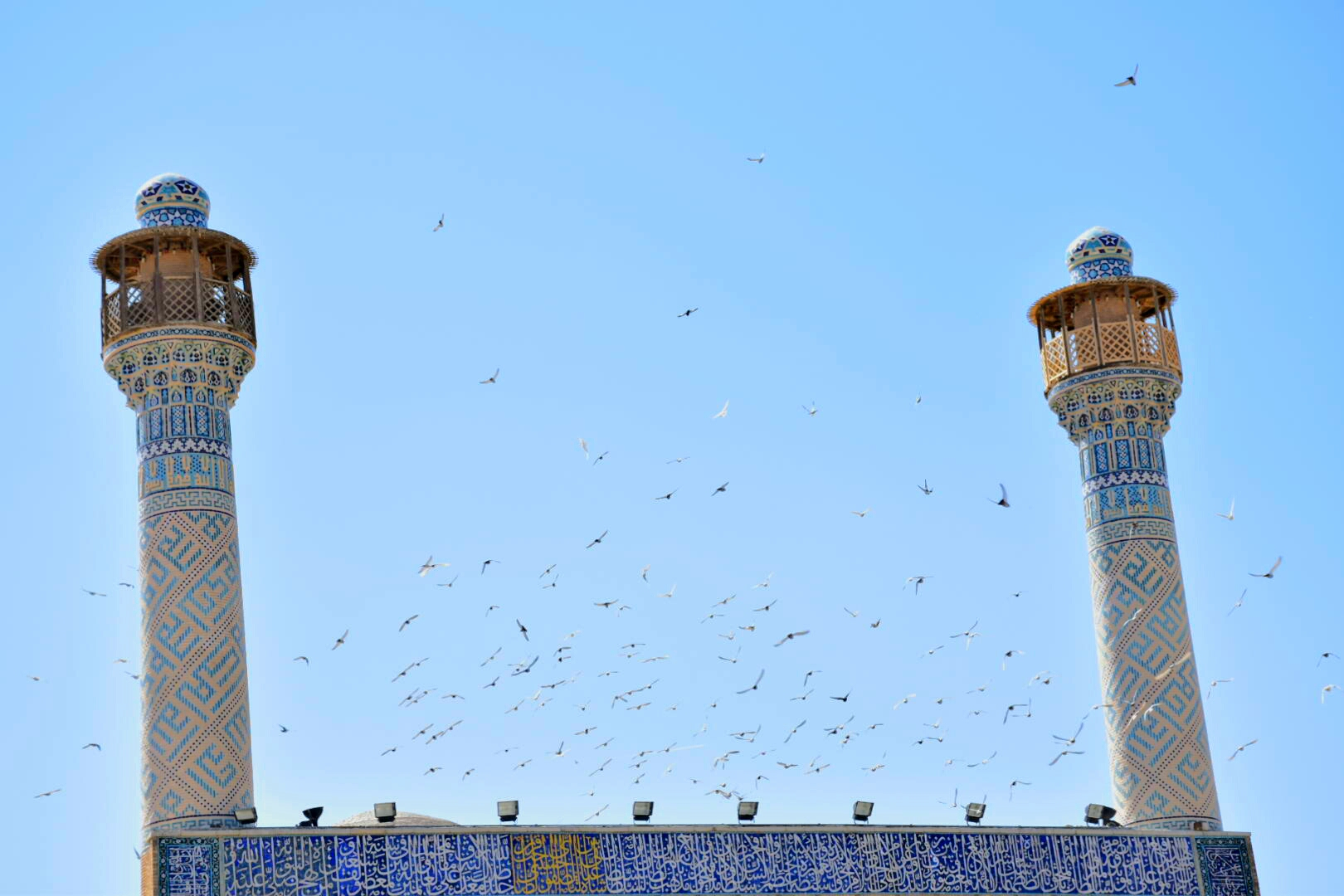
مناره‌های ضلع جنوبی

#### ایوان صاحب

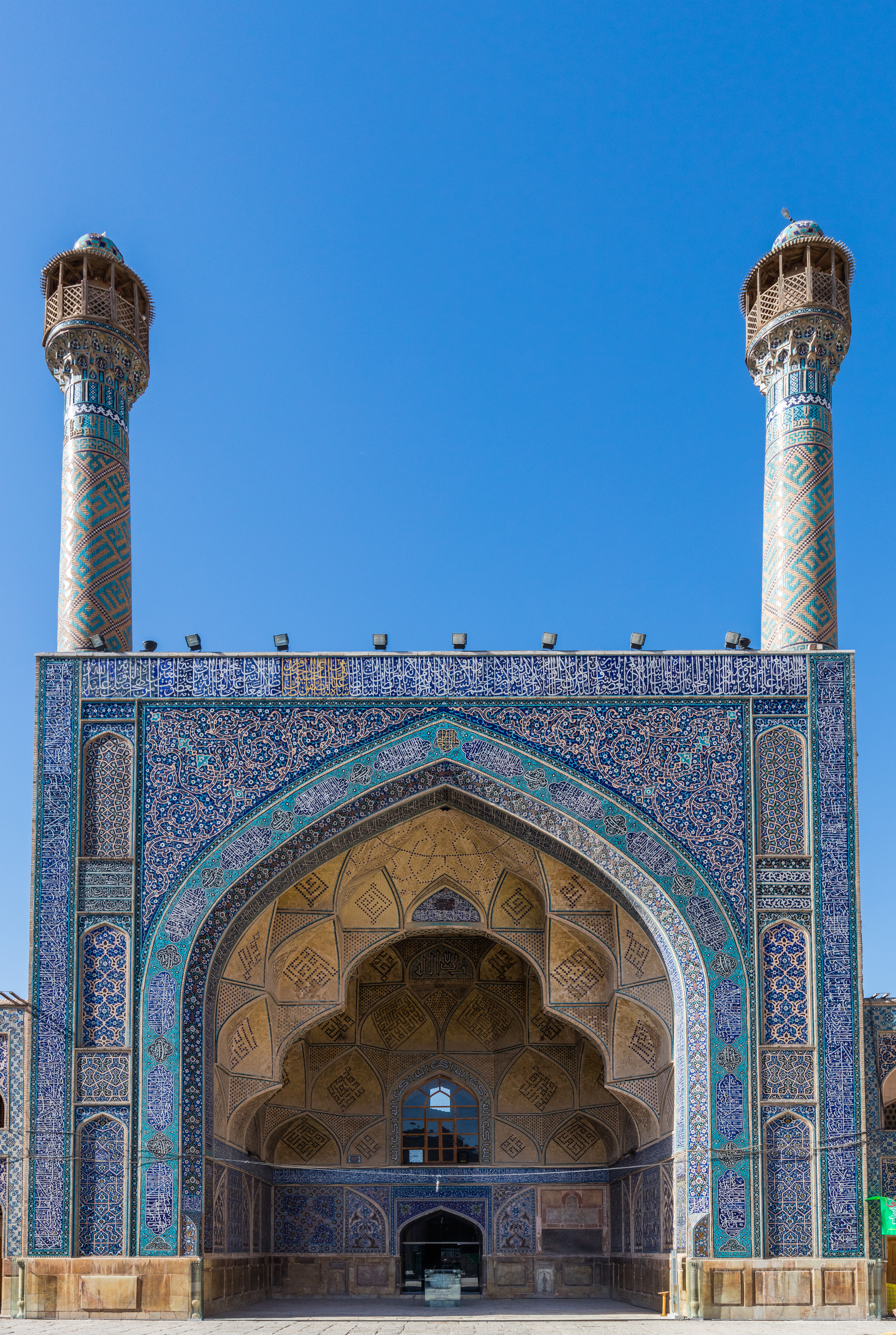
ایوان صاحب واقع در ضلع جنوبی

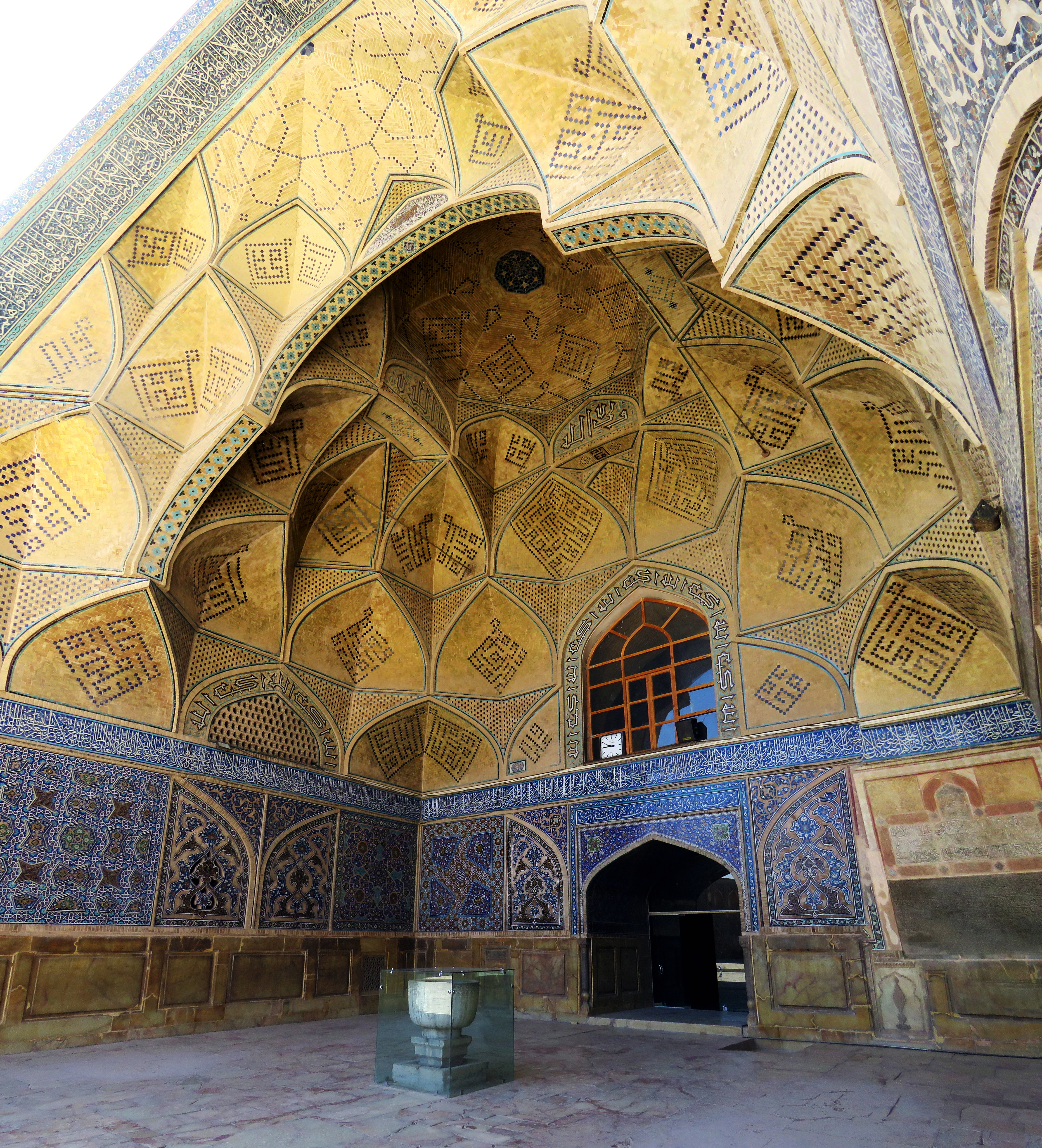
نمایی از داخل ایوان صاحب

ایوان صاحب به ابعاد ۱۳/۸۰ × ۱۳/۵۰ متر در ضلع جنوبی واقع شده‌است. نام این ایوان از نام صاحب بن عباد — ادیب، نویسنده، شاعر و وزیر شیعه‌مذهب دربار رکن‌الدوله دیلمی — گرفته شده‌است که در این مکان تدریس می‌کرد. او در سال ۳۸۵ ه‍.ق در ری درگذشت و جسدش را به اصفهان انتقال داده و در منزلش به خاک سپردند. مردم پس از گذشت چندین سال همچنان مقبرهٔ او را که در محلهٔ طوقچی است زیارت می‌کنند. در دورهٔ شاه طهماسب، کاشی‌های معرق بسیاری در نمای خارجی این ایوان به کار رفت که از طرح‌ها و رنگ‌های مختلف تشکیل شده‌بود، اما بنای اصلی این ایوان به سبک رازی است. در داخل مقرنس‌های صفهٔ صاحب، عبارت‌هایی به خط بنایی مشکی بر زمینهٔ شطرنجی آجری حک شده‌است که تعدادی از آن‌ها اسامی خداوند است. روی دیوار جنوبی صفهٔ صاحب یک صفحهٔ کاشی‌کاری‌شده موجود است که دقیقاً قرینهٔ الواح شاه طهماسب و اسماعیل است. بالای کتیبهٔ کاشی‌کاری — که به خط کمال‌الدین حسین حافظ هروی است — نام یکی از استادان بر لوحه‌ای شش‌ضلعی در کتیبه‌ای مستطیلی بر زمینهٔ لاجوردی نوشته شده‌است.
- لوح‌های هلال خارجی صفهٔ صاحب: لوح‌های خارجی صفهٔ صاحب از دو قسمت تشکیل شده‌است. الواح مستطیل‌شکل که به خط ثلث سفید معرق بر زمینهٔ کاشی لاجوردی است و دستهٔ دوم که الواح چهارضلعی (دایره‌ای مانند) و لوح‌های مستطیلی کوچک‌تر هستند؛ هر کدام از این لوح‌ها در بین دو لوح دستهٔ اول قرار دارد و خط آن نستعلیق است بر کاشی مشکی. این لوح‌ها از هلال غربی ایوان و از پایین به بالا آغاز می‌شود.[۱۷۰]
- کتیبهٔ اوزون حسن: کاشی‌کاری معرق این قسمت مربوط به دوران پادشاه سلسلهٔ آق‌قویونلو بوده‌است. این کتیبه حاکی از اقدامات اوزون حسن آق‌قویونلو در سال ۸۸۰ قمری برای تعمیر و ترمیم مسجد جامع اصفهان است. او دو مناره به ارتفاع ۳۵ متر ساخت و کف ایوان و ازاره‌های آن را با سنگ‌های مرمر تزئین کرد و کتیبه‌ای در این خصوص در قطعه‌ای مثلثی شکل و زمینه‌ای لاجوردی به خط ثلث نگاشت.[۱۷۱]
- کتیبهٔ هلال: این کتیبه در صفهٔ صاحب به خط ثلث بر زمینهٔ کاشی لاجوردی در سال ۹۳۸ ه‍.ق نوشته شده‌است. در ابتدا آیهٔ اول تا هشتم سورهٔ اسراء و در آخر سال تحریر حک شده‌است.[۱۷۲]
- کتیبهٔ شاه عباس ثانی: کتیبهٔ مناره‌ها در دو طرف ایوان جنوبی بنا شده‌است و از جمله بناهایی است که در دورهٔ اوزون حسن آق‌قویونلو در زیر مقرنس‌های هر دو مناره به خط کوفی نوشته شده‌است.[۱۷۳]
- سلطان صاحبقران: کتیبه‌ای به صورت افقی در صفهٔ صاحب است که به خط ثلث بر زمینه‌ای لاجوردی در سال ۱۰۷۰ ه‍.ق نوشته شده‌است. این کتیبه مربوط به دوران شاه عباس دوم است و در آن نام شاه هم «صاحبقران» ذکر شده‌است.[۱۷۴]
- کتیبهٔ سنگفرش: بر دیوار سمت جنوبی سردر مجلسی لوحی به طول ۶۳ سانتی‌متر و عرض ۴۳ سانتی‌متر موجود است که از جنس مرمر است و اشعاری به خط نستعلیق و قلم محمدقلی در سال ۱۰۸۴ ه‍.ق بر آن حک شده‌است. این کتیبه اطلاعاتی حاکی از سنگفرش شدن مسجد به ما می‌دهد.[۱۷۵]
- کتیبهٔ سنگاب صفه: این کتیبه در سال ۱۱۰۲ ه‍.ق توسط استاد امین ایجاد شده و در زیر ایوان صاحب که قطر دهانهٔ آن ۷۰ سانتی‌متر است قرار دارد. کتیبهٔ مذکور از سنگ پارسی ساخته شده و اطرافش به خط نستعلیق به صورت برجسته حکاکی شده‌است.[۱۷۶]
- کتیبهٔ آب مباح مسجد: در سال ۱۳۴۰ شمسی که مجراهای زیرزمینی مسجد لایروبی شد لوحی سنگی به طول ۱۲۱ سانتی‌متر و عرض ۸۳ سانتی‌متر روبروی محراب ضلع جنوبی پیدا شد. در این لوح نوشته شده‌است که در زمان شاه طهماسب اول مسئول این قسمت «امیر اصلان بن رستم سلطان لَله افشار ارشلو» به همراهی شاهزاده احمد میرزا در شهر اصفهان نهری حفر کردند که آب مسجد جامع را از طریق آن آب مباح تأمین کنند و آن را در راه خدا وقف مسجد کردند. در زیر همین لوح اشعار دیگر نوشته شده که متأسفانه قسمت‌هایی از آن به مرور زمان از بین رفته و تنها قسمت‌هایی باقی مانده‌است:[۱۷۷]

| آفاق بفر شاه دین‌دار جهان‌جو      |  | چون صورت مینا شده و روضه مینو |
| برخاک درش سجده کنانند چو خورشید |  | .............. رخ بنهد رو     |
| از رود صفاهان به سوی مسجد جامع  |  | ........... روان کرد یکی جو   |
| تاریخ…........... گفت           |  | آب ملک اصلان بیک سلطان ارشلو  |

### ضلع غربی
ایوان ضلع غربی با تخریب ستون‌هایی که متعلق به دورهٔ عباسی بود و در قرن ششم ه‍.ق ساخته شد. البته قسمت غربی آن به دیوارهای خشتی قرن سوم ه‍.ق می‌رسد. ایوان، اساسی سلجوقی دارد و سقف آن همانند ایوان جنوبی از مقرنس‌های درشت ساخته شده‌است. در ابتدای قرن دوازدهم ه‍.ق در دورهٔ شاه سلطان حسین، داخل و خارج آن با خطوط بنایی و کاشی‌های مختلف تزئین و از صورت سادهٔ سلجوقی خارج شد. در قسمت جنوب ایوان، شبستان بزرگ و کوچک مسجد قرن نهم ه‍.ق باقی مانده‌است. شمال این ایوان با کاشی‌های نفیس قرن نهم ه‍.ق تزئین شده‌است.
شبستان کوچک دیگری از عهد الجایتو ایلخان در این قسمت واقع شده که محراب آن دارای گچ‌بری‌های ارزنده‌ای است و این گچ‌بری‌ها شامل گل، بوته و کتیبه‌های ترکیب شده‌است و در وسط آن کتیبه‌ای تاریخی قرار دارد که نام الجایتو، وزیر دانشمندش و تاریخ ساخت اثر به سال ۷۱۰ ه‍.ق در آن بیان شده‌است.
در آخرین قسمت این ساختمان شبستان بزرگی مربوط به دورهٔ سلطان محمد پسر بایسنقر تیموری واقع شده‌است، که سال ساخت آن در کتیبه‌ای قرن هشتم ه‍.ق ذکر شده‌است. جدا از سبک معماری ساختمان، مرمرهای شفاف و درخشانی در طاق این شبستان به کار رفته‌است که آن را از فضای تاریک خود دور می‌کند و به آن روشنایی و جلوه می‌بخشد. این شبستان دارای ۱۸ چشمه طاق است.

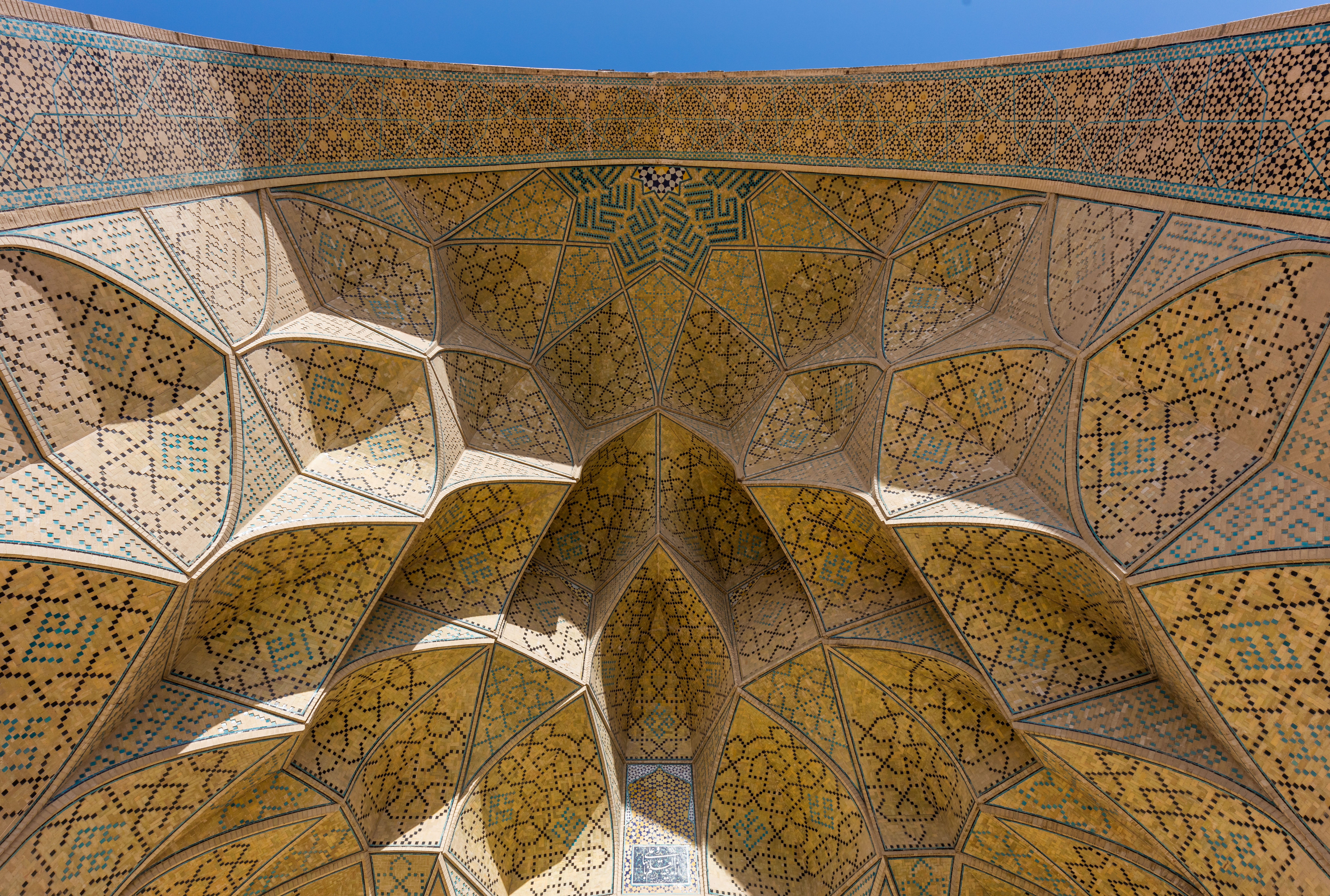
سقف ایوان غربی
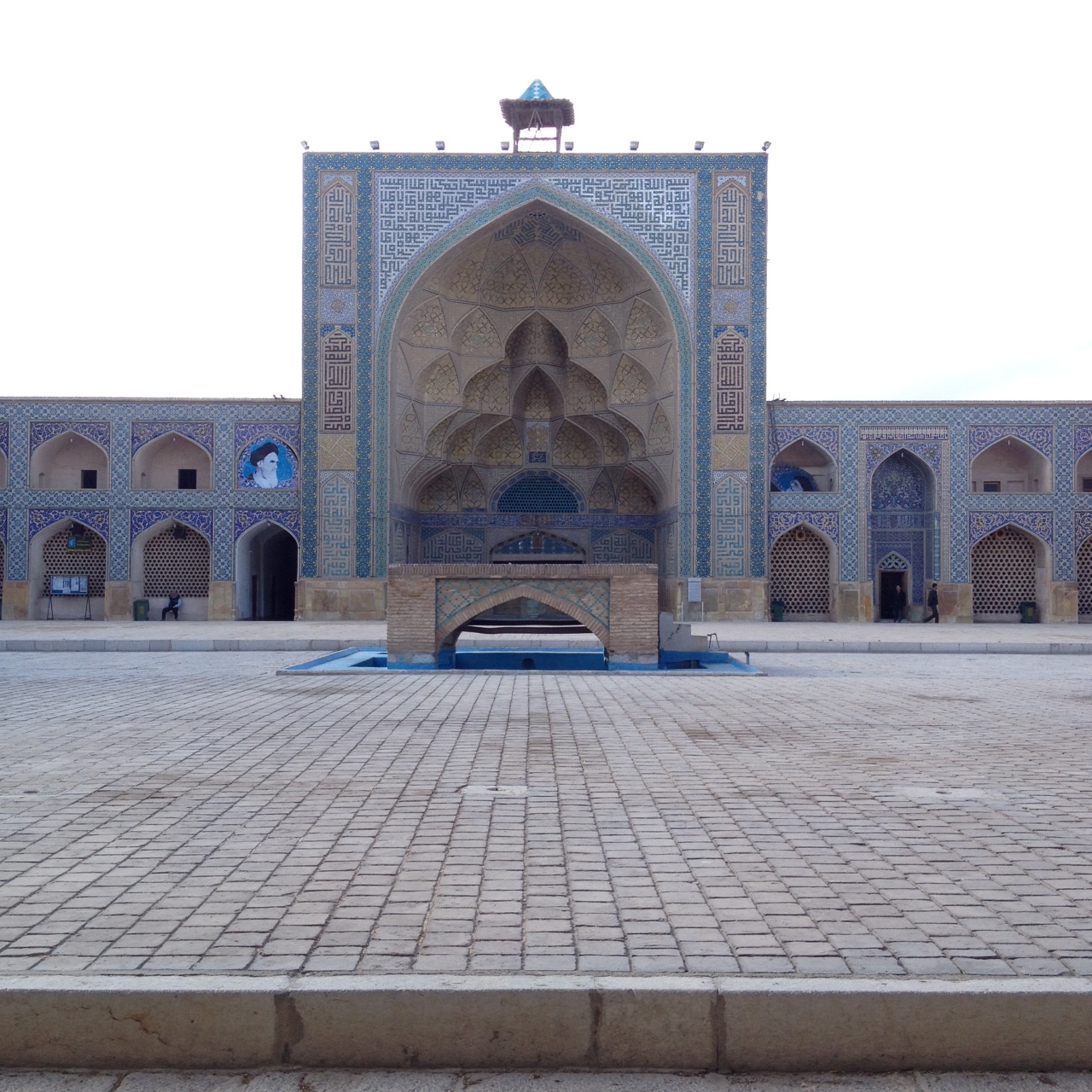
ایوان ضلع غربی
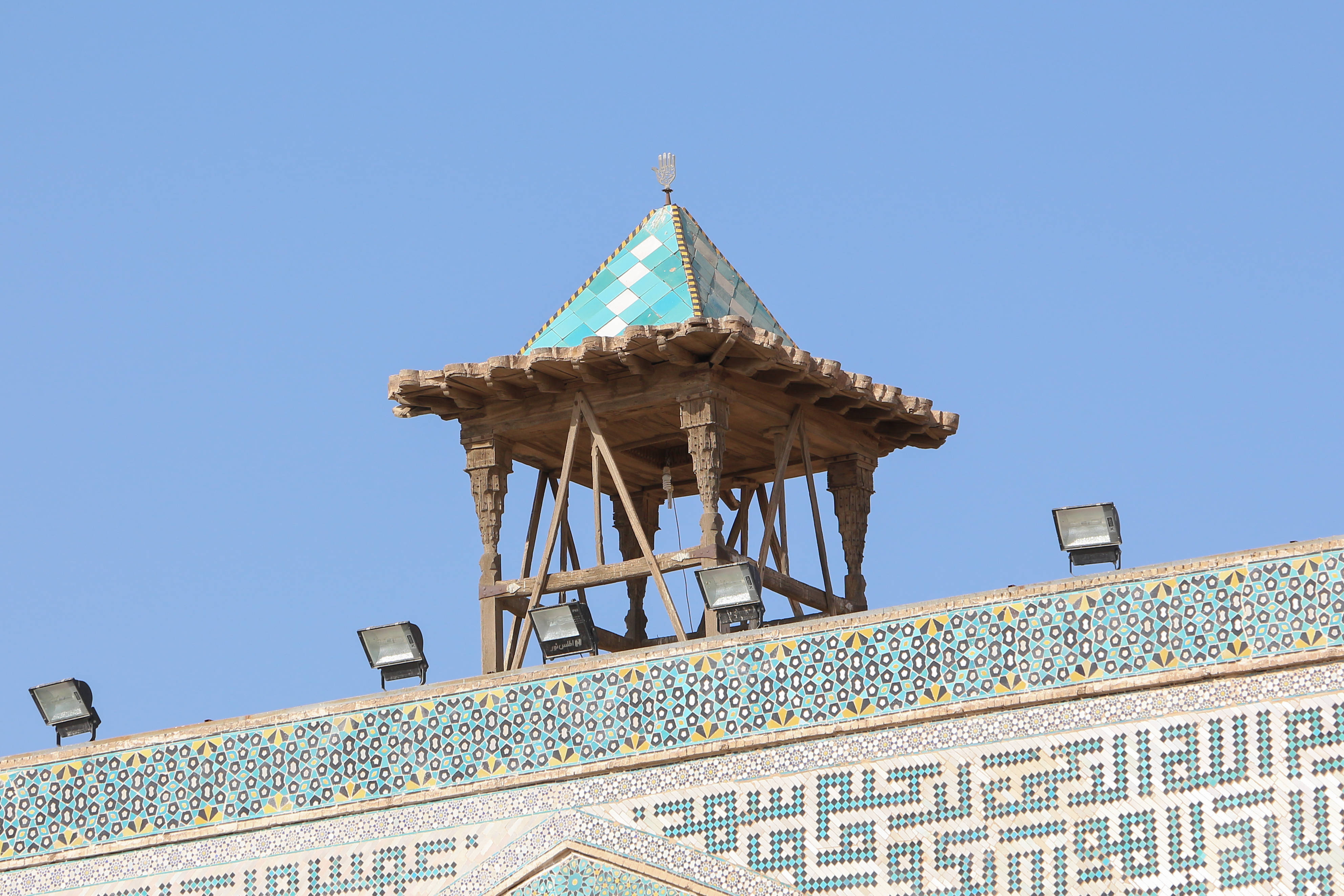
بنای ایوان غربی

#### ایوان استاد
ایوان غربی به طول و عرض ۱۲ متر با طاق‌های گهواره‌ای و مقرنس‌های درشت ایجاد شده‌است. این ایوان به «صفه استاد» معروف بوده‌است که این نام به زمانی بازمی‌گردد که استادی این ایوان را به «سبک رازی» بنا کرده و شاگردش نیز ایوان شرقی را ساخته‌است؛ به همین خاطر مردم این دو ایوان را به نام صفه استاد و شاگرد می‌شناسند. داخل و خارج این صفه در دوران شاه سلطان حسین صفوی با نقوش، خطوط و کتیبه‌های کاشی تزئین شده‌است. بالای این ایوان گلدسته‌ای برای اذان نیز ساخته شده‌است.
- کتیبهٔ شاه سلطان حسین: در این ایوان کتیبه‌ای معروف، مربوط به سلطان حسین صفوی است که در سال ۱۱۱۲ ه‍.ق به قلم علی‌نقی امامی ثبت شده‌است. این کتیبه به خط ثلث در زمینهٔ کاشی خشتی به‌رنگ لاجوردی نوشته شده‌است.[۱۸۲]
- محمد امین اصفهانی: محمد امین اصفهانی استاد کاشی‌کار این قطعه بوده‌است که نامش بر دیوار شمالی حک شده‌است. تابلو وی از چهار ترنج و یک مربع در وسط تشکیل شده‌است:[۱۸۳]

| چون نامه جرم ما بهم پیچیدند   |  | بردند و بمیزان عمل سنجیدند |
| بیش از همه کس گناه ما بود ولی |  | ما را به محبت علی بخشیدند  |

- شاه‌نشین ایوان استاد: شاه‌نشینی در دیوار مقابل ایوان استاد وجود دارد که در داخل، بالا و اطراف آن کتیبه‌هایی موجود است. کتیبهٔ داخل به خط ثلث و در زمینهٔ کاشی خشت لاجوردی نوشته شده‌است و به این خاطر که طولانی است قسمتی از آن بر دیوار شمالی شاه‌نشین و قسمتی دیگر بر دیوار جنوبی نگاشته شده‌است. در قسمت حاشیه‌ای سقف شاه‌نشین ایوان از آیهٔ اول تا آخر آیهٔ ۶ سوره دهر نوشته شده‌است.[۱۸۴]

بالای این شاه‌نشین پنجره مشبک بزرگی قرار دارد که از کاشی ساخته‌شده و در هلال خارجی این شاه‌نشین اشعار عربی و فارسی بسیاری در لوح‌های مجزا و به خط نستعلیق بر زمینهٔ کاشی خشت لاجوردی نوشته شده‌است:
- کتیبهٔ محراب ایوان: کتیبه‌ای در محراب ایوان استاد موجود است به خط ثلث و بر کاشی خشت لاجوردی که در سال ۱۱۱۲ ه‍.ق دوران شاه سلطان حسین صفوی نوشته‌شده‌است: «لا اله الا الله محمد رسول‌الله علی ولی‌الله حقا» و آیات ۱۰۹ و ۱۱۰ سورهٔ کهف و آیه ۳۹ آل‌عمران جز حکاکی‌های آن است.[۱۸۶][۱۸۷]
- لوح نستعلیق: در داخل مقرنس‌های دیوار مقابل ایوان روی کاشی کبود به خط نستعلیق نوشته شده‌است: «انا مدینة العلم و علیٌ بابها.» پنجرهٔ مشبکی زیر این عبارات قرار دارد که یازده لوح به خط نستعلیق بر زمینهٔ کاشی خشت لاجوردی یا طرح گل و بوته‌دار صلوات بر چهارده معصوم دارد و نام کاتب آن در لوح دوازدهم به همراه تاریخ ساخت، ۱۱۱۲ قمری، نوشته شده‌است. در دو قسمت پنجره مشبک در چهار مصرع، شعری به خط نستعلیق بر زمینهٔ کاشی خشت لاجوردی به نام محمد امین — استاد کاشی‌کار — نوشته شده‌است.[۱۸۸]
- کتیبهٔ حوضخانه: در ابتدای دالان حوضخانه کتیبه‌ای سنگی به خط نستعلیق در سال ۱۰۷۳ ه‍.ق نصب شده که در متن آن مشخصات واقف و وقف‌نامه آمده‌است.[۱۸۹]
- شاخص ظهر دیواری: دو کاشی لعاب‌دار فیروزه‌ای بین آجرهای کنارهٔ ایوان غربی قرار دارد که به هنگام سایهٔ دوم ایوان غربی، زمان اقامهٔ شرعی نماز ظهر مشخص می‌شود.[۱۹۰]

#### محراب اولجایتو
محراب الجایتو در شمال «ایوان استاد» واقع شده‌است. در قرن هشتم هجری ایلخانان دست به بازسازی اماکن مختلف می‌زدند و در همین زمان بناهایی عالی دارای گچ‌بری‌های بسیار ماهرانه ساخته شده‌است. البته ساخت طبقهٔ دوم نمای اصلی مسجد که رو به صحن قرار دارد هم در همین دوره و به دستور اولجایتو و به شیوهٔ رازی انجام شده‌است. محراب الجایتو جزو این نمونه‌هاست که اجزای آن با منطقی دقیق ترکیب شده‌است. این محراب دارای گچ‌بری، نقوش گیاهی و هندسی بسیار زیبایی است و بنابر کتیبه‌ای که بر لوح مرکزی طاق فوقانی آن قرار گرفته‌است. در ۷۱۰ ه‍.ق به کمک وزیر محمد ساوی و زیر نظر عضد بن علی ماستری ایجاد شده‌است. در سمت راست این محراب منبری قرار دارد که سال ساخت آن ذکر نشده و اطلاعاتی از آن در دست نیست اما زیباترین منبر منبت‌کاری شده موجود در کل بناست.
محراب الجایتو دارای چهار کتیبه است؛ در کتیبهٔ اول نام سلطان محمد خدابنده ذکر شده که برای احترام در قسمت بالا قرار دارد و سه کتیبهٔ دیگر هم آیات قرآنی، احادیث و اخبار را دربردارد که به خط ثلث نوشته‌شده‌اند. احتمالاً این کتیبه‌ها پس از آتش‌سوزی به مسجد اضافه شده و حاوی اطلاعاتی از ساخت محراب، محمد خدابنده و وزیرش محمد ساوی است.
- شبستان الجایتو: در زمان ساخت محراب شبستانی، در مقابل همین فضا قرار داشت که متعلق به قرن ۳ ه‍.ق بود و حدود ۵۰ سال بعد، این شبستان تخریب شده و فضایی ساده، بدون ستون ایجاد می‌شود.[۱۹۵][۱۹۶] گدار معتقد است ساختمان این شبستان مربوط یه دورهٔ مظفریان است و همانند بنای مدرسهٔ مظفری ساخته شده‌است. او سال اثر را مربوط به ۸۵۱ ه‍.ق و دوران قطب الدین شاه محمود مظفری می‌داند.[۱۹۷][۱۹۸][۱۹۹]
- در شبستان الجایتو: در ورودی اصلی شبستان که مقابل محراب قرار دارد، به حوضخانهٔ مسجد الجایتو ختم می‌شود و بر دو لنگه نصب شده حاوی عبارت‌های «و ان المساجد الله فلا تدعوا مع الله احدا صدق‌الله العظیم.» و «وقف کرد این درب را بر مسجد قربة الی الله تعالی استاد حسین بن استاد شاه میرزای…» به خط ثلث برجسته وجود دارد که به وسیلهٔ سید محمود نقاش در سال ۸۵۱ ه‍.ق نوشته شده‌است.[۲۰۰]

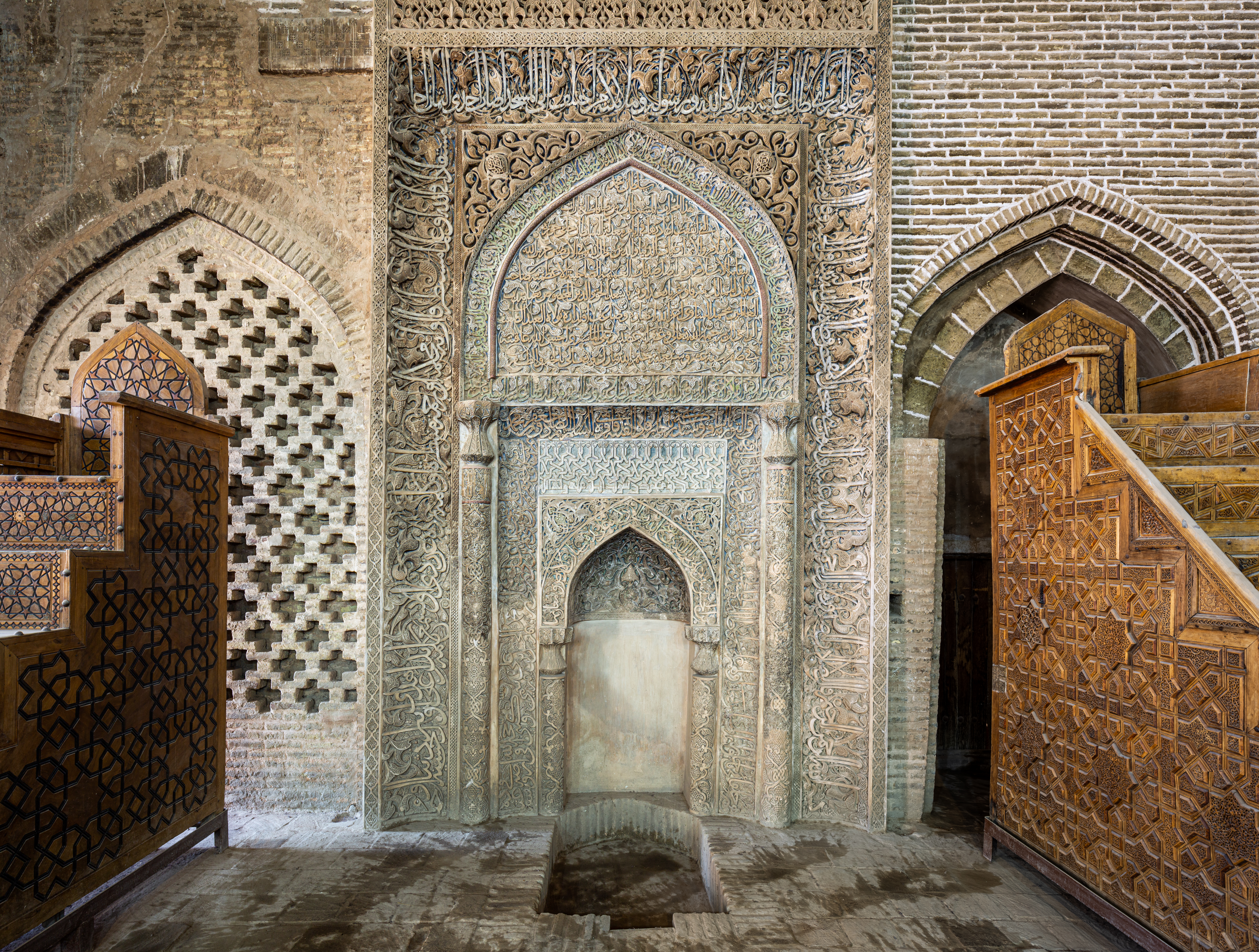
محراب الجایتو
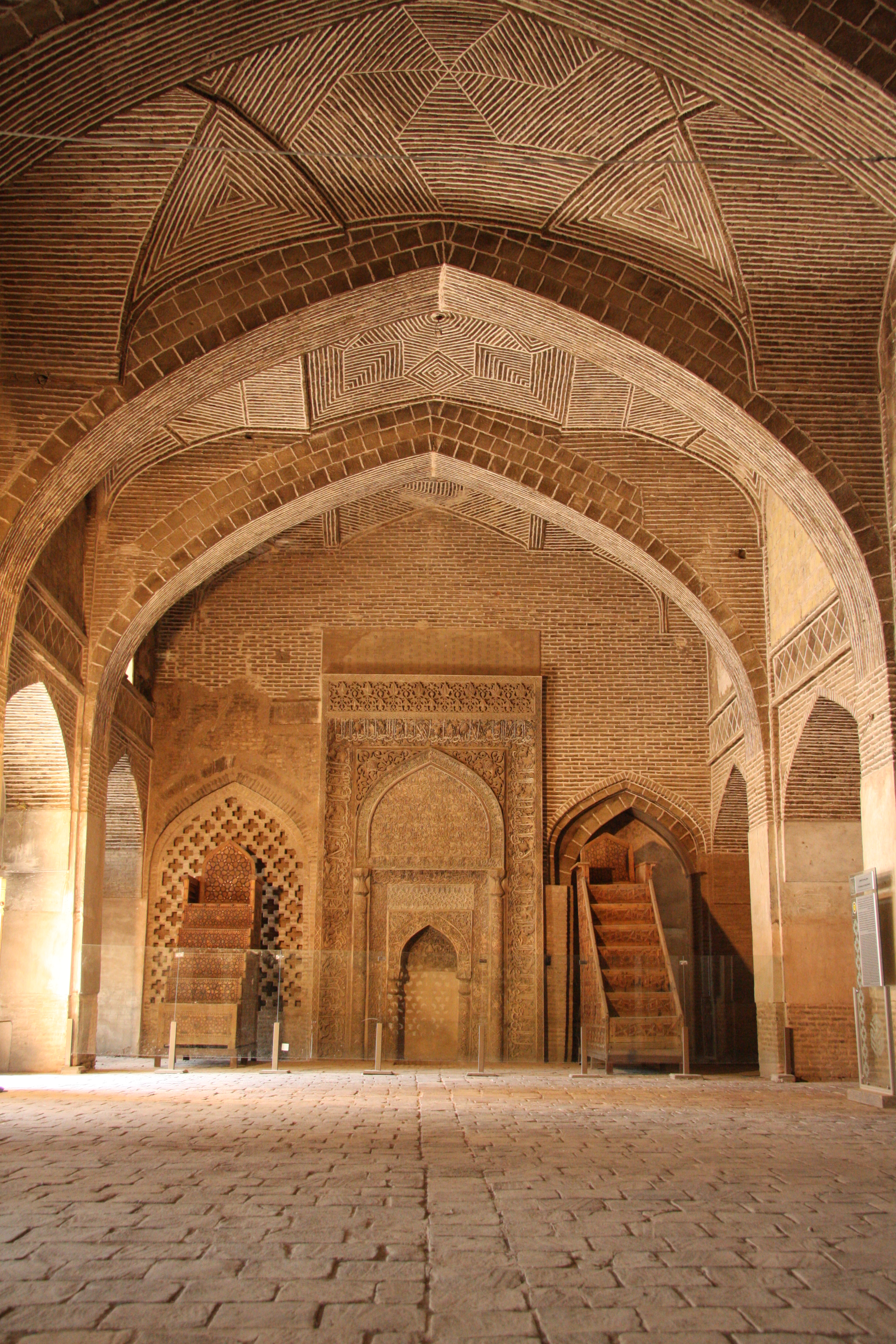
مسجد الجایتو
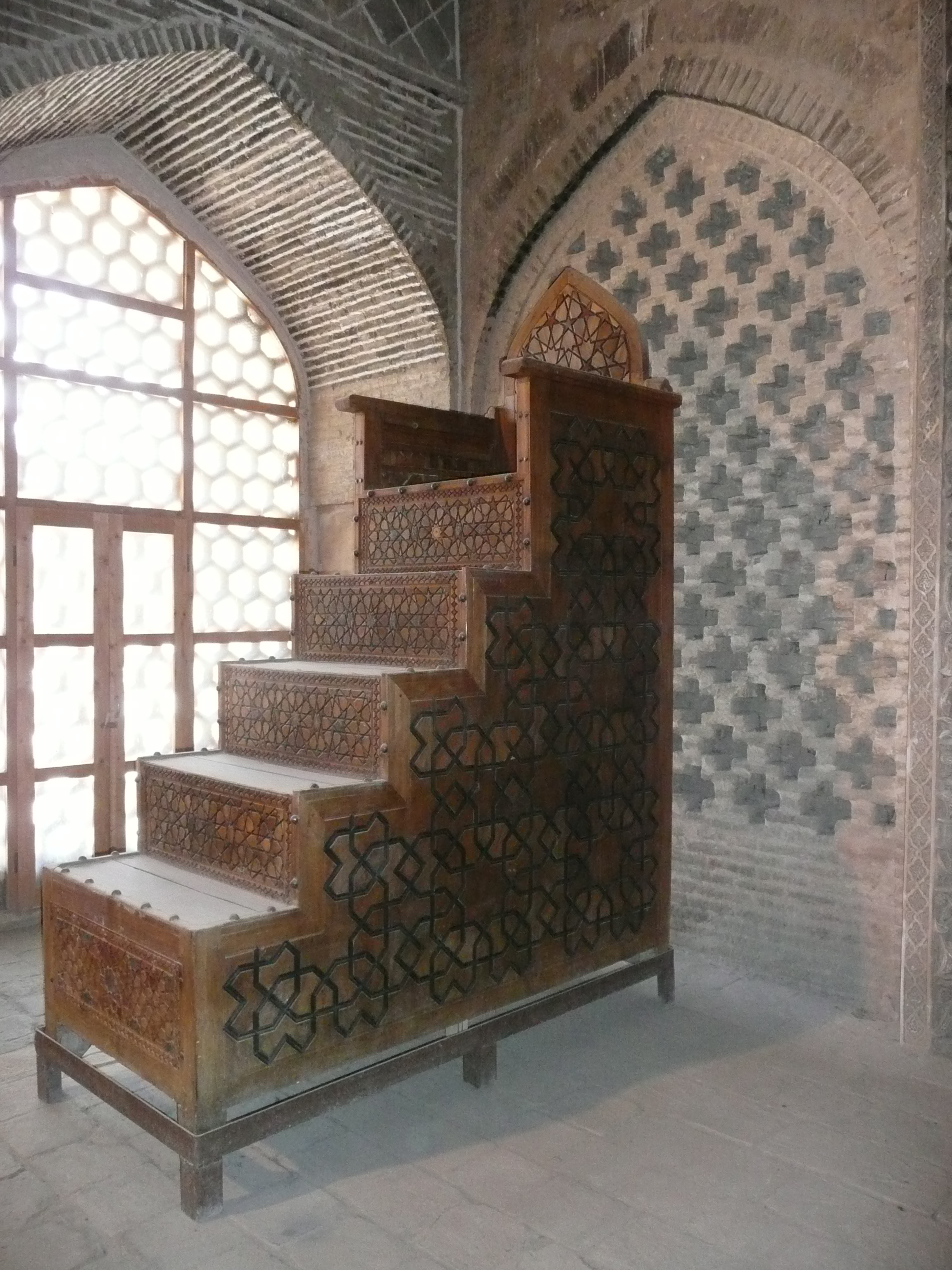
منبر مسجد الجایتو

#### بیت الشتاء عماد یا شبستان زمستانی

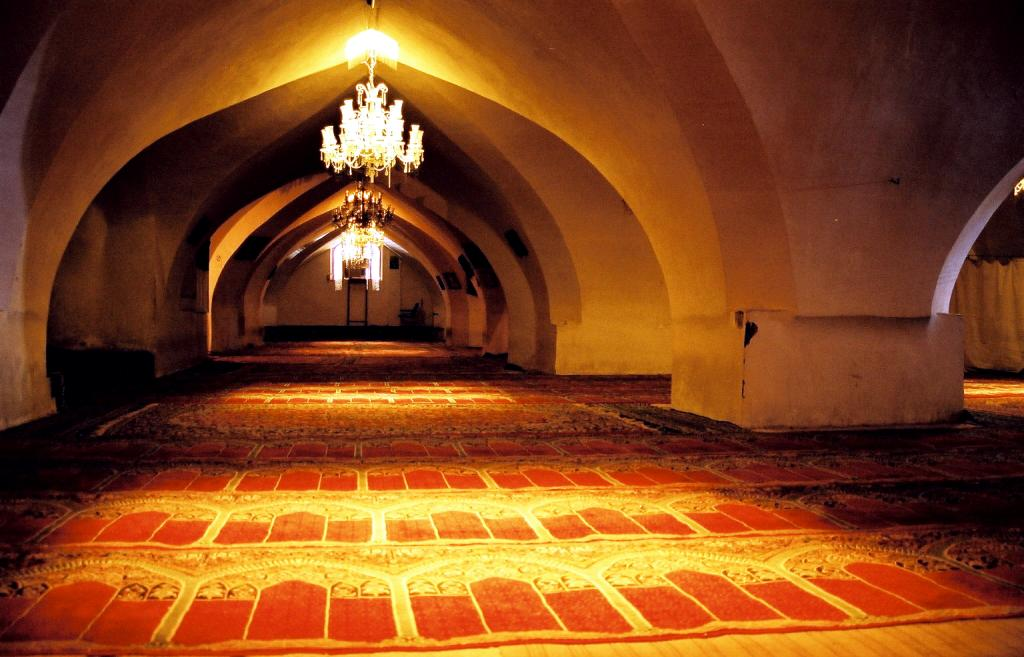
بیت الشتاء عماد

سلطان محمد بن بایسنقر بن شاهرخ که در دورهٔ تیموری حاکم اصفهان بود، دستور ساخت «بیت الشتاء» را داد. این بنا در ضلع غربی، پشت ایوان استاد، کنار شبستان الجایتو و به سبک رازی بنا شده‌است. طاق متقاطع باعث می‌شد حرارت داخل بنا از آن خارج نشود و بالعکس، در نتیجه در تابستان خنک و در زمستان گرم بود و همچنین پشت‌بام‌های مسطحی را به وجود می‌آورد که اجازه می‌داد گاهی نماز صبحگاهی در آن برپا شود. این شبستان همچون مدرسهٔ مظفری ساخته شده‌است. بنا دارای ستون‌های بسیار قطور، قوس‌های مغولی و سقف‌های خیمه‌ای شکل است و در میان هر یک از چشمه طاق‌ها، قطعه سنگ مرمری وجود دارد که برای روشنایی بیشتر فضا و دریافت نور خورشید به کار رفته‌است که برای ادای نماز در زمستان از آن استفاده می‌شده‌است و دارای ۱۸ طاق چشمه‌ای است. علت این پوشش بیشتر به دلیل جلوگیری از تبادل حرارت در زمستان بوده‌است. طول این شبستان ۵۰ متر و عرض آن ۲۵ متر است.
ورودی شبستان در قسمت جنوبی ایوان غربی قرار دارد در زمان ایلخان مغول، الجایتو برای آن دری دیگر ایجاد شد. این شبستان تزئین خاصی ندارد و با گچ پوشیده شده، اما به دلیل معماری خاصی که داراست ویژگی‌های مهمی نسبت به دیگر شبستان‌های ایران دارد. گدار معتقد است این شبستان در سال ۸۵۱ ه‍.ق به دست محمد فرزند بایسنقر از طریق تغییر نمای روبه‌روی صحن ایجاد شده‌است، اما در سال ۸۸۰ ه‍.ق در دوران اوزون حسن آق قویونلو این قسمت تزئین شده و همچنان هم پابرجاست.
- کتیبه سردر شبستان: سردری در شمال ایوان استاد قرار دارد. کاشی‌کاری این قسمت متفاوت با کاشی‌کاری دیگر قسمت‌هاست. ضلع غربی مسجد نمونه‌ای از کاشی‌کاری دوران تیموری مربوط به قرن نهم ه‍.ق را داراست و تفاوت عمده‌ای با کاشی‌کاری این سردر دارد. این کتیبه در زمینهٔ لاجوردی و به خط ثلث در سال ۸۵۱ ه‍.ق توسط سید محمود نقاش ایجاد شده‌است. در این کتیبه نام سلطان محمد بهادر فرزند بایسنقر، و بانی این مکان، عماد بن مظفر وَرزَنه‌ایی از سرداران محمد بهادر، نوشته شده‌است.[۲۰۸]

#### درِ مجلسی
دری در مسجد وجود داد که به خاطر نزدیکی به مقبرهٔ مجلسی به این نام خوانده می‌شود. در گوشهٔ شمال غربی مسجد بقعه‌ای قرار دارد که آخوند محمد تقی مجلسی و فرزندش محمدباقر مجلسی و البته چند نفر دیگر در آن به خاک سپرده شدند و به این خاطر این بقعه با نقاشی، ازاره‌های کاشی و آیینه‌کاری تزئین شده‌است. همچنین دو تصویر موجود در آن زیبایی‌اش را دوچندان کرده‌است. نقاشی توسط شخصی به نام ملا محمد باقر، طراحی و بر آیینه‌کاری نصب شده‌است. در شب‌های جمعه و ایام سوگواری این مکان جزو زیارت‌گاه‌های مهم است. حیاط آن به کوچه‌ای در شمال مسجد متصل می‌شود.
بر لنگه‌های این در مطالبی به قلم صحیفی جوهری نوشته شده‌است که شامل بخش‌هایی از آیات ۳۶ و ۳۷ سورهٔ نور است. کتیبه‌ای سنگی نیز بر سردر مقبره مجلسی وجود دارد. این دو کتیبه با مقرنس‌های گچی تزئین شده‌است و مضمون آن حاکی از تعمیر و بازسازی مقبره است و علت آن را حضور حجت بن الحسن در خواب مؤمنی در این مکان دانسته‌اند.

#### مسجد مصلی
این مکان که پشت دیوار غربی مسجد قرن سوم ه‍.ق قرار دارد فضایی سر باز برای ادای نماز است و ورود و خروج آن از طریق راهروی جنوبی ایوان غربی صورت می‌پذیرد. این مصلی الان به شبستانی زمستانی با طاق‌های مخصوص تبدیل شده و حالت اولیهٔ خود را از دست داده‌است، اما پیش از آن دیوارهای آجری و طاق‌های بلند داشته و در ضلع جنوبی آن محراب وجود داشته‌است. گالدیری در بررسی‌های خود به وجود این اجزا پی برده‌است که بر اساس نوع معماری و مصالحی که استفاده شده این مصلی را به دوران آل مظفر نسبت می‌دهند اما در واقع کتیبه یا نشانه‌ای که سال ساخت آن را مشخص کند وجود ندارد.

#### گاوچاه
این گاوچاه که در غرب مسجد واقع است از سمت شرق به شبستان الجایتو، از سمت جنوب به بیت‌الشتاء و از سمت شمال به وضوخانه می‌رسد. این محل در دورهٔ صفوی به مسجد اضافه شده‌است. این نقاشی روی دو طاق حک شده‌است و به دلیل اینکه هیچ تناسبی با دیگر نقاشی‌ها و تزئینات داخل مسجد ندارد، جذاب است. این نقاشی به صورت سنتی طراحی و ایجاد شده‌است؛ اما به سبک اروپایی است. تاریخ دقیق ساخت آن مشخص نیست، اما بنابر تاریخی که زیر اثر ثبت شده، سال ۱۱۹۹ ه‍.ق برای آن در نظر گرفته شده‌است.

### ضلع شرقی
دروازه‌ای در این قسمت قرار دارد که ورودی فعلی مسجد است و در سال ۱۲۱۸ ه‍.ق توسط محمدحسین‌خان صدر ترمیم شده. این قسمت دارای تزئیناتی از دورهٔ قاجاریه است و بر سردر آن نام فتحعلی شاه قاجار به چشم می‌خورد. سال ساخت این دروازه به‌درستی مشخص نیست اما اشخاصی همچون گالدیری و گدار معتقدند که این بنا در قرن ۸ ه‍.ق ایجاد شده‌است. ایوانی که در وسط این ضلع بنا شده از بیرون معماری سلجوقی و در واقع سبک رازی خود را حفظ کرده و از داخل هم دارای تزئینات و معماری دوران سلاجقه است. دیوار قسمت شرقی آن به همان دیوار خشتی قرن سوم ه‍.ق بازمی‌گردد. سقف مقرنس‌کاری‌شده آن نیز به دوران سلجوقی مربوط بوده که به‌خاطر تخریبی که به مرور زمان دچار آن شده در زمان صفوی دوباره ساخته شده‌است. در داخل این ایوان کتیبه‌ای کاشی‌کاری‌شده وجود دارد که تحولات و تعمیراتی که در دوران شاه شاه سلیمان صفوی در این بنا ایجاد شده را نشان می‌دهد. در شمال این ایوان، صفه، مدرسهٔ عمر و شبستان وسیعی وجود دارد که ۱۸ ستون دارد. این بنا مربوط به دورهٔ آل‌مظفر است، یعنی حدود قرن هشتم ه‍.ق و طاق‌های آجری‌شکل زیبایی دارد. صفه و مدرسهٔ عمر بین ایوان سلجوقی و شبستان هجده‌ستونی آل‌مظفر قرار دارد. این بنا نیز مربوط به قرن ششم-هفتم ه‍.ق و دوران آل‌مظفر است و در دوران سلطنت قطب‌الدین شاه محمود بنا شده‌است. کتیبه‌ای در داخل این صفه موجود است که نام پادشاه و تاریخ ساخت بنا در آن ذکر شده‌است. کاشی‌کاری مقرنس محراب صفهٔ عمر متعلق به سال ۷۷۸ ه‍.ق و جزو اولین نمونه‌های کاشی‌کاری داخل مساجد است. در اطراف این صفه کتیبه‌هایی هم از دورهٔ حکومت اشرف افغان باقی مانده که جزو جدیدترین آثار به‌جامانده در مسجد جامع اصفهان است.
- محراب دالان شرقی: در سمت جنوبی دالانی که ورودی ایوان شرقی است، محرابی قرار دارد. مشخص نیست این ایوان در چه سالی ساخته شده اما سبک آن به محراب الجایتو بسیار نزدیک است و احتمالاً در همان زمان ساخته شده‌است. بر هلال آن نوشته شده‌است: «سبحان‌الله والحمدلله ولااله‌الاالله.» این محراب دارای ستون‌هایی است که بر روی آن‌ها عبارت‌های (الملک لله) و (الکلم الله) نوشته شده‌است. اطراف این محراب سورهٔ فاتحه حک شده، بااینکه سورهٔ فاتحه در نزد مسلمانان از اهمیت بسیاری برخوردار است اما تنها در سه محراب از بیست‌ویک محراب دورهٔ ایلخانی استفاده شده‌است.[۲۱۶][۲۱۷][۲۱۸]

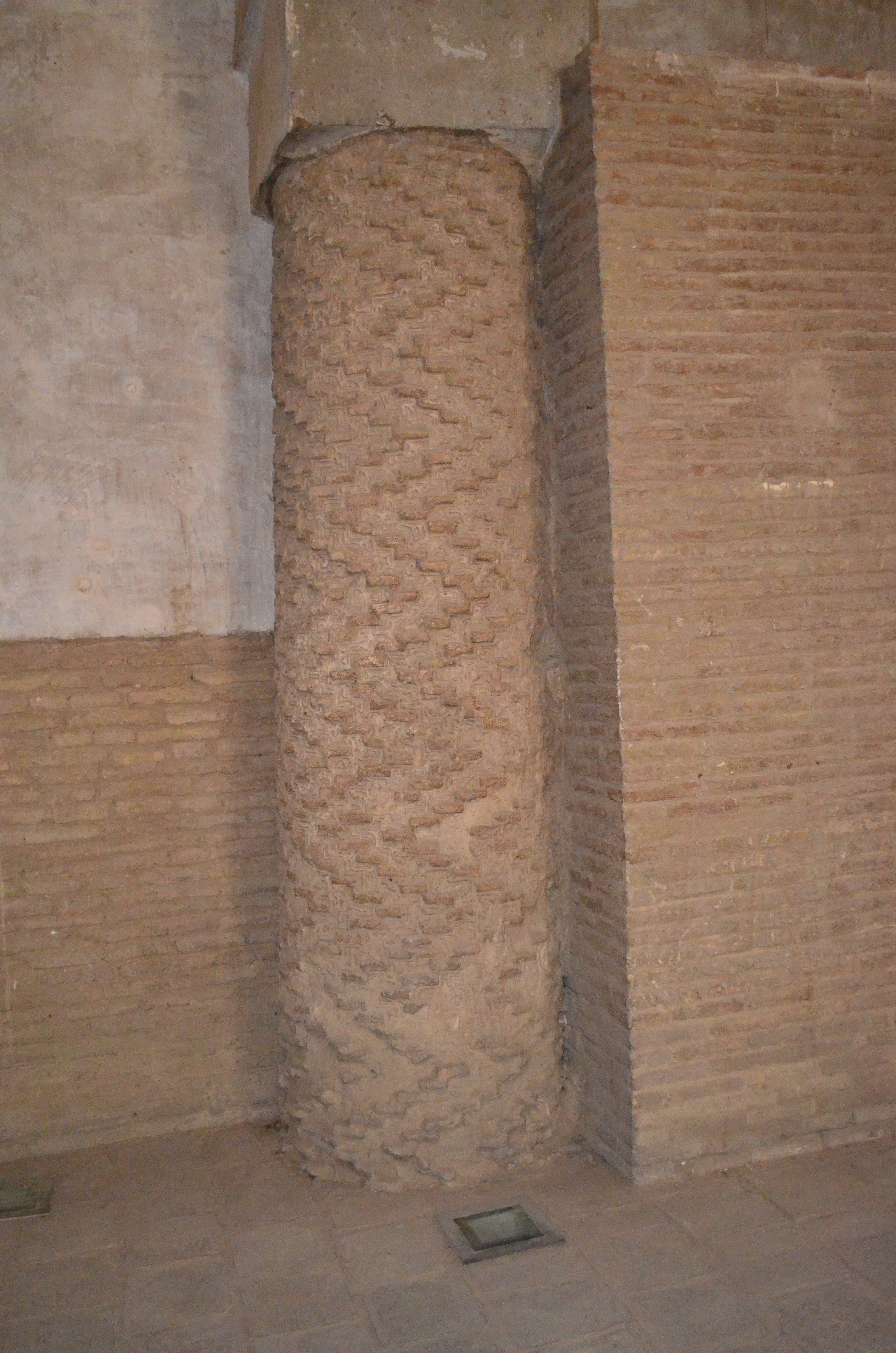
ستون باقی مانده از قرن سوم هجری قمری
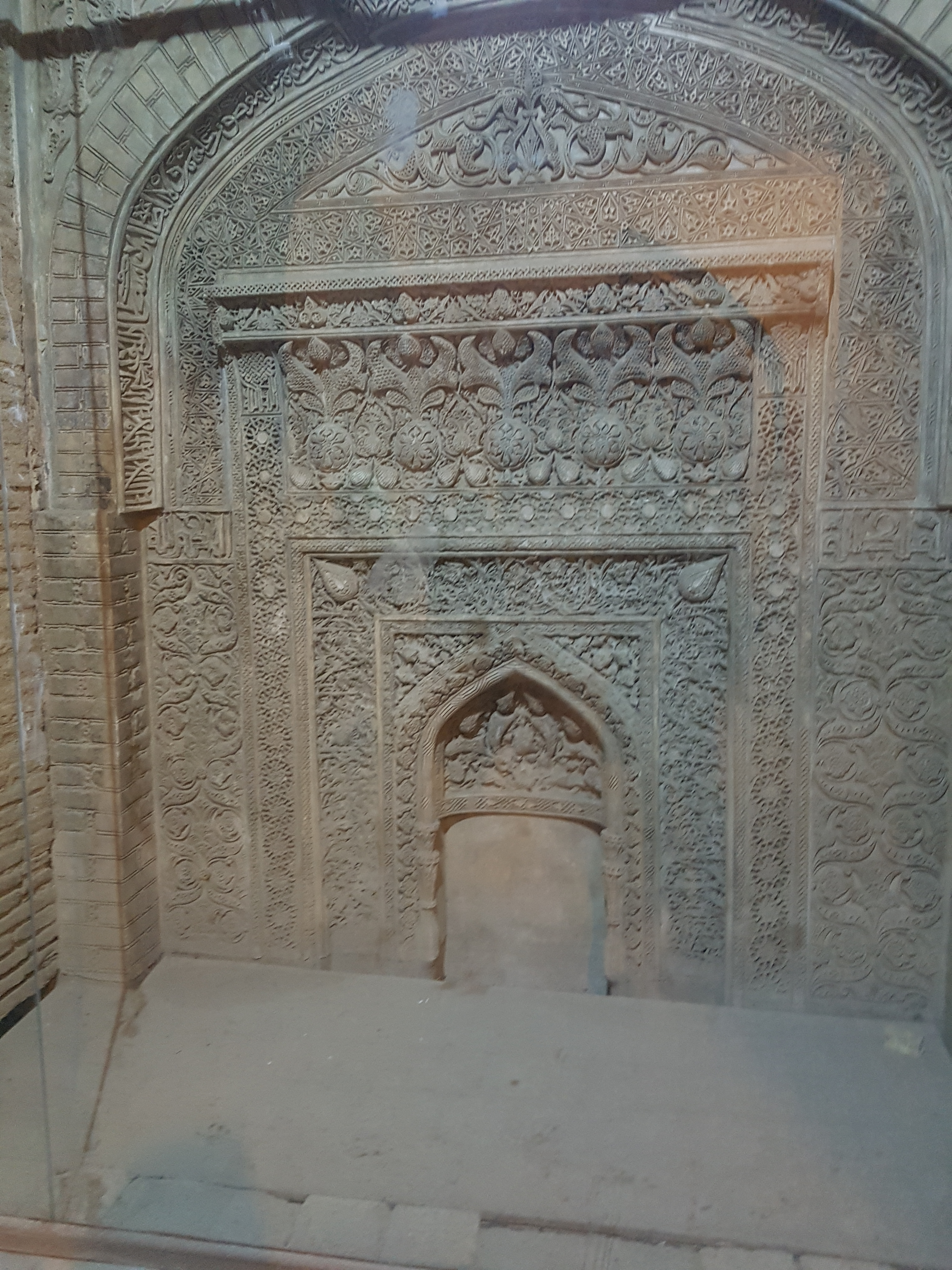
محراب دالان شرقی

#### ایوان شاگرد

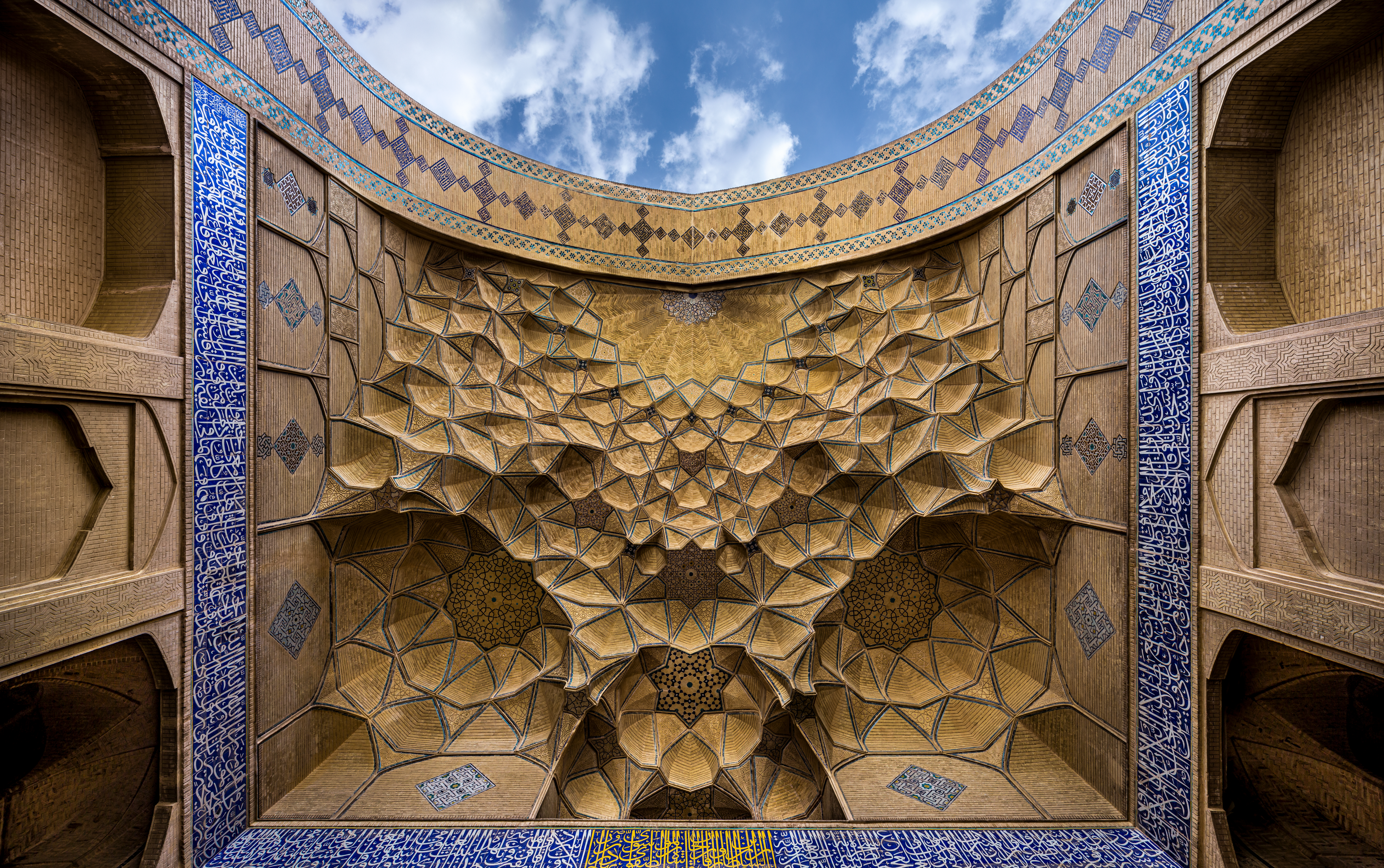
نگاره‌ای سقف مقرنس‌کاری ایوان شرقی، موسوم به ایوان شاگرد.

ایوان ضلع شرقی، که معروف به ایوان شاگرد و صفهٔ سنگ‌تراشان است، مقابل ایوان استاد که در ضلع غربی قرار دارد بنا شده و طول و عرض ۱۲ متری و ارتفاع ۱۹/۲۰ متری دارد. نمای خارجی این ایوان تزئیناتی آجری مربوط به دورهٔ سلجوقیان دارد. این ایوان در طول مدتی که بنا شده تغییراتی پذیرفته و می‌توان سبک تزئینات سلجوقی در مسجدها را که مربوط به قرن ششم ه‍.ق است به‌خوبی مشاهده کرد. نمای داخلی دچار تغییرات بسیاری شده به‌طوری که در طول تاریخ حکمرانان، خیرخواهان و سلاطین مختلف با نیات متفاوت قسمتی از بنای داخلی را تغییر داده یا تعمیر کرده‌اند؛ مثل سنگ‌های سنگ مرمر، کتیبه‌های متعدد، گچ‌بری‌ها و معرق‌کاری‌های متفاوتی که در این زمان در بنا تعبیه شده‌اند. در قسمت مرکزی دیوار شرقی کتیبه‌ای وجود دارد که متعلق به شاه سلطان حسین صفوی است و کاتب معروف آن دوران، محمدصالح آن را نوشته‌است. کتیبهٔ داخلی ایوان متعلق به دورهٔ شاه سلیمان صفوی است و در سال ۱۰۹۳ ه‍.ق به خط ثلث سفید و بر زمینهٔ کاشی خشت لاجوردی حک شده و هنر محسن امامی است؛ این کتیبه به فضیلت‌های مسجد و آداب شرعی اشاره می‌کند.
- حفاری در ایوان شرقی: کف ایوان شرقی توسط متخصصان و کارشناسان حفاری و نُه ستون در این مکان یافت شد. شش ستون از نوع استوانه‌ای با قطر ۹۲ سانتی‌متری بوده و مربوط به مسجد دورهٔ عباسی هستند و سه ستون از نوع خارجی با قطر ۱۰۵ سانتی‌متر بوده‌است. آجرهایی بین این ستون‌ها برای تکمیل کار به‌کار رفته که متفاوت با دورهٔ عباسی است. ابعاد این آجرها ۱۰×۱۵×۳۰ سانتی‌متر است. این ستون‌های سه‌بخشی روی چاه ساخته شده‌اند و احتمالاً پیش از ساخت آن‌ها هم در این محل چاهی وجود داشته که برای ساختن یک سازهٔ مقاوم روی چاه، پر از مصالح شده و ستونی بر روی آن نصب شده‌است.[۲۲۲]
- شاه‌نشین ایوان شاگرد: شاه‌نشین این ایوان به وسیلهٔ کاشی‌کاری، خطوط ثلث[۲۲۳] و مقرنس‌های آجری تزئین شده و صورت اصلی خود را حفظ کرده‌است. در این قسمت به وسیلهٔ خطوط کوفی کتیبهٔ آیهٔ ۱۸ و بخشی از آیهٔ ۱۹ سوره آل عمران نوشته شده‌است. محراب ایوان شاگرد تماماً از سنگ مرمر ساخته و در دیوار جنوبی واقع شده که آیهٔ ۵۴ سورهٔ مائده بر اطراف آن حک شده‌است.[۲۲۴] در اطراف و بالای آن کتیبه‌ها و الواح مختلف حک شده‌است. اطراف محراب بر کاشی‌های کوچک به خط کوفی صلوات و درود بر چهارده‌معصوم حک شده، اما تنها شش لوح آن باقی مانده و مابقی مفقودند. دیوار شرقی که متعلق به ایوان کوچکِ واقع‌شده در ضلع شرقی ایوان شاگرد است، به وسیلهٔ خطوط گچ‌بری که در حاشیهٔ آن انجام شده (اسماءالله، سوره حمد، اخلاص و آیة الکرسی)[۲۲۵] نوشته شده‌است. متن اصلی که در صفه‌ای بزرگ گچ‌بری شده، شامل مربع و دایره‌های کوچک است که اسامی خداوند، نام محمد، ابوبکر، عمر، عثمان و علی در آن‌ها به خط کوفی حک شده‌است. در بعضی از دایره‌ها نام پیامبر و خلفای راشدین باهم نوشته شده و در بعضی دیگر عبارت «لااله‌الاالله محمد رسول‌الله علی ولی‌الله» گچ‌بری شده‌است. البته در بعضی از این اشکال به نام فاطمه هم برمی‌خوریم. دیوار مقابل آن هم به وسیلهٔ گل و بوته گچ‌بری شده‌است.[۲۲۶][۲۲۷]

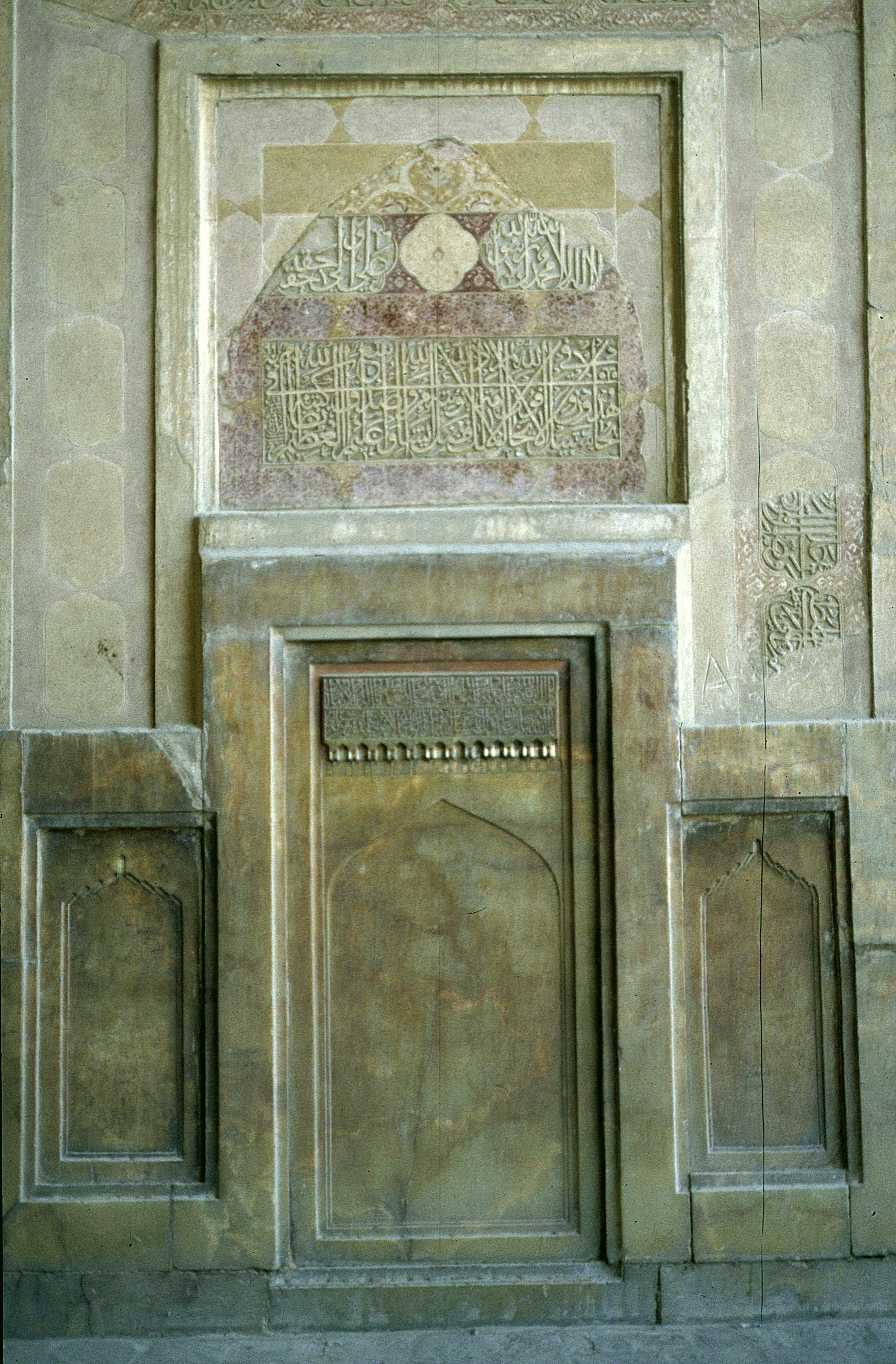
محراب ایوان شرقی
ایوان شرقی
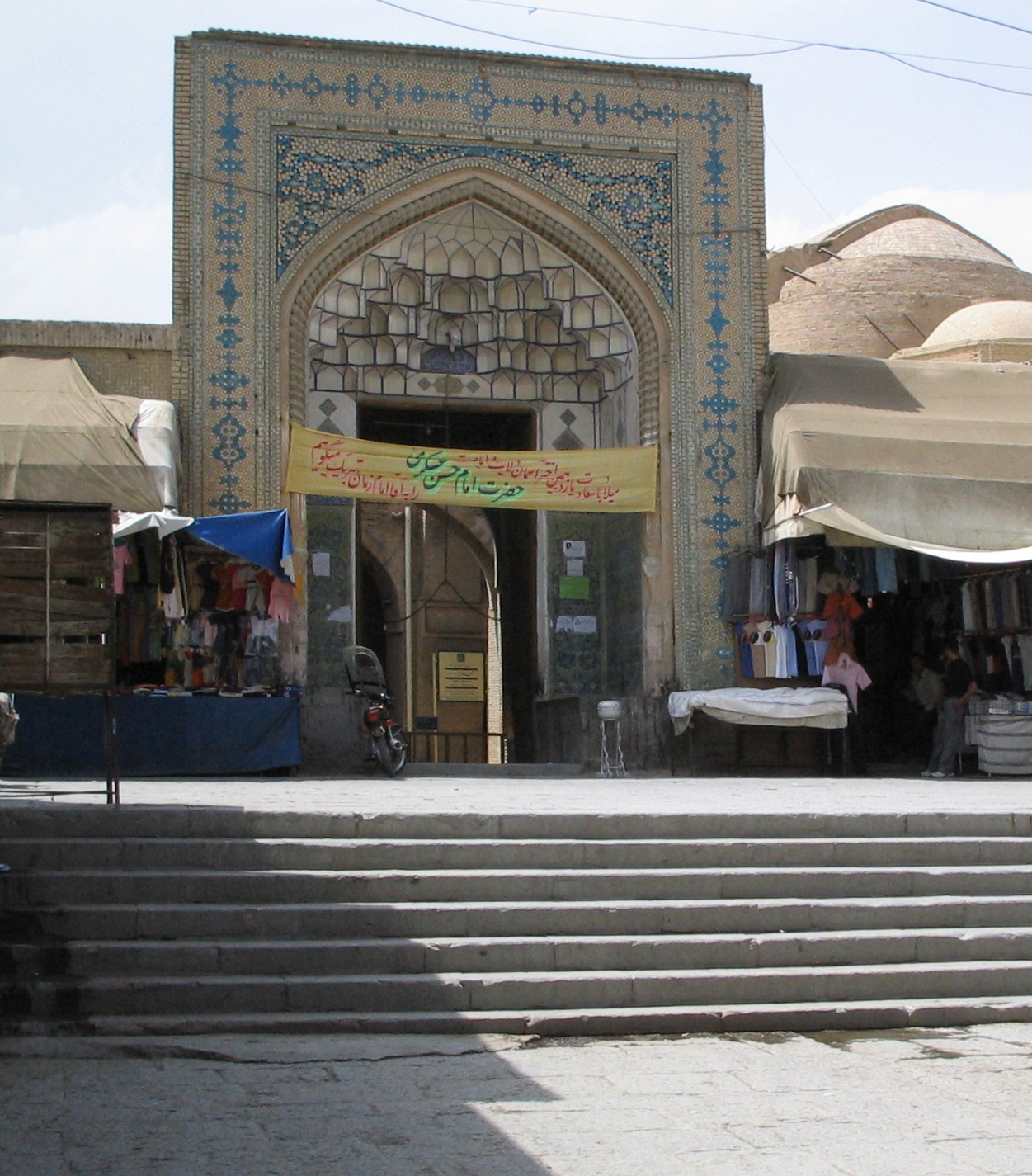
ورودی ایوان شرقی از بازار

#### شبستان شمالی ایوان شرقی
در جانب شمال ایوان شرقی و غرب مدرسهٔ مظفری مسجدی متعلق به قرن ۸ ه‍.ق قرار دارد. این شبستان از هجده ستون و طاق‌های آجری تشکیل شده‌است. طی مطالعاتی انجام شده، این بنا همانند قسمت‌های دیگر در دوران عباسی ایجاد شده و دارای ستون‌های استوانه‌ای شکل است. در کاوش‌هایی که در سال ۱۳۵۳ ه‍.ش انجام شد آثاری در کف این بنا کشف شده که متعلق به دوران پیش از اسلام است این آثار دچار آسیب‌های جدی شده‌اند. نکتهٔ مهم دیگر وجود قبری در زیر یکی از این ستون‌هاست.

#### شبستان جنوبی ایوان شرقی
در قسمت جنوبی ایوان شرقی و شمال راهروی جنوب شرقی، فضایی قرار دارد که بر اساس معماری‌اش مربوط به دورهٔ صفوی است. طبق بررسی‌هایی که در این قسمت صورت گرفته، مشخص شده‌است که در دورهٔ عباسی این قسمت به صورت فضایی پوشیده، همانند دیگر قسمت‌های مسجد ایجاد شده‌است. این قسمت در همان دوران عباسی دارای ستون‌های استوانه‌ای بوده و قسمت نزدیکِ حیاط نیز از ستون‌های سه‌بخشی تشکیل شده‌است. در دورهٔ صفوی شش دهانه از این قسمت برای ایجاد محل اجتماعات تخریب شد و سپس به شیوهٔ صفوی در همان عصر طاق‌ها و چشمه‌های بزرگ‌تری جایگزین آن شدند.

#### صفهٔ عمر یا مدرسهٔ مظفری

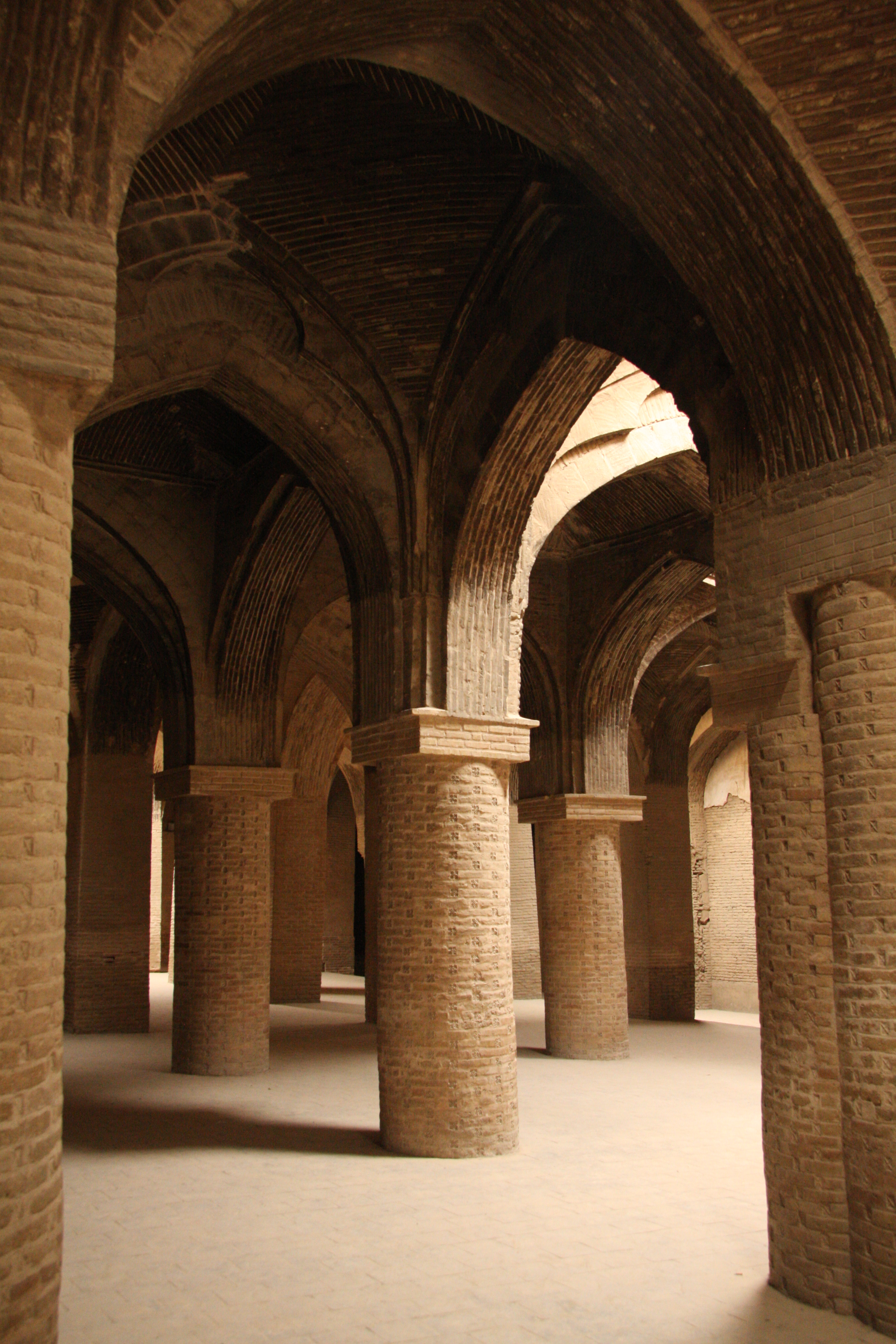
صفه عمر

در انتهای این ضلع صفهٔ عمر ساخته شده‌است. عده‌ای بدون توجه به کتیبه‌های داخل بنا آن را به دوران عمر عبدالعزیز خلیفهٔ اموی و بعضی دیگر به عمربن عبدالعزیز ابی دُلَف از سلسلهٔ آل ابی دلف نسبت داده‌اند که آثار بسیاری بنا کرده. این مدرسهٔ دینی با ابعاد ۲۵×۶۵ متر و در سال‌های ۷۵۷–۷۷۸ ه‍.ق ساخته شده. مدرسه دارای دو طبقه است و حجره‌هایی در دو طرف شرقی و غربی دارد و سمت جنوبی آن هم دارای ایوان، گنبدخانه و محراب است. ایوان اصلی آن به ابعاد ۱۰×۱۰ متر و عرض دالان‌ها هرکدام پنج متر است. این ایوان یک ورودی به ابعاد ۵ متر و عمق ۲/۵ متری دارد. در این مکان تدریس و تعلیم و عبادت صورت می‌پذیرفت. کاشی‌کاری‌ها و خط ثلثی که در آن به‌کار رفته بر زیبایی مدرسه افزوده‌است. شبستان این قسمت با ابعاد ۱۹×۱۱ متر ساخته شده‌است و هشت درگاه دارد که هرکدام با آجرهای رنگی مختلفی تزئین شده‌اند. کتیبه‌های این مسجد از روزگار سلطان محمد و آل مظفر حکایت دارد. بانی آن را مرتضی بن الحسین العباسی الزینبی می‌دانند که قصد داشته قسمتی به بناهای موجود بیفزاید. راهروی اصلی این مدرسه بین ایوان شاگرد و شبستان قرار دارد. صفهٔ عمر ۱۰ متر طول و ۱۰ متر عرض دارد و به شیوهٔ رازی ساخته شده‌است. در طرفین آن دو دالان دو طبقهٔ سرپوشیده بنا شده و عرض هر یک از آن‌ها به پنج متر می‌رسد. دیوار غربی بسیار قطور و قدیمی است و از خشت خام ساخته شده‌است. دالان ورودی شرقی را عده‌ای مربوط به دورهٔ ساسانی می‌دانند که به جای مسجد، آتشکده برپا بوده و عده‌ای دیگر آن را مربوط به دورهٔ منصور دوانیقی می‌دانند. این ایوان از طریق ورودی دیگری که پنج متر طول و ۲/۵ متر عرض دارد به شبستان جنوبی متصل می‌شود. این شبستان ۱۹ متر طول و ۱۱ متر عرض دارد. از نظر معماری ساختمانی هشت‌درگاه است که هرکدام از آن‌ها به وسیلهٔ مقرنس‌های آجری سفید، قرمز و سبز تزئین شده‌اند. این ترکیب رنگ مربوط به سبک هنرمندان قرن هشتم ه‍.ق است و در ادوار بعد به چنین چیزی برنمی‌خوریم. به این مکان کتابخانه هم می‌گویند و علت آن گفته‌های مافروخی، نویسندهٔ کتاب محاسن اصفهان است؛ اما این مکان بیشتر برای نماز و عبادت در نظر گرفته می‌شده. پس از تخریب دورهٔ سلجوقی، این قسمت در دوره‌های بعد ترمیم و بازسازی شد. در تاریخ ۷۶۸ ه‍.ق/ ۱۳۸۸ م سردری برای این قسمت ساخته شد که ورودی آن از بازار بود و راه اتصال آن با حیاط از طریق راهروی ایوان شرقی صورت می‌گرفت.
- طاق صفهٔ عمر: خطوطی تاریخی و تزئینی در سقف صفهٔ عمر در دو شمسه کار شده‌است. عبارات اطراف دو شمسه یکسان است اما کتیبهٔ متن متفاوت است. هشت شکل مربع دارد که داخل هرکدام به خط بنایی و بر زمینهٔ لاجوردی چهار کلمه نوشته شده‌است: «الله، محمد، ابوبکر، عمر، عثمان، علی، حسن و حسین.» سقف هلالی‌شکل صفه عمر به شبستان محراب با سه خط بنایی و به وسیلهٔ حسن کارون تزئین شده‌است.[۲۳۶]
- کتیبهٔ محراب صفهٔ عمر: این کتیبه در سال ۷۷۸ ه‍.ق به دست علی کوهیار الابَرقوهی صورت نوشته شده‌است؛ شمس پسر تاج و فخر فرزند عبدالوَهاب شیرازی بنّا نیز از استادان این محراب بودند. آیات ۱۸ و ۱۹ سورهٔ توبه بر آن حک شده. در قسمت فوقانی محراب کتیبه‌ای موجود است.[۲۳۷] بر یکی از کتیبه‌ها به خط ثلث و بر زمینهٔ لاجوردی آیه ۱۲۷ سوره بقره و دیگری به خط کوفی بر زمینهٔ لاجوردی آیه ۱۲۸ آن سوره حک شده‌است.[۲۳۸][۲۳۹]
- کتیبهٔ سنگاب سقاخانهٔ عزیزالله: روبه‌روی ایوان جنوبیِ مدرسه مظفری یک سنگاب سقاخانه وجود دارد متعلق به سقاخانه‌ای بوده که سال ۱۰۹۳ ه. ساخته شده و تا قرن ۱۴ ه‍.ق روبه‌روی ورودی شرقی و مقابل بازار قرار داشته‌است. بر روی آن به خط نستعلیق مشخصات واقف، آقا ذوالفقار ولد آقانصیر، حجاری شده‌است.[۲۴۰]

تغییرات دورهٔ هوتکیان: در دورانی که افغان‌ها بر ایران مسلط شده و اصفهان را به تصرف خود درآورده‌بودند، به فرمان اشرف افغان صفهٔ عمر برای نماز اهل تسنن، سربازان افغان و نزدیکان اشرف در نظر گرفته شد، اما به خاطر جلوگیری از اختلاف آن‌ها با اهل تشیع، دری دیگر به سمت بازار باز کرده و راهروی صفهٔ عمر را به صحن مسدود کردند؛ این در همچنان موجود است.
- کتیبهٔ خلفای راشدین: کتیبه‌ای به نام راشد که مربوط به سال ۱۱۳۹ ه‍.ق است، به خط ثلث و بر زمینهٔ کاشی خشت لاجوردی در این صفه قرار دارد.[۲۴۲]
- کتیبه‌های اشرف افغان: کتیبه‌ای به فرمان اشرف در صفهٔ عمر نصب شده که به خط علی المولوی است و از سال ۱۱۳۹ ه‍.ق در این مکان موجود بوده و علاوه بر آن در این کتیبه به نام «مولی زعفران» هم برمی‌خوریم. کتیبه به خط ثلث و نستعلیق و بر زمینهٔ کاشی خشت لاجوردی و قهوه‌ای حک شده‌است.[۲۴۳]

#### کتیبه‌های شاه طهماسب
در ابتدای دالان شرقی و در سمت جنوبی آن، سه لوح مربوط به شاهان صفوی قرار دارد.
- لوح سنگی جنوبی دالان ورودی شرقی: مربوط به شاه طهماسب اول است و در ابعاد ۸۸×۱۱۰ سانتی‌متر ایجاد شده‌است. شاه طهماسب به هنگام پیروزی بر ازبک‌ها قسمتی از چوپان‌بیگی و دارالسلطنهٔ اصفهان را اهدا کرده‌است و موضوع این لوح هم همین است.[۲۴۴]
- لوح سنگ‌های شمالی: مربوط به تخفیف مالیاتی است که شاه طهماسب اول به مردم داده و در سال ۹۷۱ ه‍.ق به خط نستعلیق نوشته شده‌است. این کتیبه ۱۶۵ سانتی‌متر طول و ۵۴ سانتی‌متر عرض دارد و زیاد قابل خواندن نیست چراکه قسمت‌های عمده‌ای از آن تخریب شده‌است.[۲۴۵]
- دو لوح سنگی: به ابعاد ۵۵×۵۲ سانتی‌متر که مربوط به دورهٔ شاه طهماسب است و به سال ۹۳۵ ه‍.ق بازمی‌گردد. این دو لوح در ارتفاع پایینی، نزدیک به سطح زمین نصب شده‌اند و صلوات بر چهارده‌معصوم، آیت‌الکرسی و اشعاری در مورد حضرت علی بر آن نوشته شده‌است.[۲۴۶]

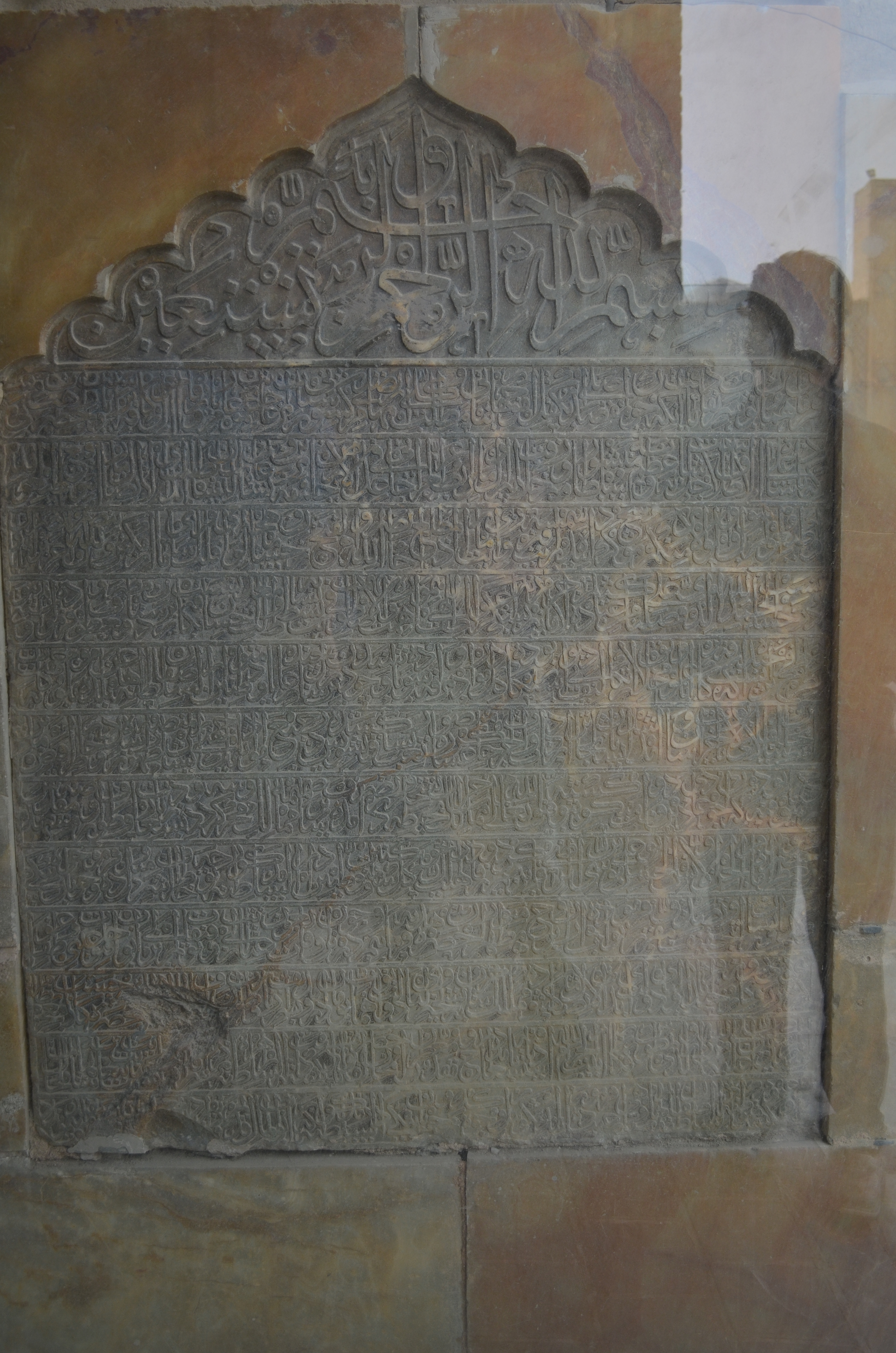
کتیبهٔ پیروزی شاه طهماسب بر ازبک‌ها
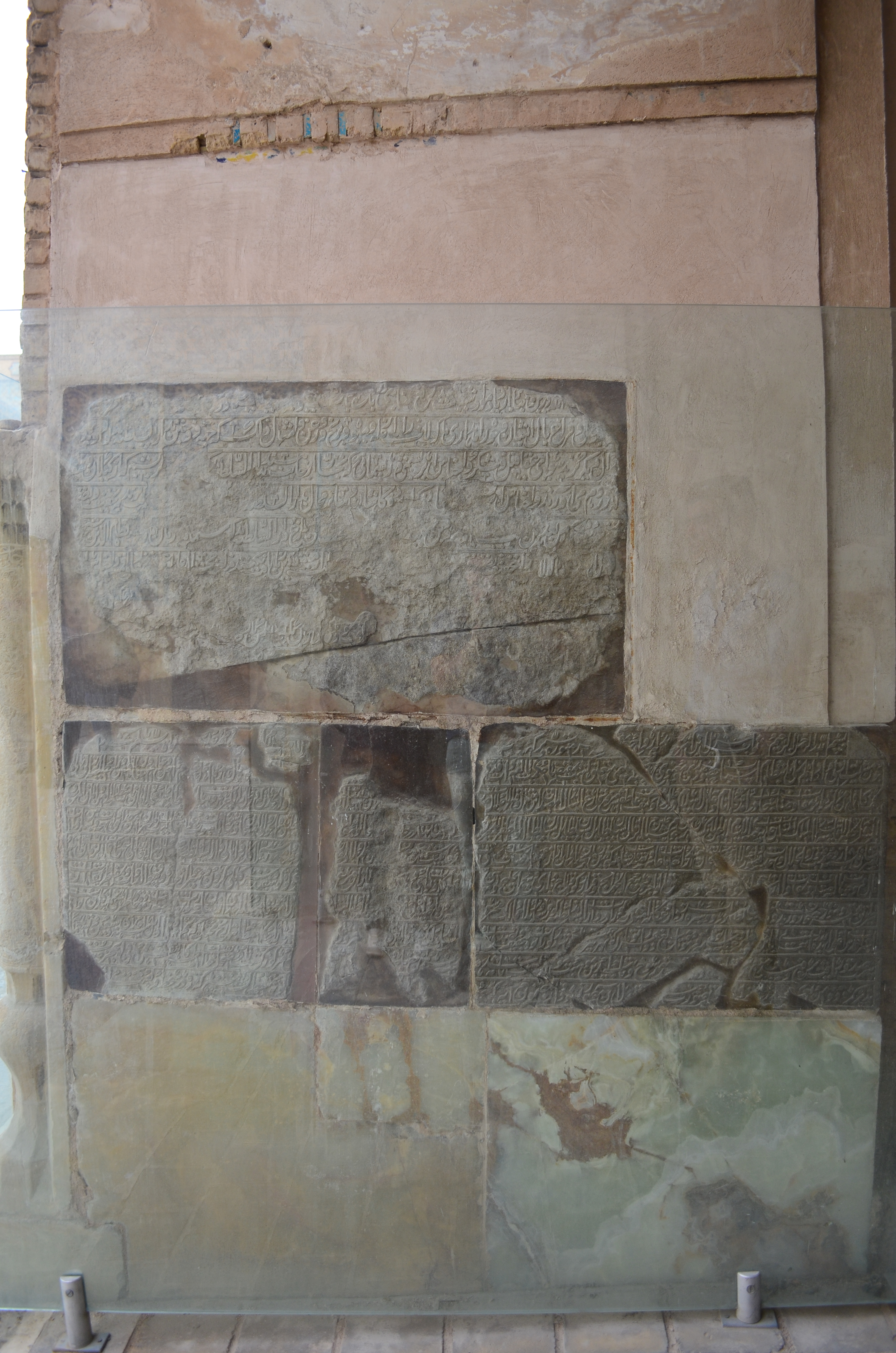
کتیبهٔ خط نستعلیق و تخفیف مالیاتی شاه طهماسب

## ثبت ملی و جهانی مسجد جامع اصفهان
این بنا در ۱۵ دی ۱۳۱۰ با شمارهٔ ثبت ۹۵ به‌عنوان یکی از آثار ملی ایران به ثبت رسیده‌است.
در سال ۱۳۸۹ ه‍.ش موضوع ارسال پروندهٔ «مسجد جامع اصفهان» به یونسکو پیش آمد و مدیران میراث فرهنگی اصفهان مسئول این امر شدند. البته به گفتهٔ جبل عاملی در سه دهه پیش از آن نیز تلاش‌هایی در این مورد صورت گرفته بود اما به دلیل وسعت بنا و عدم تداوم آن هربار به صورتی کار بی‌نتیجه می‌ماند. تا اینکه در دی ۱۳۸۹ ه‍.ش تمام معیارهای یونسکو برآورده شده و در پرونده‌ای جامع ثبت و ارسال شد. پس از آن موزه‌ای برای آثار کشف‌شده در مسجد و ماکتی برای بنا ایجاد کردند و تابلوهای راهنما را به دو زبان در مسجد قرار دادند؛ پایگاه و فضایی برای معرفی مسجد مختص آشنایی بازدیدکنندگان ایجاد شد و دستگاه‌هایی برای نمایش و فیلم هم در مسجد قرار داده‌شد. در سال ۱۳۹۰ متخصصان از مسجد دیدن کردند و پس از بررسی‌های لازم، این بنا ثبت جهانی شد.

## منبع‌شناسی
سیاحان و مورخان در قرون مختلف اطلاعاتی از اماکن شهر را در متون تاریخی ثبت کردند که حاوی اطلاعاتی از مسجد جامع اصفهان نیز هست.